# Guerriglia

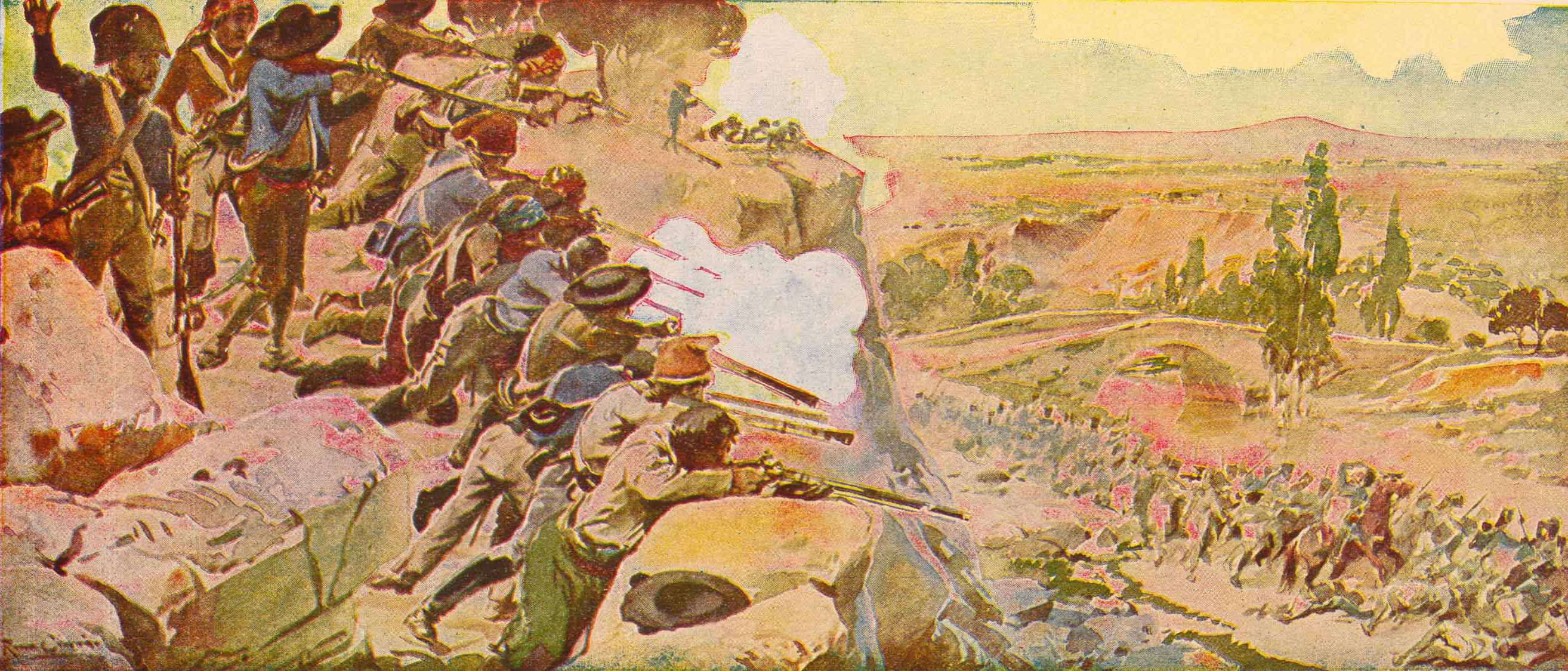
Guerriglieri spagnoli tendono un'imboscata a una colonna francese durante la Guerra d'Indipendenza Spagnola (1808-1814).

La guerriglia (in spagnolo guerrilla) o guerra di guerriglia (in spagnolo guerra de guerrillas) è una particolare modalità di guerra condotta con specifica conoscenza del terreno e delle condizioni ambientali, da parte di formazioni di limitata entità per lo più irregolari, cioè composte da forze definibili come militari irregolari, ribelli, partigiani, paramilitari o civili armati, compresi i bambini soldato. In un contesto di ribellione, conflitto violento, guerra o guerra civile, i guerriglieri possono rivolgere le loro azioni contro le truppe regolari del loro stesso Stato (allo scopo di abbattere il regime costituito o protestare contro di esso), contro le truppe di uno Stato estero (allo scopo di liberare il loro Paese dalle truppe straniere che lo occupano), o contro forze insorte rivali. La guerriglia si sviluppa mediante imboscate, raid, sabotaggi, tattiche mordi e fuggi, attentati, attacchi di sorpresa e conseguenti brevi scontri, generalmente effettuati in zone montane, boscose o impervie, che sono particolarmente favorevoli allo spostamento rapido di piccole formazioni; può esistere anche una guerriglia urbana, effettuata da piccoli gruppi in città, in genere contro le forze di polizia.

## Etimologia
Un predecessore della parola "guerriglia" proviene dall'espressione "piccola guerra" (in francese petite guerre), diffusa nel XVIII secolo fra i militari di tutta Europa soprattutto grazie ai successi ottenuti dalle truppe leggere di Maria Teresa durante la Guerra di Successione Austriaca (1741-1748). Tale espressione descriveva le azioni di ricognizione e imboscata eseguite da truppe leggere ad alta mobilità, che conducevano tali azioni con il favore del buio e dell'effetto sorpresa, attaccando il nemico con estrema rapidità per poi ripiegare altrettanto prontamente dal luogo dello scontro. La petite guerre settecentesca fu praticata soprattutto in America del Nord durante la Guerra dei Sette Anni (1756-1763), in India, e da alcune unità militari austriache e russe (panduri, ussari, ulani e cosacchi), venendo fatta oggetto di studio di vari trattati militari contemporanei, come il Traité de la petite guerre di Armand-François de La Croix. Tuttavia, pur avendo tutti gli elementi della guerriglia, essa era intesa per essere condotta da "guerriglieri in uniforme", e come funzionale a una grande battaglia campale risolutiva combattuta fra eserciti regolari, non come una pratica che potesse vincere una battaglia o una guerra autonomamente.
Il termine petite guerre venne tradotto nello spagnolo "guerrilla" durante la Guerra d'Indipendenza Spagnola (1808-1814), parte delle Guerre Napoleoniche (1803-1815), la quale fu uno dei primi esempi di guerriglia su vasta scala dell'epoca moderna, perché largamente combattuta da milizie irregolari spagnole – ovvero non formalmente inquadrate nelle forze armate regolari spagnole, portoghesi o inglesi – contro gli invasori francesi napoleonici. Secondo lo storico messicano Guadalupe Jiménez Codinach, il termine apparve per la prima volta sul quotidiano The Times di Londra nel 1808:

## Storia

### Nell'Antichità
Il generale, filosofo e stratega Sun Tzu, nel suo trattato L'arte della guerra del VI secolo a.C., fu uno dei primi sostenitori dell'uso della guerriglia. La prima descrizione della guerriglia è una presunta battaglia tra l'imperatore Huang e il popolo Myan (Miao) in Cina.
Anche tribù nomadi e migratorie come gli Sciti, i Goti, i Vandali e gli Unni usarono elementi della guerriglia per combattere l'Impero persiano, l'Impero romano e Alessandro Magno.

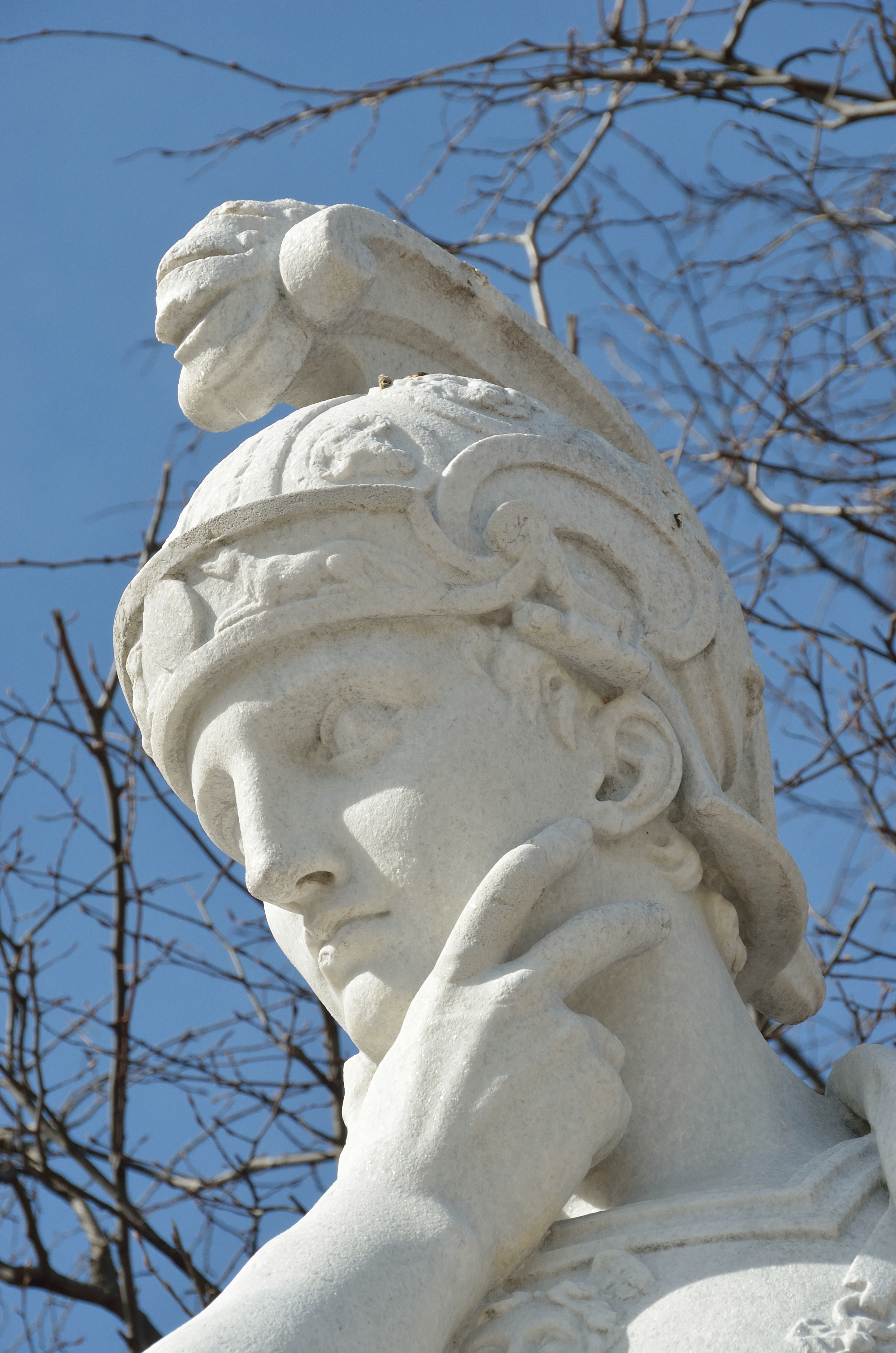
Statua di Quinto Fabio Massimo Verrucoso, detto "il Temporeggiatore" (275-203 a.C.).

Quinto Fabio Massimo Verrucoso, soprannominato "il Temporeggiatore", ampiamente considerato il "padre della guerriglia" del suo tempo, ideò una strategia che usò con grande efficacia contro l'esercito di Annibale durante la Seconda Guerra Punica (218-202 a.C.) che prevedeva di evitare tutti gli scontri diretti che non fossero strettamente necessari, preferendo fare terra bruciata attorno all'esercito nemico, attaccare le sue vie di approvvigionamento e infliggergli continue perdite che non potevano essere facilmente rimpiazzate.
La guerriglia era usata comunemente dalle varie tribù celtiche, germaniche e africane che i Romani affrontarono nel corso della loro storia. Nel II secolo a.C. il loro primo grande esponente sarebbe stato il capo lusitano Viriato, la cui conoscenza delle tattiche di guerriglia gli valse otto anni di vittorie sugli eserciti romani. Sarebbe morto per tradimento senza essere mai stato sconfitto in modo decisivo sul campo di battaglia. Anche il gallo Vercingetorige favorì la guerra mobile e il taglio delle linee di rifornimento nella sua rivolta contro la Repubblica romana nel 52 a.C., e Arminio dei Cherusci germanici sfruttò il terreno e le formazioni dell'esercito romano imperiale per vincere la battaglia della foresta di Teutoburgo nel 9 d.C.. Anche il condottiero numida Tacfarinas usò la guerriglia, costringendo l'Impero romano ad allearsi con popoli nativi vicini per sconfiggerlo definitivamente. In seguito Carataco, il capo di guerra dei Catuvellauni britannici, impiegò la guerriglia mescolata a occasionali brevi battaglie per otto anni. Sebbene Carataco alla fine fosse stato catturato dai Romani, Tacito scrive che lo rispettavano.
Nel mondo antico classico, questo tipo di guerra era menzionato indirettamente dai Greci nelle storie omeriche, ma era solitamente inteso come insieme di azioni "mordi e fuggi" finalizzate alla ricerca di bottino in territorio nemico, più o meno come la successiva pirateria vichinga. Non ci sono molti esempi di guerriglia nell'antica guerra greca, sebbene gli Etoli ne fecero uso contro Demostene e la sua fanteria pesante oplitica durante la campagna etolica (426 a.C.).

### Nel Medioevo
La guerriglia era praticata dall'Impero bizantino, in particolare durante le sue guerre con il Califfato abbaside. A metà del X secolo queste pratiche furono codificate in un manuale militare noto con la moderna traduzione latina del suo titolo greco, De velitatione bellica. Attribuito all'imperatore Niceforo II Foca, questo manuale descriveva le tattiche impiegate lungo i monti Tauro, la regione di confine tra impero e califfato. Le tattiche si concentravano sul tracciamento degli invasori, limitando i danni che potevano causare attraverso un'attenta sorveglianza e contro-incursioni, per poi attaccarli nei passi di montagna quando erano carichi di bottino e prigionieri. Seguire le forze nemiche senza farsi notare e organizzare imboscate ai loro danni sono i temi principali del testo.
Durante l'invasione mongola dell'Europa, la guerriglia e la dura resistenza portata avanti da popolazioni dell'est europeo, in particolare in Croazia e Dzurdzukezia, aiutò a impedire che i mongoli stabilissero una presa permanente sul loro territorio e a scacciarli. Nel XV secolo, l'imperatore e generale vietnamita Lê Lợi lanciò una guerra di guerriglia contro i cinesi.

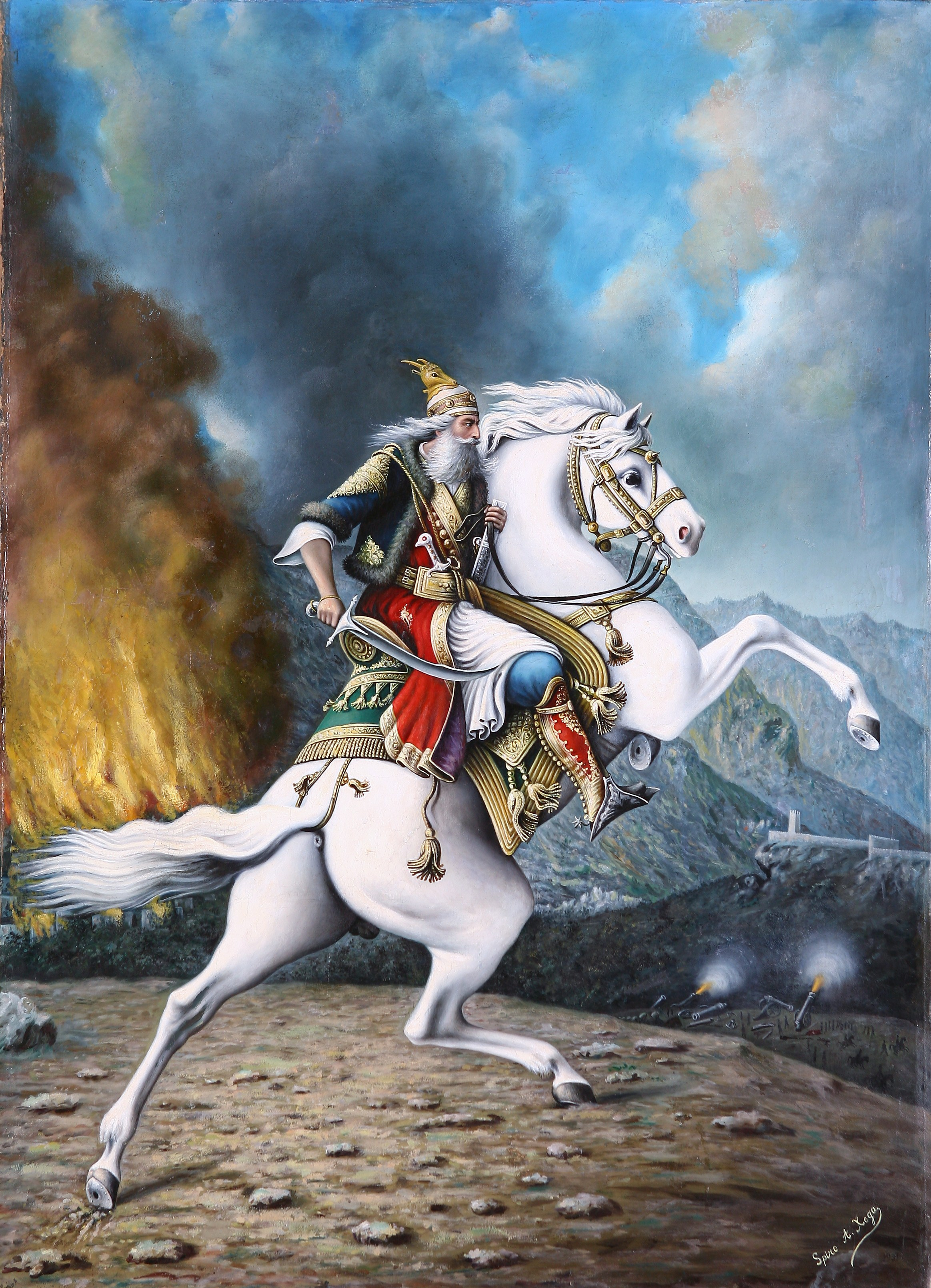
Ritratto di Giorgio Castriota Scanderbeg (1405-1468).

Una delle guerre di guerriglia di maggior successo fu condotta da Giorgio Castriota Scanderbeg contro l'Impero ottomano invasore. Nel 1443 Scanderbeg radunò le forze albanesi e scacciò i turchi dalla sua patria. Scanderbeg combatté una guerra di guerriglia contro eserciti invasori fino a 20 volte più grandi del suo, usando il terreno montuoso a suo vantaggio. Molestò il vasto esercito ottomano con piccole unità e azioni "mordi e fuggi", oltre a usare finte ritirate seguite da improvvisi contrattacchi e altre tattiche sconosciute nella guerra fino ad allora. Per 25 anni Scanderbeg impedì ai turchi di riprendere l'Albania, che a causa della sua vicinanza all'Italia, avrebbe potuto facilmente servire da trampolino di lancio per un'ulteriore avanzata ottomana in Europa.
Nel 1462, gli ottomani furono respinti dal principe valacco Vlad III Dracula. Vlad non fu in grado di impedire ai turchi di entrare in Valacchia, quindi ricorse alla guerriglia, organizzando costantemente piccoli attacchi e imboscate contro i turchi. Durante il Diluvio in Polonia furono applicate tattiche di guerriglia. Nella Guerra dei Cent'anni (1337-1453) tra Inghilterra e Francia, il comandante Bertrand du Guesclin usò tattiche di guerriglia per infastidire gli invasori inglesi. Il signore della guerra e pirata frisone Pier Gerlofs Donia combatté una guerriglia contro Filippo I di Castiglia e con il suo co-comandante Wijerd Jelckama contro Carlo V.
Durante la rivolta olandese del XVI secolo, i Geuzen intrapresero una guerriglia contro l'Impero spagnolo. Durante la Guerra di Scania (1675-1679), un gruppo di guerriglia filo-danese noto come gli Snapphane combatté contro gli svedesi.
Il maragià Shivaji fu il pioniere dello Shiva sutra o Ganimi Kava (tattiche di guerriglia) contro i Moghul e altre potenze nel 1645, portando alla fondazione dello stato Maratha nel 1674, gettando le fondamenta di quello che sarebbe diventato l'ultimo grande impero indiano, l'Impero Maratha, prima del Raj britannico.
Nell'Irlanda del XVII secolo, irregolari irlandesi chiamati Tories e Rapparees usarono la guerriglia nelle Guerre Confederate Irlandesi (1641-1653) e nella Guerra Guglielmita in Irlanda (1689-1691).

### Nel XVIII secolo (1700-1815)
Guerriglieri finlandesi, detti Sissi, combatterono contro le truppe russe durante la Grande Guerra del Nord (1700-1721).

#### Guerre coloniali in Nord America
Nel Nord America, uno dei primi casi registrati di guerriglia fu la resistenza degli Apalachee agli spagnoli durante la spedizione di Narváez nel 1528 nella Florida spagnola.
A metà del XVII secolo i coloni della Nuova Francia erano in conflitto con la Confederazione irochese. Le forze irochesi usarono tattiche "mordi e fuggi", azioni di disturbo ed evitarono costose battaglie campali. I coloni della Nuova Francia iniziarono a chiamare queste tattiche indiane la petite guerre perché tali tattiche erano pensate per condurre incursioni, in contrapposizione alle tipiche battaglie campali europee. I coloni della Nuova Francia appresero la petite guerre da altri popoli indiani locali, come gli Uroni, gli Wobanaki, gli Algonchini e gli Ottawa, per poi usarla con successo contro gli Irochesi. 

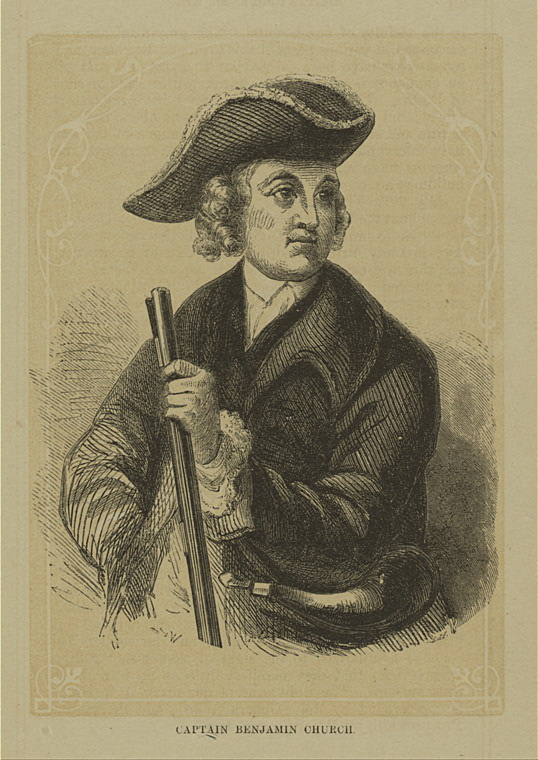
Ritratto di Benjamin Church (1639-1718).

Il maggiore Benjamin Church e i coloni del New England appresero le tattiche di guerriglia attraverso la guerra dei nativi, adottando le tattiche di esplorazione e incursione degli indiani sin dalla Guerra di re Filippo (1675). Durante le quattro Guerre franco-indiane (1689-1763), a partire dalla fine del XVII secolo, i Canadiens, la Confederazione Wabanaki e alcuni Acadiani portarono la petite guerre nelle colonie del New England e nella valle dell'Ohio. Nell'attuale Maine, il missionario gesuita francese Sebastian Rale guidò la Confederazione Wabanaki in una petite guerre lungo il confine tra New England e Acadia. Una generazione dopo, in Nuova Scozia, il presbitero francese Jean-Louis Le Loutre guidò i Mi'kmaq e gli Acadiani in una petite guerre dietro le linee anglo-americane in vista dell'ultima Guerra franco-indiana.
Durante la guerra franco-indiana la petite guerre salì alla ribalta quando gli indiani della valle dell'Ohio sconfissero la spedizione di Braddock vicino alle biforcazioni dell'Ohio nella battaglia del Monongahela. In Nuova Scozia, l'ufficiale francese Charles Deschamps de Boishébert guidò i Mi'kmaq e gli Acadiani in una guerra di guerriglia mentre gli inglesi espellevano gli Acadiani dalla regione. Nel Nordest, un boscaiolo del New Hampshire, Robert Rogers, iniziò a creare scalpore nell'establishment delle Forze armate britanniche per il suo successo nell'uso delle tattiche della "piccola guerra". I leader militari britannici come Jeffery Amherst, John Forbes e Henry Bouquet capirono che avevano bisogno di imparare e adottare le tattiche della piccola guerra o ne sarebbero stati consumati, come accaduto a Braddock. L'apparato militare britannico iniziò ad adottare alcune delle tattiche di petite guerre come "fanteria leggera".

#### Rivoluzione americana
Sebbene molti degli scontri della Rivoluzione americana fossero convenzionali, la guerriglia fu utilizzata in una certa misura durante questo conflitto dal 1775 al 1783, il che ebbe un impatto significativo. Le tattiche di guerriglia furono utilizzate per la prima volta nelle Battaglie di Lexington e Concord dai Patriots il 19 aprile 1775. George Washington a volte usò metodi non convenzionali per combattere gli inglesi. Durante la Guerra del foraggio, George Washington inviò unità di milizia con un supporto limitato dell'Esercito continentale per lanciare incursioni e imboscate contro distaccamenti dell'Esercito britannico e gruppi incaricati di raccogliere foraggio; la milizia e il supporto dell'Esercito continentale avrebbero effettuato schermaglie contro distaccamenti britannici in battaglie e scontri su piccola scala. Durante la Guerra del foraggio, le vittime britanniche superarono le 900. La Guerra del foraggio sollevò il morale degli americani poiché le loro operazioni di guerriglia contro gli inglesi si dimostrarono efficaci. Diversi famosi ufficiali coloniali americani ebbero successo con tattiche di guerriglia, in particolare William R. Davie, John Stark, David Wooster, Thomas Knowlton, Francis Marion, Israel Putnam, Shadrach Inman, Ethan Allen, Daniel Morgan, i fucilieri del Morgan's Corps of Rangers e gli Overmountain Men. Nella successiva storia degli USA, corpi come i Rangers avrebbero poi svolto operazioni di pulizia etnica ai danni della popolazione nativa indiana, per esempio nel Texas. Durante la Guerra d'indipendenza tutti questi guerriglieri americani fecero la loro parte usando tattiche non convenzionali per combattere gli inglesi e i lealisti. Nathanael Greene usò una strategia di guerriglia molto efficace contro Lord Cornwallis. Innanzitutto, Greene continuò a ritirarsi per attirare gli inglesi lontano dalle loro linee di rifornimento, quindi inviò le sue forze a combattere in piccole scaramucce e scontri con distaccamenti britannici per indebolirli. Quindi, combattendo una battaglia convenzionale, Greene si scontrò con Cornwallis a Guilford Court House: Cornwallis risultò vincitore, ma la sua vittoria fu di Pirro, poiché ebbe troppe perdite che non poteva permettersi. Sebbene la guerriglia venisse spesso usata per evitare battaglie, gli americani combatterono in formazioni lineari convenzionali in battaglie decisive contro gli inglesi, fino alla resa britannica a Yorktown che portò all'indipendenza delle tredici colonie. Molti dei comandanti americani che usarono tattiche e strategie di guerriglia vennero romanticizzati con il passare del tempo, sebbene le forze armate terrestri e navali francesi alleate avessero avuto un ruolo preponderante nella campagna finale e nell'intera guerra.

#### Controrivoluzione vandeana
Dal 1793 al 1796 scoppiò una rivolta contro la Rivoluzione francese da parte dei monarchici cattolici nel dipartimento della Vandea. Questo movimento intendeva opporsi alla persecuzione subita dalla Chiesa cattolica romana nella Francia rivoluzionaria, e in ultima analisi ripristinare la monarchia. Sebbene mal equipaggiata e non addestrata nelle tattiche militari convenzionali, la controrivoluzione vandeana, nota come "Reale esercito cattolico", si affidò molto alle tattiche di guerriglia, sfruttando appieno la loro conoscenza approfondita della campagna paludosa e densamente boscosa. La rivolta in Vandea venne alla fine soppressa dalle truppe governative, ma i suoi successi contro l'esercito repubblicano più grande e meglio equipaggiato furono notevoli.

#### Guerre coloniali in Australia
Le guerre di Hawkesbury e Nepean (1790-1816) – le prime delle guerre che nella storiografia inglese vengono chiamate "Australian frontier wars" – furono una serie di conflitti tra il New South Wales Corps (un reparto militare inglese attivo fra 1789 e 1818) e gli Aborigeni australiani del fiume Hawkesbury e del fiume Nepean a Sydney, in Australia. La popolazione locale dei Darug attaccò le fattorie dei coloni finché il governatore Lachlan Macquarie non inviò truppe dal 46th Regiment of Foot nel 1816. Il popolo Darug fu combattuto usando principalmente tattiche di guerriglia; tuttavia, si verificarono anche diverse battaglie convenzionali. Anche gli Aborigeni australiani guidati da Pemulwuy, un condottiero della resistenza indigena, effettuarono delle incursioni nei pressi di Parramatta, un sobborgo occidentale di Sydney, nel periodo compreso tra il 1795 e il 1802. Questi attacchi portarono il governatore Philip Gidley King a emanare un ordine nel 1801 che autorizzava i coloni a sparare a vista agli Aborigeni australiani nelle aree di Parramatta, Georges River e Prospect. I clan indigeni di Hawkesbury River e Nepean River furono successivamente sconfitti dagli inglesi ed espropriati delle loro terre.

#### Guerre napoleoniche
Durante le Guerre napoleoniche (1803-1815) molti degli eserciti vivevano di ciò che produceva la terra su cui sostavano. Ciò spesso portava a una certa resistenza da parte della popolazione locale se l'esercito non pagava prezzi equi per i prodotti che consumava. Di solito, questa resistenza era sporadica e non molto riuscita, quindi non classificabile come guerriglia. Ci furono tuttavia tre eccezioni degne di nota, determinate soprattutto dalla volontà di popolazioni intenzionate a non vivere sotto la dominazione napoleonica e a preservare le loro tradizioni e la loro indipendenza politica e nazionale:

##### Annessione napoleonica del Tirolo
Il Tirolo, dopo la sconfitta dell'Austria nella guerra della Terza coalizione (1805-1806), fu annesso alla Baviera a seguito del trattato di Presburgo. La Baviera, alleata della Francia napoleonica, varò una serie di riforme di stampo illuministico, come l'introduzione della coscrizione obbligatoria e la limitazione del potere ecclesiastico, che si scontrarono con antichi privilegi locali (ad esempio, nel Tirolo absburgico vigeva un sistema di difesa senza coscrizione obbligatoria ad opera di milizie territoriali che non potevano essere impiegate al di fuori della regione). Fu soprattutto l’introduzione della coscrizione, unitamente a un decreto che mutava il nome del Tirolo in "Baviera meridionale", a dare inizio a una guerriglia popolare, che tuttavia scoppiò non tanto per fedeltà verso gli Absburgo quanto per difendere tradizioni, anche religiose, minacciate da dominatori stranieri. A partire dal marzo 1809 tale guerriglia fu guidata dall'oste e mercante di cavalli Andreas Hofer, Speckbacher e Haspinger, ma, dopo alcuni successi iniziali soprattutto nell'area del monte Isel che portarono a una momentanea liberazione di Innsbruck, fu repressa definitivamente nell'ottobre dello stesso anno. Il fallimento della rivolta fu dovuto principalmente a discordie fra i suoi capi e all'insufficiente appoggio dato agli insorti da parte del governo e delle truppe regolari austriache.

##### Invasione napoleonica della Russia

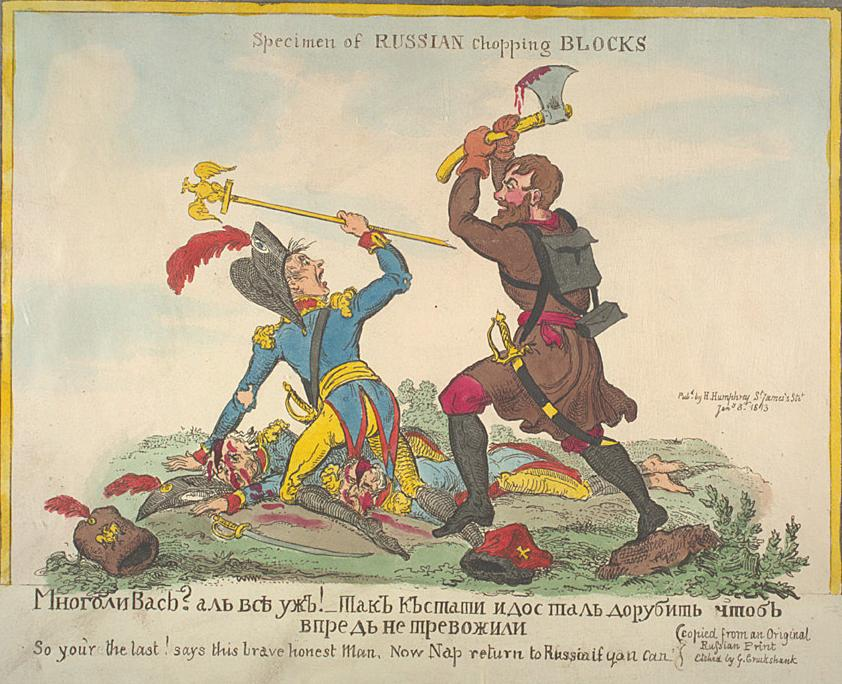
Stampa raffigurante un contadino russo assalire militari francesi durante l'invasione napoleonica della Russia (1812).

Durante l'invasione napoleonica della Russia del 1812 i contadini abbandonarono in massa le terre unendosi alla ritirata dell'Esercito russo, distruggendo i raccolti e facendo resistenza alle truppe francesi mediante la guerriglia. I contadini, dimostrando sincero odio verso il nemico, organizzarono raggruppamenti di partigiani che, guidati da brillanti ufficiali come il tenente colonnello ussaro Denis Davydov, Jermolai Četverikov e Aleksandr Figner, inflissero perdite significative alle truppe francesi, soprattutto per quanto riguarda distaccamenti e pattuglie isolate e i convogli di rifornimento, rendendo il territorio e le campagne molto pericolose per i soldati nemici. Queste operazioni resero le truppe francesi incapaci di combattere o persino di muoversi, a causa della carenza di cibo e munizioni, e non solo a causa dell'inverno russo come solitamente si dice. La guerra dei partigiani fu spietata e costellata di crudeltà e distruzioni; a essa i francesi risposero con rappresaglie, processi sommari e fucilazioni che accrebbero l'odio popolare verso l'invasore. Anche l'incendio di Mosca dopo la sua occupazione da parte della Grande Armata di Napoleone, che privò i francesi di un rifugio in città, potrebbe essere associato oltre che alla tattica della terra bruciata anche a un'azione di guerriglia, nella misura in cui era un attacco alle risorse disponibili al nemico piuttosto che un attacco diretto alle sue truppe (e nella misura in cui era un'azione volontaria russa piuttosto che una conseguenza involontaria di truppe del diciannovesimo secolo accampate in una città in gran parte abbandonata di edifici in legno). La guerra di resistenza contro Napoleone è nota in Russia col nome di Guerra Patriottica (in russo Отечественная война?, Otečestvennaja vojna).

##### Invasione napoleonica della Spagna
Durante la Guerra d'Indipendenza Spagnola (1808-1814) i guerriglieri spagnoli e portoghesi bloccarono centinaia di migliaia di truppe dell'Esercito imperiale francese e ne uccisero decine di migliaia. Le continue perdite di truppe spinsero Napoleone a descrivere questo conflitto come la sua "ulcera spagnola". Questa fu una delle guerre partigiane di maggior successo della storia e fu lì che la parola "guerriglia" fu usata per la prima volta in questo contesto. L'Oxford English Dictionary cita Wellington come la più antica fonte conosciuta del termine, il quale parlò di "guerrillas" nel 1809. Il poeta William Wordsworth mostrò una precoce intuizione sulla natura dei metodi di guerriglia nel suo opuscolo del 1809 riguardante la Convenzione di Cintra:
(William Wordsworth, Selected Prose, Penguin Classics, 1988, pp. 177 - 178)
Von Brandt, un ufficiale prussiano che combatteva con i regolari francesi contro i guerriglieri spagnoli, scrisse nel suo diario:
Questa guerra vide le forze britanniche e portoghesi usare il Portogallo come posizione sicura dalla quale lanciare campagne contro l'Esercito francese, mentre i guerriglieri spagnoli dissanguavano gli occupanti. Lo storico David Gates nota che gran parte dell'Esercito francese «fu reso indisponibile per le operazioni contro Wellington perché innumerevoli contingenti spagnoli continuavano a materializzarsi in tutto il Paese. Nel 1810, ad esempio, quando Massena invase il Portogallo, le forze imperiali nella penisola ammontavano a un totale di 325.000 uomini, ma solo circa un quarto di questi poteva essere risparmiato per l'offensiva: il resto era necessario per contenere gli insorti e i regolari spagnoli. Questo fu il più grande contributo singolo che gli spagnoli avrebbero potuto dare e, senza di esso, Wellington non avrebbe potuto mantenersi a lungo nel continente – per non parlare di uscire vittorioso dal conflitto». Insieme, le forze alleate regolari e irregolari impedirono ai marescialli di Napoleone di sottomettere le province spagnole ribelli.

#### Guerra anglo-americana
Sebbene durante la Guerra anglo-americana (1812-1815) – anche detta Guerra del 1812 per via dell'anno in cui scoppiò – la maggior parte degli scontri furono convenzionali, la guerra non convenzionale fu utilizzata in una certa misura dagli americani nel loro secondo conflitto con l'Impero britannico. Gli americani utilizzarono forme di guerra non convenzionale, come incursioni, attacchi a sorpresa e talvolta imboscate. Alcuni comandanti del Regiment of Riflemen si rivelarono abbastanza competenti in alcuni tipi limitati di guerra non convenzionale contro l'Impero britannico, come Benjamin Forsyth, Daniel Appling e Ludowick Morgan. Altri americani che utilizzarono incursioni "mordi e fuggi" e attacchi a sorpresa furono Duncan MacArthur, Alexander Smyth, Andrew Holmes, Daniel Bissell, John B. Campbell e George McGlassin. Gli USA, tuttavia, avevano anche combattenti "anfibi" che certa storiografia americana considera "guerriglieri del mare": comandanti della Marina degli Stati Uniti o corsari che razziavano le navi mercantili britanniche. Tali corsari americani razziavano le navi britanniche issando bandiere inglesi per sorprendere e catturare le navi britanniche, o camuffando la propria nave come un vascello dall'aspetto innocuo con fucilieri nascosti per tendere un'imboscata o sorprendere le ignare navi britanniche. Questi americani erano Melancthon Taylor Woolsey, Otway Burns, Thomas Boyle, David Porter, Jesse Elliot, John Percival, John Ordronaux e William Josephus Stafford. La milizia americana che era famosa per le sue forme di guerriglia nella Rivoluzione americana non fu usata così efficacemente nella Guerra del 1812. La milizia fu scarsamente utilizzata come truppa convenzionale, scarsamente armata, sottofinanziata e scarsamente addestrata, il che la rese significativamente meno efficace rispetto alla sua controparte della Rivoluzione americana, causando perciò pochi danni. Uno dei pochi comandanti ad aver utilizzato efficacemente le tattiche di guerriglia sarebbe stato Alexander Macomb, le cui azioni sono menzionate nel libro The Battles at Plattsburgh: September 11, 1814 di Keith A. Herkalo. Il libro menziona come Macomb ordinò alla milizia americana di sparare contro gli inglesi da dietro alberi, rocce e cespugli mentre si ritirava o manovrava attorno a loro nei boschi durante la Battaglia di Plattsburgh; si disse che la milizia americana con il suo stile di combattimento da guerriglia giocò un ruolo importante nella vittoria americana in tale battaglia. Alla fine della guerra gli USA ottennero pochissimi risultati favorevoli, come la sconfitta della Confederazione di Tecumseh (una confederazione di popoli nativi indiani nella regione dei Grandi Laghi, in quel periodo alleata degli inglesi). Per quanto riguarda le forze armate regolari britanniche, gli USA poterono combatterle solo fino al punto di conseguire uno stallo o pareggio. È discutibile se una qualsiasi azione di guerriglia da parte americana abbia avuto un impatto sull'esito della guerra, tuttavia tali azioni fornirono alcune lezioni per i futuri comandanti militari e storici americani desiderosi di apprendere i metodi delle tattiche e delle strategie di guerriglia.

### Nel XIX secolo (1815-1914)

#### Risorgimento italiano

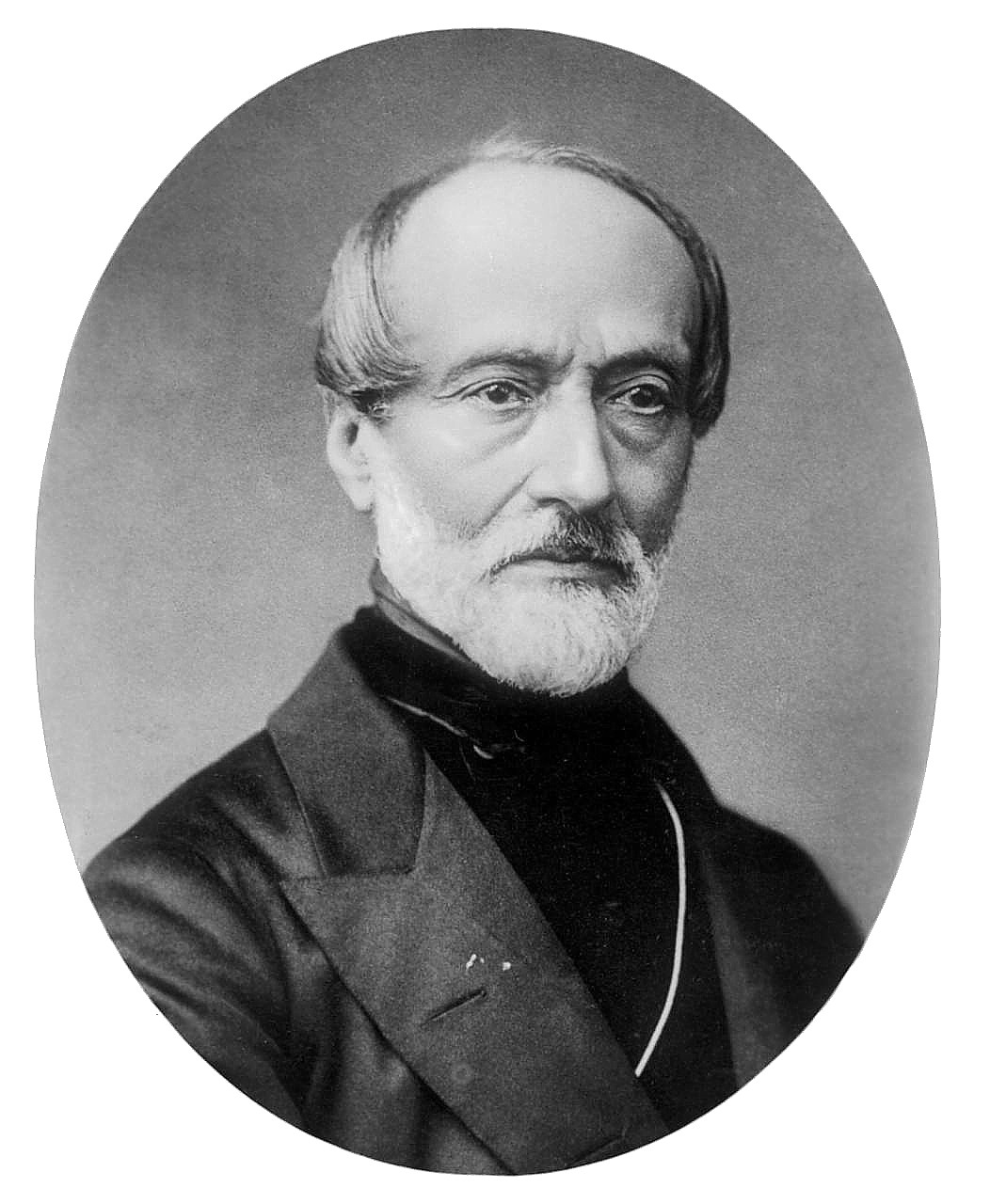
Giuseppe Mazzini (1805-1872).

Durante il Risorgimento italiano (1815-1866), Giuseppe Mazzini tentò di raggiungere l’unità d’Italia per mezzo della guerriglia. Nel 1853 fondò perciò il Partito d’Azione: in un omonimo opuscolo, Mazzini condannò la rassegnazione in qui erano sprofondati molti patrioti italiani a seguito delle repressioni del biennio rivoluzionario, e proclamò che le istanze del 1848 avrebbero dovuto essere rilanciate, allo scopo di creare un’Italia unita, indipendente, sovrana e repubblicana. Secondo Mazzini l’unico modo per conseguire questo obbiettivo era la guerra per bande, l’insurrezione armata nazionale e popolare sotto forma di guerriglia. Tale insurrezione che si sarebbe dovuta combattere contro l'Impero austriaco, ma anche contro la dinastia borbonica e quella sabauda, era considerata da Mazzini «la guerra tipica di ogni nazione che si emancipi dal dominio straniero». Già nel 1833 Mazzini pubblicò una breve opera intitolata Della guerra d'insurrezione conveniente all'Italia nella quale erano presenti apposite Istruzioni per le Bande Nazionali, che vennero più volte ripubblicate dal 1853 in poi per agevolare l’addestramento dei guerriglieri. Le riflessioni militari mazziniane contenute in tale breve opera furono ispirate dalla resistenza spagnola contro l'invasione napoleonica, e dalle esperienze di Carlo Angelo Bianco – collaboratore di Santorre di Santa Rosa, combattente in Spagna, membro della Giovine Italia e fondatore con Mazzini della Giovine Europa, e autore di un volume edito nel 1830 intitolato Della guerra nazionale d'insurrezione per bande, applicata all'Italia. Trattato dedicato ai buoni italiani da un amico del paese. Il progetto insurrezionale mazziniano non riuscì a compiersi a causa di una insufficiente preparazione, della mancanza del necessario appoggio popolare, e dei conseguenti immediati insuccessi militari. Tra il febbraio e il marzo 1853 al forte di Belfiore, a Mantova, vennero impiccati i cospiratori mazziniani Tito Speri, Carlo Montanari, Bartolomeo Graziosi e Piero Frattini. Nel settembre 1853 fallirono le operazioni di un piccolo gruppo armato al comando di Felice Orsini, che Mazzini aveva mandato alla volta del Ducato di Modena. Nel 1855 venne catturato e ucciso a Mantova Pier Fortunato Calvi, che aveva animato in Trentino una banda guerrigliera che combatteva contro l’Esercito austriaco. Infine, la disfatta della spedizione di Sapri guidata da Carlo Pisacane nel 1857 concluse i tentativi insurrezionali mazziniani.

#### Brigantaggio nell'Italia postunitaria
Dopo l'unità d'Italia (1861), si intensificarono nel sud del Paese le operazioni di numerose bande armate composte principalmente da contadini poveri. Tali bande, spesso guidate da legittimisti, filo-borbonici spagnoli o da criminali comuni – considerate dalla storiografia ufficiale italiana postunitaria come tutte composte interamente e indistintamente da briganti – combatterono contro il governo italiano per un insieme di cause politiche, economiche e sociali. Tali cause possono riassumersi nella fedeltà all'ex Regno delle Due Sicilie; nella negligenza del nuovo governo verso i problemi dei lavoratori meridionali, come l'irrisolta questione demaniale che esasperò il conflitto tra classe possidente e classi popolari; nell'aumento delle tasse e dei prezzi per i beni di prima necessità; nell'istituzione del servizio militare obbligatorio che sottraeva i giovani al lavoro; nei benefici economici riservati solo ai membri della borghesia – la ricca borghesia conservatrice del sud preunitario i cui esponenti, riconoscendo infine il nuovo ordine politico, accettarono di farsi assimilare dalla nuova classe dirigente pur di mantenere sostanzialmente inalterate le loro posizioni di preminenza economica. 

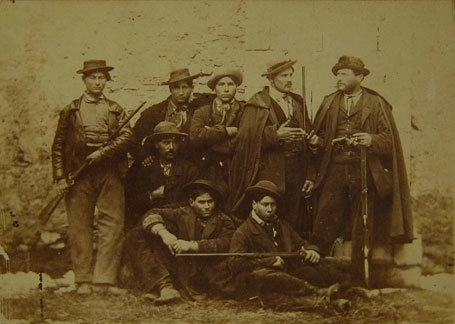
Banda del brigante Totaro (San Fele, 1860).

Nel 1860 Garibaldi e le sue forze sbarcate in Sicilia ricevettero inizialmente un aiuto sostanziale dalle bande di briganti che avevano a lungo infestato l'Italia meridionale. La più importante di queste fu quella di Carmine "Crocco" (Carmine Donatelli), famoso per le sue tattiche di guerriglia, le cui operazioni comprendevano anche il taglio delle forniture idriche, la distruzione di mulini per la farina, il taglio dei cavi del telegrafo e le imboscate contro viaggiatori isolati. Tuttavia il brigantaggio era il sintomo di un diffuso malcontento contadino, principalmente tra i braccianti agricoli e i lavoratori a giornata; anche i piccoli proprietari terrieri avevano iniziato a sollevare obiezioni circa i nuovi tentativi dei grandi latifondisti del sud di recintare le loro proprietà. Sebbene i liberali del nord poterono accogliere con favore il sostegno puramente militare offerto dai briganti, furono totalmente contrari a qualsiasi esplosione di protesta contadina. Sin dal 1860 Garibaldi affrontò molto severamente tali proteste, e così molti contadini del sud iniziarono presto a rivoltarsi contro le sue forze. Fino al 1866 le varie bande di briganti combatterono una guerriglia feroce contro le forze del neonato Regno d'Italia, che fu sedata solo con la massima difficoltà e la massima ferocia. Nella repressione furono coinvolte circa 120.000 truppe, contro forse 80.000 briganti, e furono uccisi più soldati che in tutte le guerre del Risorgimento messe insieme. Il terrore fu l'arma principale dei contro-insorti. Uno dei primi ordini del generale Cialdini dopo aver assunto il comando nel 1860 fu che chiunque fosse stato trovato con armi doveva essere fucilato immediatamente. Registri per l'anno 1863 riportano che 1.038 persone furono giustiziate per questo motivo. Nello stesso periodo circa 2.500 meridionali furono uccisi nei continui combattimenti e oltre 2.700 furono imprigionati.

#### Guerra civile americana
Anche durante la Guerra civile americana (1861-1865), come durante la Guerra del 1812, si verificarono alcuni episodi di guerra non convenzionale.
Azioni di guerriglia si svilupparono nell'entroterra degli Stati di confine (Missouri, Arkansas, Tennessee, Kentucky e Virginia nord-occidentale) e furono caratterizzate da un feroce conflitto tra vicini. Un esempio furono le opposte forze irregolari operanti nel Missouri e nell'Arkansas settentrionale dal 1862 al 1865, la maggior parte delle quali erano pro-Confederate o pro-Unione, anche se a volte lo erano solo di nome dato che depredavano civili e forze militari isolate di entrambe le parti con scarso riguardo per la politica. Da queste forze guerrigliere semi-organizzate si formarono diversi gruppi ai quali fu data una certa legittimità dai loro rispettivi governi. I Quantrill's Raiders, che terrorizzarono i civili pro-Unione e combattevano le truppe federali in vaste aree del Missouri e del Kansas, erano una di queste unità. Un'altra unità simile, con tenui legami con l'Esercito confederato, era guidata da Champ Ferguson lungo il confine tra Kentucky e Tennessee; Ferguson fu giustiziato dopo la guerra. Decine di altre piccole bande locali terrorizzarono la campagna in tutta la regione di confine durante il conflitto, portando una guerra totale nell'area che durò fino alla fine della Guerra civile e, in alcune zone, anche oltre.
Oltre a queste bande, alcune unità militari regolari sia dell'Esercito dell'Unione sia dell'Esercito Confederato furono adibite allo svolgimento di operazioni di guerriglia (raid) in profondità dietro le linee nemiche. Il Partisan Ranger Act del 21 aprile 1862 approvato dal Congresso confederato autorizzò la formazione di tali unità e diede loro legittimità: un esempio fu il 43rd Virginia Cavalry Battalion di John Singleton Mosby, unità anche detta Mosby's Rangers, che fu molto efficace nel legare le forze federali dietro le linee dell'Unione nella Virginia settentrionale negli ultimi due anni di guerra. Altre unità come quelle di Nathan Bedford Forrest e John Hunt Morgan operarono come parte delle forze di cavalleria dell'Esercito confederato del Tennessee nel 1862 e nel 1863. Furono assegnate loro missioni specifiche per distruggere centri logistici, ponti ferroviari e altri obiettivi strategici dell'Unione per supportare la missione più ampia dell'Esercito confederato del Tennessee. A seguito della distruzione dell'unità di Morgan durante il Grande Raid del 1863, la Confederazione condusse sempre meno incursioni di cavalleria profonde negli ultimi anni della guerra, principalmente a causa delle perdite di cavalieri esperti e delle operazioni offensive dell'Esercito dell'Unione. La cavalleria federale condusse invece sempre più incursioni di successo durante la guerra, un esempio notevole fu il raid di Grierson del 1863, che contribuì a preparare il terreno per la vittoria del generale Ulysses S. Grant durante la campagna di Vicksburg.
Alla fine, le operazioni federali di controguerriglia riuscirono a impedire il successo della guerriglia confederata. In Arkansas, le forze federali utilizzarono un'ampia varietà di strategie per sconfiggere gli irregolari: uso delle forze unioniste dell'Arkansas come truppe antiguerriglia; uso delle forze fluviali della Marina dell'Unione per controllare i corsi d'acqua; creazione di un sistema di spionaggio per identificare e fermare i presunti guerriglieri; sviluppo di una cavalleria più efficace; creazione di numerosi fortini e fortificazioni per difendere obiettivi strategici; e gravi rappresaglie contro le comunità sospettate di supportare la guerriglia confederata, mediante distruzioni, trasferimenti forzati di popolazioni e requisizioni, che provocarono gravissimi danni all’economia del Sud.
Tuttavia, i tentativi federali di sconfiggere alcune singole unità confederate che usavano tattiche di guerriglia non ebbero successo, come nel caso dei Mosby's Rangers che erano organizzati in unità molto piccole (10-15 uomini) che operavano in aree considerate amichevoli per la causa confederata. Un altro reggimento confederato noto come Thomas Legion, composto da indiani Cherokee e bianchi anti-Unione, si trasformò in una forza di guerriglia e continuò a combattere nell'entroterra montano remoto della Carolina del Nord occidentale per un mese dopo la resa di Robert E. Lee ad Appomattox. Tale unità non fu mai completamente soppressa dalle forze dell'Unione, ma cessò volontariamente le ostilità presso la città di Waynesville l'8 maggio 1865.

#### Guerra franco-prussiana

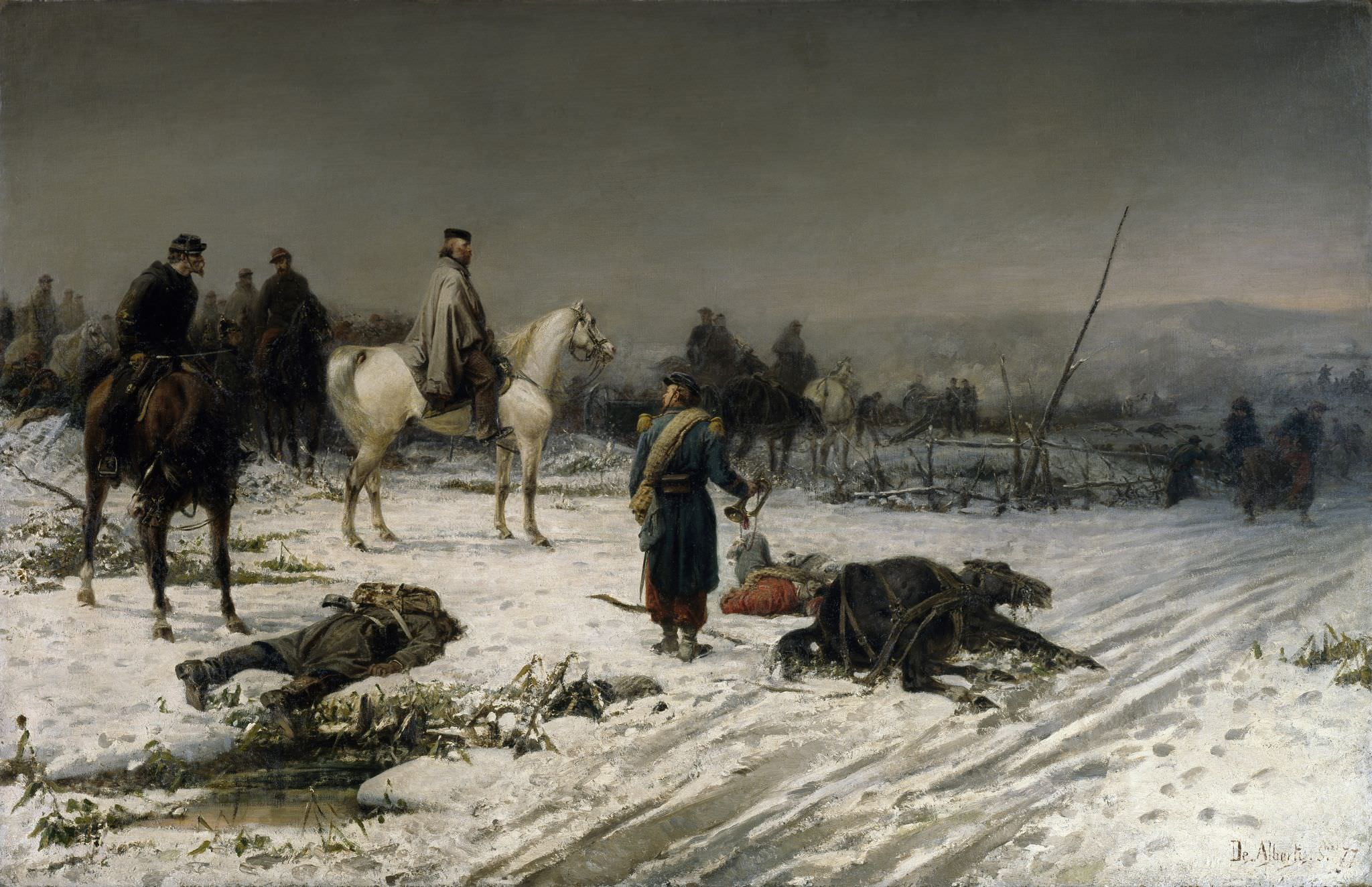
Giuseppe Garibaldi a Digione (1870-1871).

Durante le prime fasi della Guerra franco-prussiana (1870-1871), i franchi tiratori (in francese franc-tireurs) condussero una guerriglia contro l'Esercito prussiano occupante.
All’inizio della campagna 1870-71 il governo francese offrì a Giuseppe Garibaldi il comando di tutti i corpi franchi della zona dei Vosgi da Strasburgo a Parigi, e di una brigata di Guardie mobili. Garibaldi accettò, e durante il viaggio da Caprera a Dôle dettò delle Istruzioni per i volontari ed i franchi tiratori. Garibaldi, accorso in aiuto della Terza repubblica francese nata all'indomani della sconfitta di Sedan (1º settembre 1870), riuscì per mezzo di tattiche di guerriglia a ottenere alcuni successi presso Digione (battaglie di Digione), ma le sue azioni non bastarono a capovolgere le sorti della guerra.

#### Guerre anglo-boere
Durante le Guerre anglo-boere in Sudafrica la guerriglia fu ampiamente utilizzata dalle forze delle repubbliche boere (Repubblica del Transvaal, Stato Libero dell'Orange) contro l'Esercito dell'Impero britannico, allo scopo di ottenere l'indipendenza. 

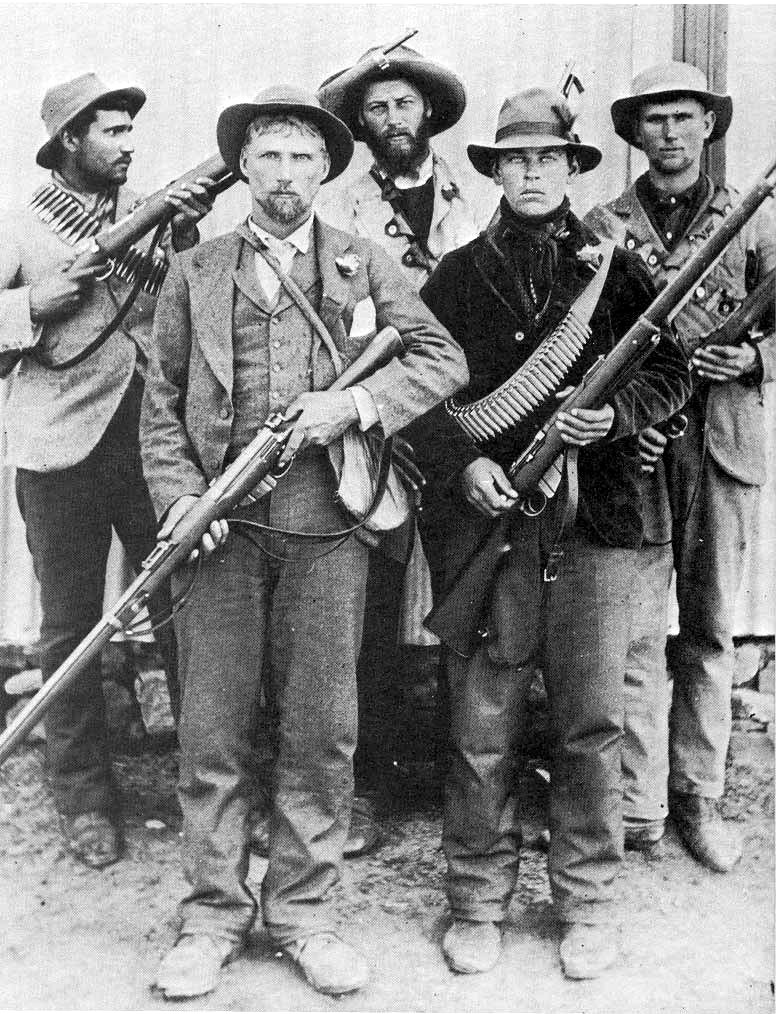
Guerriglieri boeri durante la Seconda guerra anglo-boera (1899-1902). I due in primo piano sono armati con fucili Lee-Metford.

I boeri erano eccellenti cavalieri e tiratori, e conoscevano bene il terreno sul quale si muovevano. Secondo la legge boera, ogni cittadino fra i 16 e i 60 anni doveva essere sempre pronto a combattere per il suo Paese in ogni momento: doveva quindi disporre di un cavallo, di una sella, di un fucile con almeno trenta cartucce e di viveri per otto giorni. I boeri non indossarono uniformi particolari e le loro forze, all'inizio del conflitto, erano equipaggiate con molti fucili a lunga gittata e anche con qualche pezzo di artiglieria, ed erano organizzate in "commandos" il cui numero di effettivi oscillava fra i 300 e i 3.000 uomini. Tuttavia, man mano che le loro scorte di cibo e munizioni si esaurivano, i boeri si divisero sempre più in unità più piccole e fecero affidamento sulle armi e le munizioni britanniche catturate.
Durante la Prima guerra anglo-boera (1880-1881) gli insorti riuscirono ad avere la meglio in breve tempo sulle forze britanniche stanziate in loco durante battaglie come quelle di Bronkhorstspruit, Laing's Nek, Schuinshoogte e Majuba Hill, riuscendo a strappare al governo di Londra un'autonomia che prevedeva l'autogoverno – ma non l'indipendenza – per i loro Stati.
All'inizio della Seconda guerra anglo-boera (1899-1902) sembrò, dopo alcuni successi boeri in campo aperto contro gli inglesi nelle battaglie di Maggersfontein, Colenso e Spion Kop, che gli insorti dovessero avere il sopravvento ancora una volta sul nemico in breve tempo. Tuttavia, nel corso della guerra, i britannici continuarono a far affluire nuove forze e rifornimenti nella regione, mentre le forze e i rifornimenti boeri si assottigliarono sempre più. Nel febbraio 1900 le forze comandate dal generale boero Piet Cronje vennero indotte alla resa nella battaglia di Paardeberg, e il 13 marzo 1900 Bloemfontein (capitale del Libero Stato d’Orange) fu occupata dalle truppe britanniche, che agli inizi di giugno entrarono anche a Pretoria (capitale della Repubblica del Transvaal). I boeri tuttavia non si arresero e continuarono a combattere con tattiche esclusivamente guerrigliere che misero in seria difficoltà gli inglesi, i quali riuscirono a prevalere soltanto nel maggio 1902, dopo due anni di spietate campagne antiguerriglia: oltre a ordinare la difesa delle linee di comunicazione (soprattutto ferrovie e ponti) mediante centinaia di fortini e pattuglie, il generale inglese Horatio Kitchener ordinò altresì di devastare il territorio mediante sequestro di cavalli e bestiame; confisca o distruzione di carri, derrate alimentari, fattorie, raccolti e depositi dei raccolti, panifici e mulini; rastrellamento e deportazione di circa 120.000 persone (il 50% della popolazione boera), internate in 58 campi di concentramento nei quali morirono migliaia di uomini donne e bambini. I metodi dei britannici rafforzarono in molti boeri la volontà di combattere a oltranza, tuttavia la combinazione di tutte le tattiche di controguerriglia alla fine ebbe il sopravvento. Al termine del conflitto, nonostante la sconfitta, i boeri mantennero la loro identità nazionale.
Le ragioni della sconfitta boera, oltre che alle azioni britanniche, sono attribuibili anche a problematiche interne. I boeri mancavano di esperienza e disciplina militare e non erano abituati a ricevere o ad impartire ordini: il loro era un esercito di civili nel quale gli ufficiali potevano essere eletti ma anche destituiti mediante votazioni in qualsiasi momento, e nel quale nessun boero era tenuto a fare qualcosa contro la sua volontà ed era libero di tornare a casa quando voleva; inoltre, fra i vari "commandos" ci fu sempre poco coordinamento. I loro generali, come Joubert e Cronje, si rivelarono troppo prudenti: dopo aver ottenuto una vittoria mancarono sempre di sfruttarla appieno, evitando di inseguire e annientare le truppe nemiche in ritirata o di proseguire l'offensiva verso altre direttrici. Infine, i boeri, sebbene molto abili nel condurre incursioni e imboscate, non ebbero mai un piano strategico generale.
A ogni modo, nei cinque anni successivi alla fine della guerra, per evitare che potesse scoppiarne un'altra, la Gran Bretagna pagò ai boeri 10 milioni di sterline in risarcimento danni. Inoltre, emanò l'Act of Union del 1910, che sarebbe stato propedeutico a un Sud Africa indipendente. Ciò dimostrò quanto efficace potesse essere la guerriglia nell'estrarre concessioni da un nemico militarmente più potente.

#### Guerra filippino-americana
Verso la fine del XIX secolo l’arcipelago delle isole Filippine contava una popolazione di circa 7 milioni di abitanti che, per quasi quattro secoli, erano stati tenuti dall'Impero spagnolo in stato di schiavitù. Nel 1896 si sviluppò un’organizzazione segreta filippina chiamata "Katipunan" o "Lega dei Patrioti" guidata dal chirurgo e filosofo José Rizal, che tentò di ottenere l'indipendenza dalla Spagna per mezzo della guerriglia, senza però riuscirvi. La "Katipunan" sopravvisse alla repressione spagnola e il suo nuovo capo, Emilio Aguinaldo, condusse nuove azioni di guerriglia e organizzò un Comitato Centrale Rivoluzionario ed un Congresso Filippino (sorta di "governo ombra"). Nel 1897 una nuova stagione di repressione obbligò tuttavia Aguinaldo ed i suoi luogotenenti a rifugiarsi a Hong Kong. Lì ricevettero ingenti aiuti dagli USA in funzione antispagnola e nel 1898, allo scoppio della Guerra ispano-americana, dopo la distruzione della flotta spagnola nella baia di Manila a opera della squadra navale statunitense comandata da George Dewey, essi ritornarono in patria. Aguinaldo formò in breve tempo un esercito guerrigliero di circa 30.000 uomini, che costrinse le forze spagnole a rinchiudersi in Manila e in altre città principali; con la flotta di Dewey che controllava i porti e le coste, i ribelli proclamarono la Repubblica ed emanarono una Dichiarazione d’Indipendenza, alla quale seguì una Costituzione, ratificata e promulgata dal Congresso Filippino nel gennaio 1899. Sembrò il coronamento della Rivoluzione filippina, e Aguinaldo, in un proclama, invitò la popolazione ad accogliere gli americani come liberatori. 

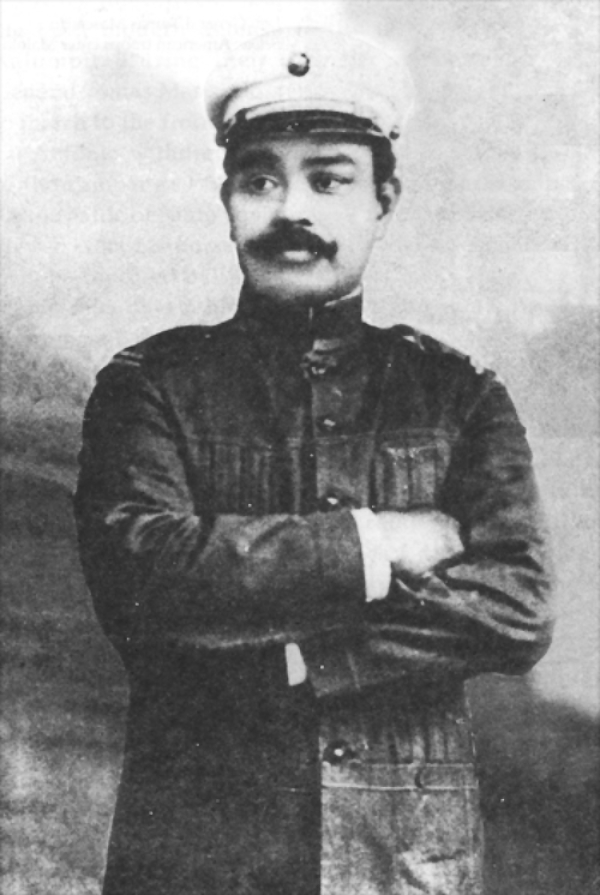
Antonio Luna y Novicio (1866-1899), generale filippino durante la Guerra filippino-americana (1899-1902).

Tuttavia il governo USA considerava le Filippine un ottimo avamposto per lo sfruttamento del mercato della Cina, e i filippini una razza inferiore incapace di autogovernarsi, come poi dichiarò, ad esempio, il senatore federale Albert J. Beveridge in un discorso al Congresso USA del 9 gennaio 1900. Così, a seguito del Trattato di Parigi del 1898, le Filippine passarono dall'occupazione coloniale spagnola a quella statunitense. Aguinaldo ed i suoi seguaci risposero con la resistenza armata. Il 4 febbraio 1899 iniziarono le ostilità della Guerra filippino-americana: inizialmente, anche con le raccomandazioni dell'abile generale Antonio Luna, la guerriglia era vista dalla parte filippina solo come un'opzione tattica di ultima istanza, e così l’esercito filippino venne presto spinto verso l’entroterra da un grosso attacco di fanteria americana appoggiato dal fuoco navale; resisi conto di non poter sostenere una guerra convenzionale, il 12 maggio i capi filippini si riunirono per pianificare una lunga campagna di guerriglia. Un duro colpo alle possibilità di successo filippine venne dall'assassinio del generale Luna agli inizi del giugno 1899, forse ordinato proprio da Aguinaldo per questioni di rivalità. Una brigata comandata dal generale Arthur MacArthur catturò la capitale dei ribelli, Malolos, i quali tuttavia continuarono a combattere. Nel corso della guerra alcune tribù filippine si schierarono con gli americani: nel febbraio 1901 il Congresso USA autorizzò perciò MacArthur a reclutare un corpo di truppe indigene, non eccedente le 12.000 unità, da denominare "Scouts", che doveva consistere inizialmente di 30-50 compagnie di un centinaio di uomini circa, comandate da ufficiali americani. Queste truppe collaborazioniste svolsero un ruolo decisivo riguardo al cambiamento del corso della guerra: riuscendo a penetrare nel quartier generale di Aguinaldo, lo presero prigioniero, per poi condurlo in territorio controllato dagli americani. Aguinaldo fu indotto a prestare giuramento di fedeltà alla bandiera americana e a diramare un proclama di resa. La guerriglia filippina non si arrestò, anche se, venendo privata del suo capo e di un quartier generale, divenne molto meno efficace. Per sedare la rivolta gli americani ricorsero a metodi analoghi a quelli usati dagli inglesi durante la Seconda guerra anglo-boera: distruzione di coltivazioni, capi di bestiame e villaggi (che colpì soprattutto le province di Batangas, Laguna e Luzon), e internamento di civili filippini in campi di concentramento in cui morirono migliaia di persone fino all'aprile 1902, quando la guerra fu dichiarata conclusa. Altri gruppi, come i Moro e i Pulahan, continuarono a combattere almeno fino alla loro sconfitta nella battaglia di Bud Bagsak del 15 giugno 1913, e sporadiche rivolte si verificarono fino al 1916. Soprattutto i Moro si rivelarono avversari temibili: si nascondevano nella fitta giungla filippina e nel momento opportuno caricavano in gran numero le truppe americane armati solo di coltelli tipo Bolo. Ciò portò allo sviluppo della pistola M1911, originariamente pensata per abbattere in modo più efficiente i guerriglieri Moro. Infine, il governo USA reclutò migliaia di docenti americani che introdusse nella regione, per educare i nativi ai valori americani.
Nel 1946 il governo USA concesse l'indipendenza alle Filippine; secondo lo studioso William J. Pomeroy, si sarebbe però trattata di una concessione formale ma non sostanziale.

### Nel XX secolo (1914-1990)

#### Rivoluzione messicana
Nell’America Latina d'inizio XX secolo alcune delle più notevoli operazioni di guerriglia furono quelle compiute da Villa e Zapata nel contesto della Rivoluzione messicana (1910-1920), che vide comunque anche operazioni di guerra convenzionale.

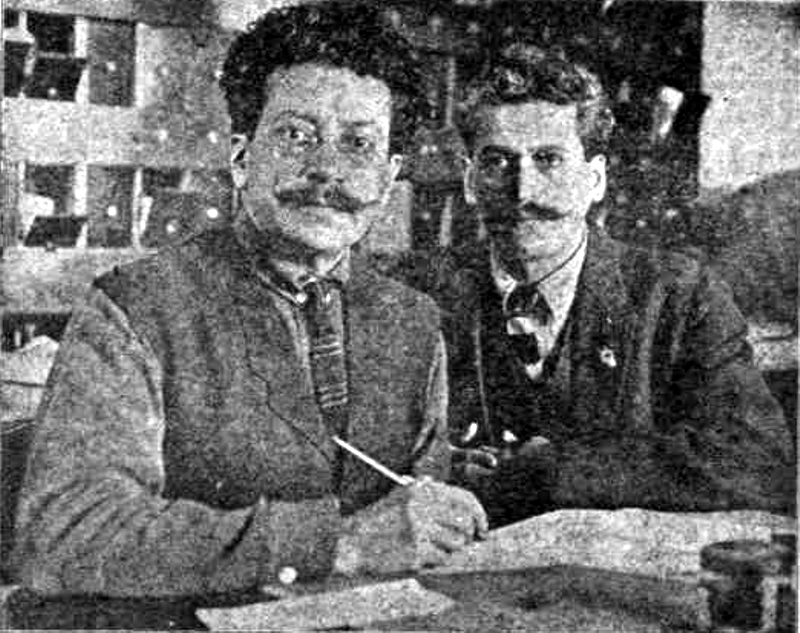
I fratelli Flores Magòn.

Durante la dittatura del generale Porfirio Diaz in Messico, il malcontento popolare aumentò costantemente fino a dar vita, nel 1906, ad un movimento rivoluzionario guidato da due anarchici, i fratelli Flores Magòn, che crearono un partito il cui slogan fu "Terra e Libertà". Essi organizzarono i lavoratori e indissero scioperi nelle miniere e nelle fattorie: tali scioperi vennero soffocati nel sangue dalle truppe governative, le quali uccisero più di duecento lavoratori. Nel 1910 Diaz rifiutò di presentare un altro candidato alla presidenza; si fece quindi avanti l'allora poco noto Francisco Madero, che formò un gruppo chiamato degli anti-reeleccionistas (anti-rielezionisti), i quali sostennero che alla scadenza dell’ennesimo mandato di Diaz si sarebbero dovute tenere elezioni realmente democratiche per scegliere un nuovo presidente del Messico. Madero venne arrestato, e a giugno Diaz venne rieletto presidente mediante elezioni truccate. Successivamente Madero riuscì però a fuggire in Texas: lì denunciò la rielezione di Diaz come fraudolenta, si autonominò presidente provvisorio e rese pubblico un programma di riforme chiamato "Piano di San Luis Potosi", incentrato soprattutto sul diritto dei numerosi piccoli proprietari, in maggioranza indigeni, spogliati dei loro beni a causa di una legge di Diaz sulle terre vacanti, a rientrare con indennizzo nel godimento delle loro proprietà. In qualità di “Presidente provvisorio degli Stati Uniti Messicani”, Francisco Madero si assunse la responsabilità di condurre la lotta contro il governo usurpatore di Diaz.
Il 20 novembre 1910 iniziò così la guerriglia, che inizialmente si limitò a piccole scaramucce a Puebla, e negli Stati di Jalisco e Tlaxcala. Successivamente, nello Stato di Chihuahua, i capi anti-rielezionisti locali, Abraham Gonzales e Pascual Orozco, riuscirono a formare un gruppo di guerriglieri a cavallo: alla testa di questi uomini si pose José Doroteo Arango Arámbula, dotato di grande mobilità e perizia nel condurre attacchi di sorpresa, che sarebbe poi divenuto famoso col suo nome di battaglia: Francisco "Pancho" Villa. Il 27 novembre Villa espugnò l’importante centro di Pedernales e proseguì le operazioni impadronendosi di altre località. La rivoluzione poté quindi contare su una larga fascia di territorio liberato: nel febbraio 1911 Madero decise quindi di tornare in Messico, raggiungendo i guerriglieri a Chihuahua. Il rientro di Madero ed i successi di Villa e Orozco diedero nuovo impulso alle forze rivoluzionarie ed in tutti gli Stati messicani sorsero bande di guerriglieri guidate da capi risoluti. Villa operò soprattutto nel nord del Paese, mentre nel sud, nello Stato del Morelos, si distinse per le sue imprese Emiliano Zapata.

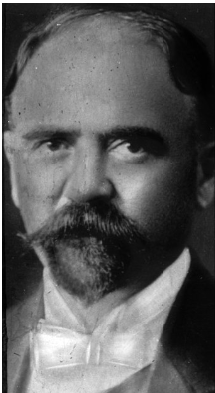
Francisco Madero (1873-1913).

Nell'aprile del 1911 Madero convocò un Consiglio di Guerra nell’accampamento dell'Ejercito Libertador (Esercito di Liberazione) sulle rive del Rio Bravo, di fronte alla città di Juarez: fu deciso l’attacco alla città, che iniziò l’8 maggio. Fra i comandanti dell'azione si distinsero Pascual Orozco, Pancho Villa, José de la Luz Bianco e Giuseppe "Peppino" Garibaldi, nipote di Giuseppe Garibaldi e grande amico degli insorti messicani. La città fu espugnata: il mattino del 10 maggio il generale Navarro, comandante la piazza, si arrese e fu salvato a stento dalla fucilazione da Madero nonostante le proteste di Orozco e Villa, che minacciarono d’arresto lo stesso Madero. Contemporaneamente, nel sud del Paese, l’Esercito di Liberazione del Sud di Zapata sconfisse la resistenza federale e conquistò la città di Cuautla.

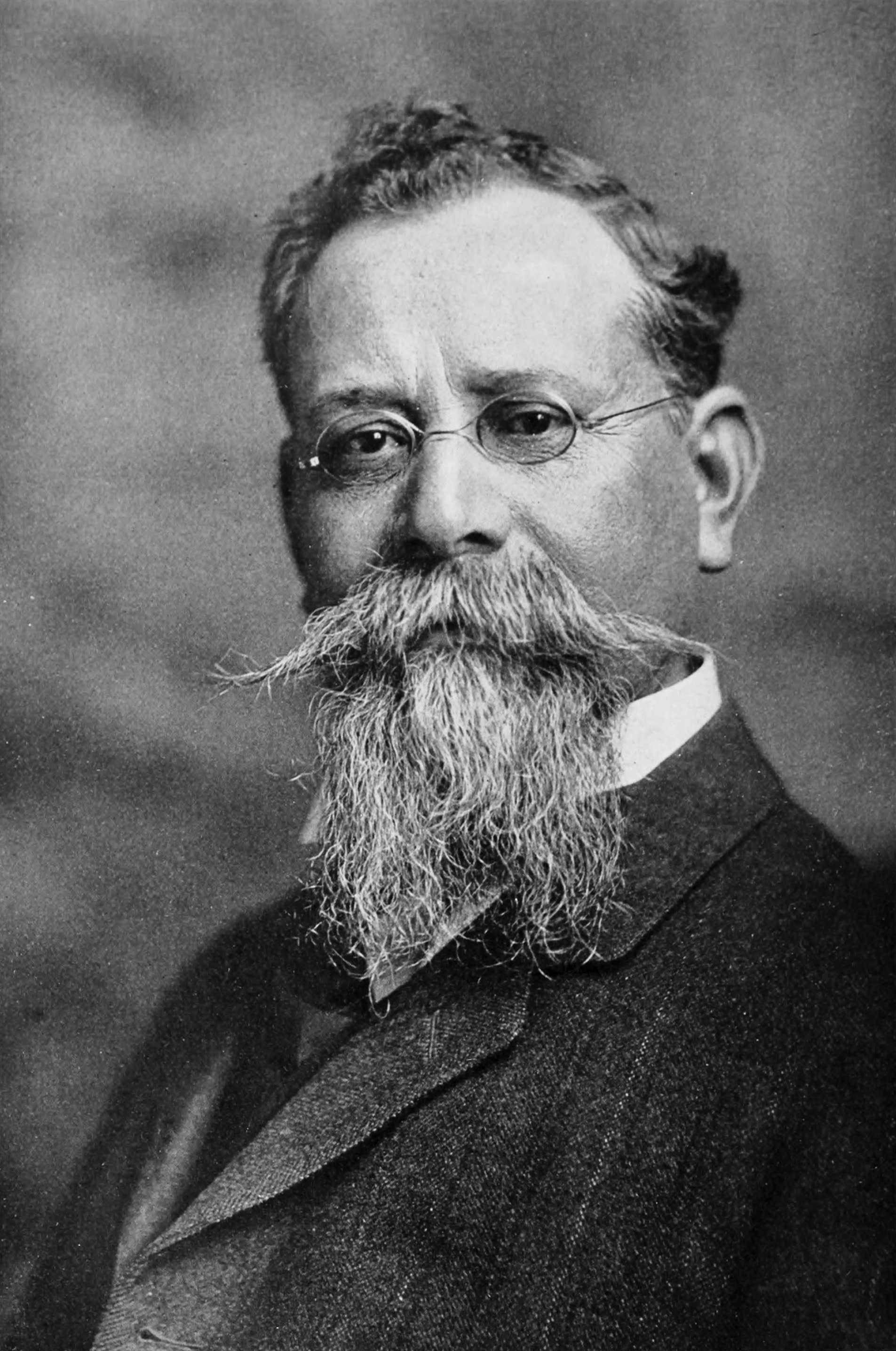
Venustiano Carranza (1859-1920).

Il 21 maggio fu firmata una convenzione tra il rappresentante del governo Diaz, Francisco S. Carvajal, e Madero, le cui clausole principali prevedevano le dimissioni di Diaz e di Corrai (vicepresidente) e la presidenza "ad interim" di un ministro porfirista. Ciò apparve eccessivamente moderato agli oltranzisti rivoluzionari; il più acceso fu Venustiano Carranza, che a nome di tutti dichiarò: «la Rivoluzione che scende a compromessi si suicida!». Nonostante ciò Madero decise di non consegnare il Paese ai rivoluzionari vittoriosi, ma ad elementi misti, a qualche liberale moderato e ad amici di Diaz; anche il Senato e la Camera rimasero in mano ai sostenitori del dittatore; soprattutto, Madero permise il disarmo dell'Ejercito Libertador. Ciò diede un duro colpo al processo rivoluzionario, e conservò la natura oligarchica del regime. Dopo le dimissioni di Porfirio Diaz ed un periodo di "interregno" gestito da Francisco Leon de la Barra, Madero fu eletto Presidente della Repubblica, ma il suo governo deluse anche i suoi sostenitori e provocò la sfida e la resistenza di Emiliano Zapata, il quale denunciò in un suo documento (il "Piano di Ayala", che conteneva anche un programma di riforme agrarie che prevedeva l'esproprio delle terre dei latifondisti per darne la proprietà ai contadini e ai cittadini) il tradimento maderista, e rifiutò «transazioni con gli elementi dittatoriali di Porfirio Diaz e di don Francisco I. Madero, poiché la nazione è stanca dei bugiardi e dei traditori che promettono da liberatori ma che saliti al potere, si dimenticano delle promesse e diventano tiranni». Il 19 febbraio 1913 Madero fu costretto alle dimissioni da un golpe del generale traditore Victoriano Huerta, che prese il suo posto, e il 22 febbraio fu assassinato: incominciò così per il Messico una lunga stagione di instabilità. Venustiano Carranza creò un'alleanza di forze sotto la bandiera costituzionalista, che nel 1914 riuscì a rovesciare Huerta; Carranza divenne il nuovo presidente. Il 1º ottobre 1914 venne convocata la riunione di Aguascalientes, estremo tentativo di creare unità fra i capi rivoluzionari, che fallì. Nell'aprile 1915 l'esercito costituzionalista di Carranza, guidato dal generale Álvaro Obregón, sconfisse le forze di Pancho Villa nella battaglia di Celaya; Carranza consolidò così momentaneamente la sua posizione come presidente del Messico. Nel 1917 venne promulgata la Costituzione messicana. Nel 1919 Emiliano Zapata fu ucciso in un’imboscata. Nel 1920 ci fu una ribellione contro il governo Carranza da parte dei generali Alvaro Obregón (che sarebbe stato assassinato nel '28), Plutarco Elías Calles e Adolfo de la Huerta, nell'ambito del manifesto di Agua Prieta: il 21 maggio Carranza morì assassinato. Nello stesso anno de la Huerta assunse la Presidenza ad interim, e Pancho Villa fu amnistiato: a Villa fu concessa una hacienda di 25.000 acri dopo aver concluso la pace con il governo centrale nel giugno 1920, ma tre anni dopo fu assassinato. La situazione messicana iniziò a stabilizzarsi solo a metà degli anni '20, con le vittorie del Partito Laburista nelle elezioni del 1920 e del 1924, per arrivare al consolidamento di un regime post-rivoluzionario nel 1929, con la formazione del Partito Nazionale Rivoluzionario.
La Rivoluzione messicana ebbe successo nella misura in cui riuscì ad abbattere il regime di Porfirio Diaz e a dare al Paese la Costituzione del 1917; e fallì nella misura in cui le istanze più radicali – di ispirazione socialista – propugnate da Villa e Zapata vennero soppresse, a seguito della sconfitta delle forze guerrigliere da loro guidate. I motivi della sconfitta di tali forze furono molteplici. 

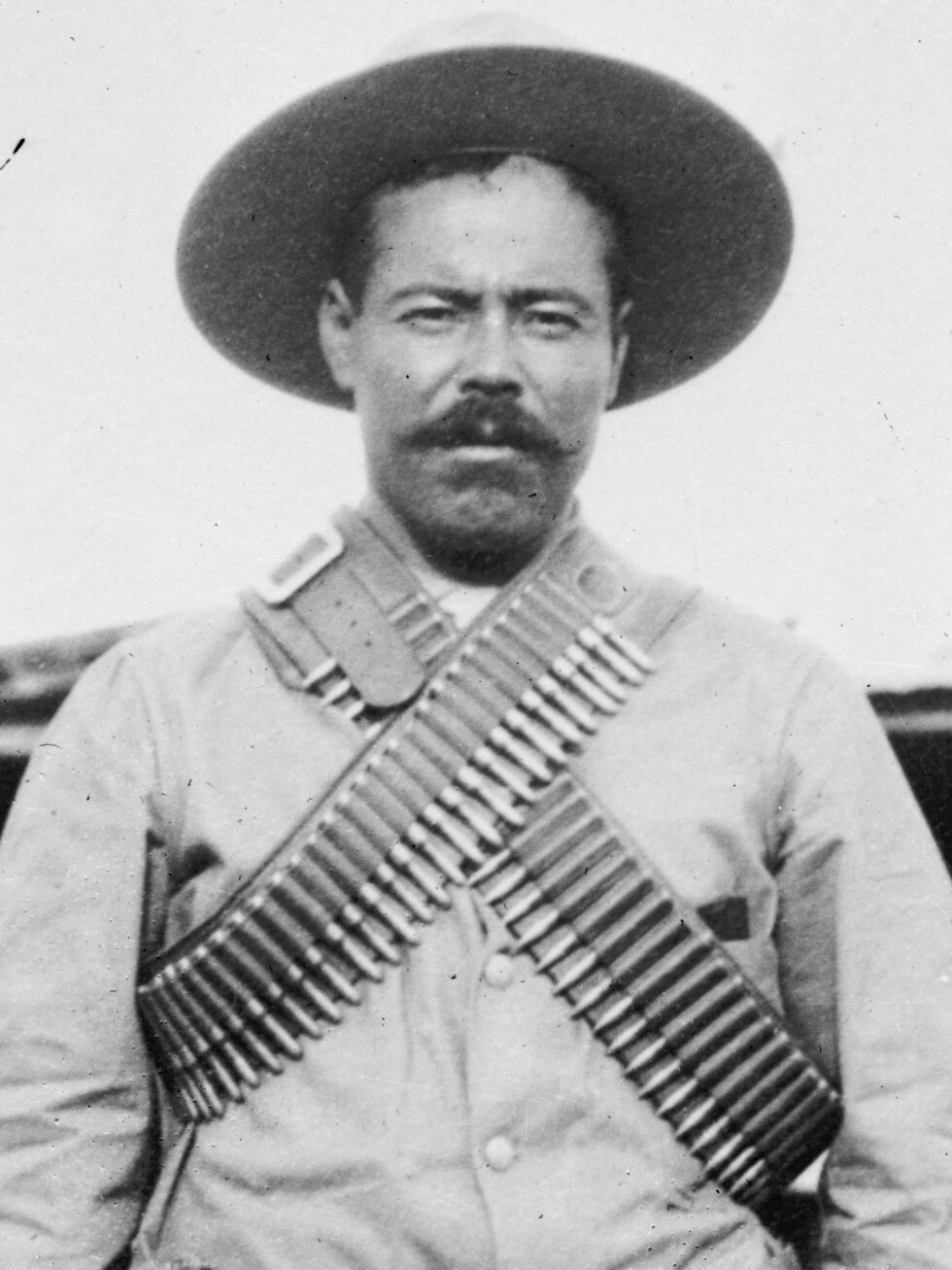
Francisco "Pancho" Villa (1878-1923).

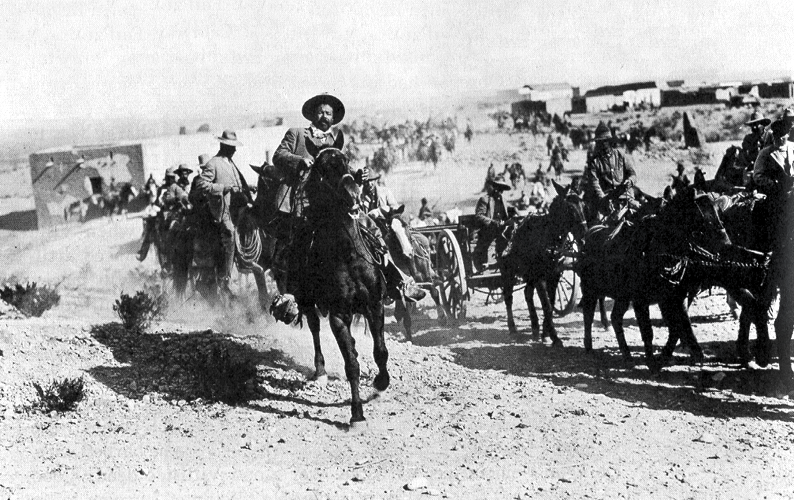
"Pancho" Villa alla testa della sua División del Norte.

La base delle forze di Pancho Villa fu lo Stato di Chihuahua, caratterizzato da grandi ranchos (fattorie) possedute da pochi latifondisti e da una popolazione sradicata che non possedeva alcuna proprietà terriera o immobiliare: bovari, mulattieri, peones (braccianti agricoli), girovaghi, banditi, eccetera. Costoro formarono la Divisione del Nord di Villa e si rivelarono molto competenti nella guerra di guerriglia, capaci di avanzare, ritirarsi e raggrupparsi con estrema mobilità: nel 1914 la Divisione del Nord riuscì a sconfiggere molte volte le forze governative nello Stato di Coahuila, e successivamente a liberare diverse città (anche se tali liberazioni furono di breve durata); nel 1916-17 le forze di Villa riuscirono altresì ad eludere la forza di spedizione statunitense guidata dal generale Pershing inviata in Messico per punire l’incursione di Villa a Columbus, nel Nuovo Messico. L'esercito guerrigliero di Villa contò decine di migliaia di elementi, comprese donne "amazzoni" dette soldaderas che frequentemente presero parte ai combattimenti. Tuttavia i "villisti" non avevano interessi acquisiti, non appartenevano a nessuna classe sociale specifica, e di conseguenza non potevano avere alcuna coscienza di classe specifica: non ebbero quindi concrete aspirazioni sociali, né la volontà di creare un nuovo sistema politico-economico-istituzionale per dare una forma concreta alla loro lotta. Per questa ragione i "villisti" non ebbero incentivi a proseguire la lotta dinnanzi a gravi ostacoli, e la mancanza di interessi di classe li rese molto facili alla corruzione. Parecchi luogotenenti di Villa considerarono la guerra un mezzo per l'arricchimento personale: molti dei territori liberati passarono poi nelle mani di costoro, che si comportarono come piccoli "signori della guerra" avversari del radicalismo agrario socialista che avrebbe potuto minare le loro nuove conquiste. Il movimento "villista" dal 1915 incominciò quindi a declinare, e non fu più una forza significativa nella Rivoluzione. A tale declino contribuì lo stesso Villa nel momento in cui decise di abbandonare le tattiche di guerriglia, portando la sua cavalleria a combattere una battaglia convenzionale a Celaya nell’aprile 1915 contro le forze guidate da Alvaro Obregón: la cavalleria "villista" venne falciata dalle mitragliatrici governative protette da trincee e reticolati, e sebbene Villa fu poi in grado di costituire nuove bande, il suo esercito non si risollevò più da tale sconfitta. 

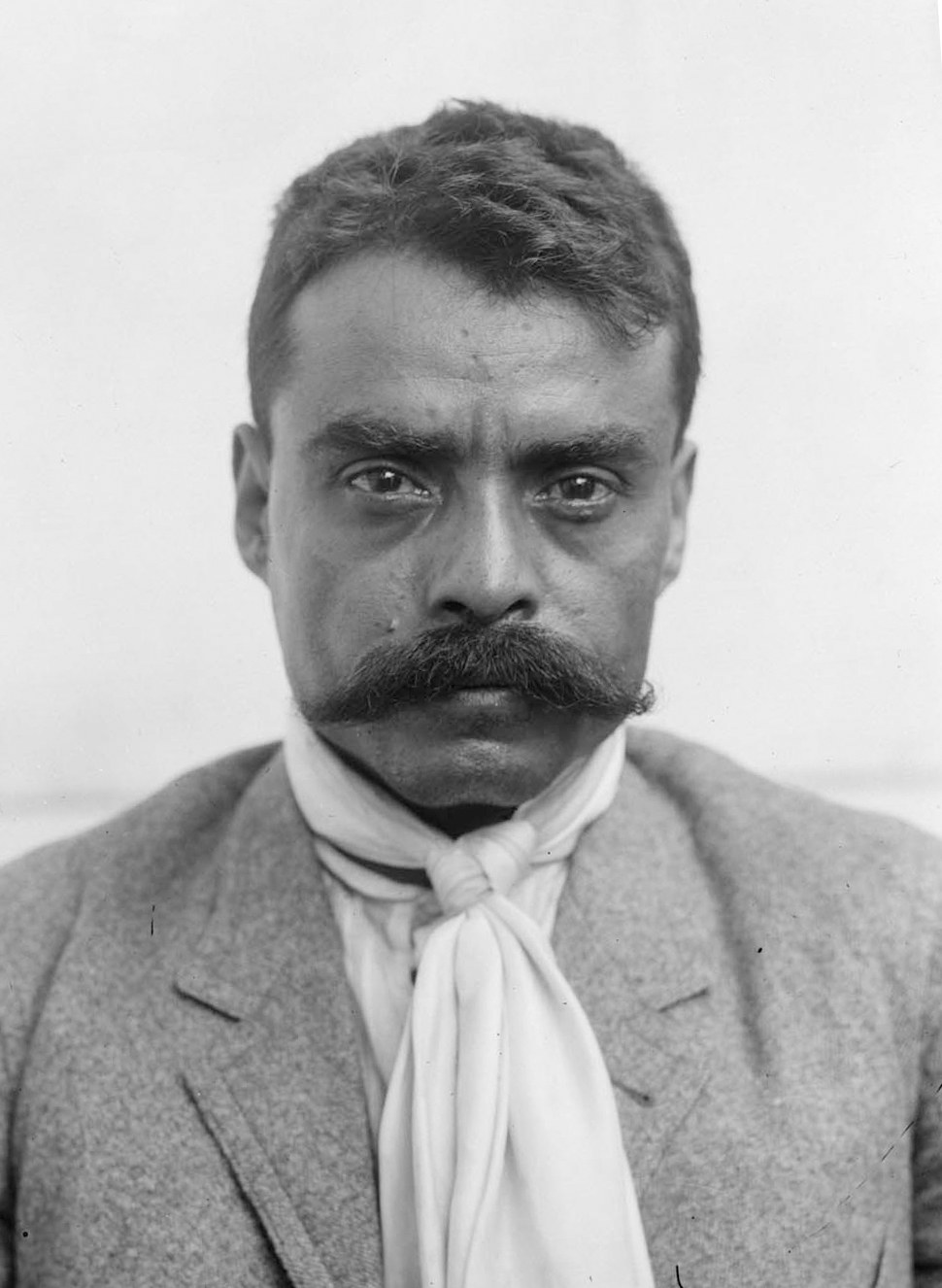
Emiliano Zapata (1879-1919).

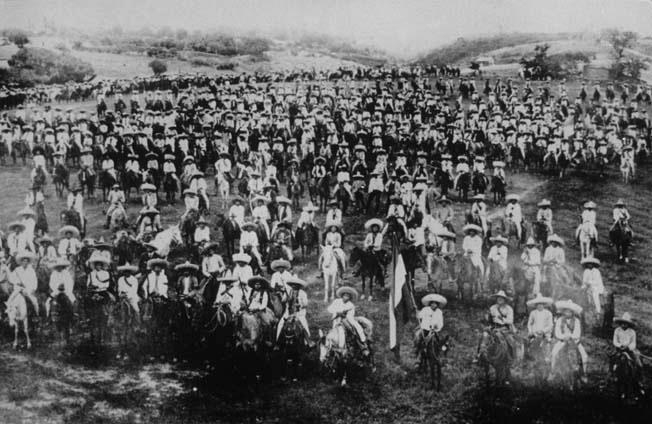
Forze dell'Ejército Libertador del Sur di Emiliano Zapata.

Le forze guerrigliere di Emiliano Zapata furono capaci di combattere molto più a lungo, perché strettamente legate alla popolazione contadina del Morelos: nell'Esercito di Liberazione del Sud militavano molti contadini, e tale esercito si impegnava a lottare non solo contro le forze governative ma anche contro le usurpazioni commesse dai proprietari delle piantagioni di zucchero ai danni dei villaggi e delle terre dei contadini; Zapata impose altresì a tali proprietari il pagamento di una tassa settimanale allo scopo di finanziare l'esercito guerrigliero; oltre a ciò, il già citato programma di riforma agraria di Zapata (il "Piano di Ayala") fu sempre estremamente popolare fra i contadini, motivandoli a combattere per realizzarlo. Il movimento guidato da Zapata ebbe così più consistenza e resistenza rispetto a quello di Villa nel nord, perché gli "zapatisti" appartenevano a una classe sociale ben definita (il proletariato agricolo), si erano dati un obbiettivo preciso (la riforma agraria), ed erano pronti a superare gravi difficoltà per ottenerlo (combattendo duramente nell'esercito di Zapata o donandogli rifornimenti). L'esercito "zapatista" fu il più povero della Rivoluzione, poiché soffrì sempre di una cronica penuria di armi, munizioni, denaro e di rifornimenti in generale, ma fu anche quello che più di tutti utilizzò una tipica strategia di guerriglia: rubare le armi al nemico. Al riguardo Zapata dichiarò: «noi non abbiamo mendicato dall’esterno né una pallottola, né un fucile, né un peso; abbiamo catturato tutto al nemico». Ogni volta che le forze governative attaccavano massicciamente gli "zapatisti", come nel 1913 e nel 1916, essi si dividevano in piccoli gruppi per poi riunirsi in zone limitrofe pre-concordate: le truppe governative occupavano così città e villaggi, ma poco dopo erano costrette a ritirarsi a causa di gravi perdite dovute alla malaria, alla dissenteria e alle continue imboscate. Inoltre Zapata, diversamente da Villa, non concentrò mai le sue truppe e fu sempre restio a combattere in campo aperto: solo quando si trattò di assediare e occupare città come Cuernavaca, Puebla e Città del Messico egli riunì grosse forze. Tuttavia anche l'esercito di Zapata aveva i suoi problemi: esso non era un corpo centralizzato, ma consisteva di moltissime unità l’organico delle quali oscillava da qualche dozzina a parecchie centinaia di uomini, che agivano quasi sempre con troppa indipendenza; la composizione delle unità cambiava continuamente, perché i contadini-guerriglieri lasciavano i loro reparti per andare a lavorare nei campi durante le stagioni agricole; gli ufficiali erano poco efficienti; vi era dunque molto entusiasmo rivoluzionario, ma poca disciplina. A questi problemi si sommarono le brutali campagne contro-insurrezionali governative (Zapata iniziò le operazioni nel 1911 e benché sostenitore di Madero, le sue richieste e la sua crescente influenza nel suo Stato lo resero inviso ai generali attorno al Presidente ed in particolare a Victoriano Huerta, e perciò alla fine dell’anno fu dichiarato fuorilegge). A partire dal 1912 il generale Juvencio Robles iniziò operazioni di incendio di villaggi e deportazione della popolazione, che venne internata in campi di concentramento costruiti nei sobborghi delle città maggiori. Il generale Huerta suggerì che era consigliabile deportare dai 15 ai 20.000 lavoratori dal Morelos: Robles diede l’avvio a questa operazione e decretò che tutti gli abitanti dei villaggi, fattorie e piccoli agglomerati di case dovevano "riconcentrarsi" nelle grandi città; i villaggi sospettati di aiutare gli "zapatisti" furono rasi al suolo. Nel 1916, Pablo Gonzales proseguì questa politica. Nel novembre 1916 le forze governative passarono al terrorismo diretto: fu decretata la pena di morte sommaria per chiunque avesse fornito supporto allo zapatismo anche semplicemente identificandosi con esso, per chiunque sorpreso senza lasciapassare, per chiunque non risiedesse nella città prestabilita e per chiunque avesse dato il suo lasciapassare ad un'altra persona. Questi metodi repressivi e la campagna militare in forze del 1918-19 segnarono la fine della guerriglia di Zapata: dopo aver perduto il controllo di tutte le città e con sempre minor supporto, il capo rivoluzionario fu ucciso a tradimento in un’imboscata.

#### Rivoluzione irlandese
Durante la Prima Guerra Mondiale (1914-1918), e negli anni immediatamente successivi, la plurisecolare lotta irlandese per l’indipendenza si intensificò, sfociando nella Rivoluzione o Guerra d'indipendenza irlandese (1919-1921).

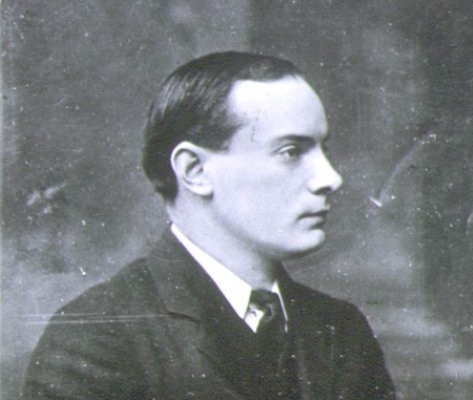
Patrick Pearse (1879-1916).

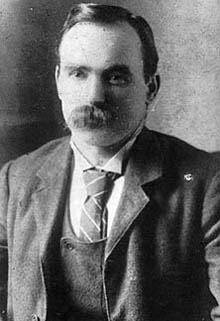
James Connolly (1868-1916).

Nel 1914, allo scoppio della guerra, l'Irish Nationalist Party (Partito Nazionalista Irlandese o INP) – all'epoca il partito politico irlandese di maggior consistenza nella Camera dei comuni – impegnò l'Irlanda nello sforzo bellico britannico: ciò portò, nella primavera del 1916, circa 60.000 irlandesi a servire nel British Army in Francia. Le gravi perdite subite al fronte dalle truppe irlandesi e la pesante tassazione a cui era soggetta l'Irlanda in tempo di guerra, spinsero i patrioti irlandesi a organizzare un'insurrezione per ottenere l'indipendenza dalla Gran Bretagna. Il tentativo insurrezionale ebbe luogo fra il 24 e il 29 aprile 1916, nella settimana di Pasqua, divenendo perciò noto come Easter Rising o Éirí Amach na Cásca (Rivolta di Pasqua). Circa 150 patrioti irlandesi organizzati negli Irish Volunteers (Volontari irlandesi) e nell'Irish Citizen Army (Esercito dei cittadini irlandesi) occuparono alcuni edifici governativi nel centro di Dublino, in particolare il General Post Office, proclamando la Repubblica. Gli Irish Volunteers erano un esercito segreto creato nel novembre 1913 dalla Irish Republican Brotherhood o IRB (Fratellanza Repubblicana Irlandese), esercito che nel 1916 contava circa 16.000 membri. Tuttavia gli insorti che presero effettivamente parte all'insurrezione ammontarono a circa 1.250 a Dublino e a circa 2.000 o 3.000 in altre zone, guidati da Patrick Pearse, James Connolly, Tom Clarke, Seán Mac Diarmada, Joseph Plunkett, Éamonn Ceannt e Thomas MacDonagh. L'insurrezione armata avrebbe dovuto essere eseguita in modo coordinato da tutte le forze ribelli in tutto il Paese, e provocare una sollevazione popolare generale. In pratica, a causa di contrasti fra i capi, furono soprattutto le forze insorte a Dublino ad entrare in azione, mentre le forze degli insorti presenti nel resto del Paese, ricevendo ordini contraddittori, si dispersero per la maggior parte in breve tempo; oltre a ciò, l'insurrezione ebbe pochissimo seguito popolare. L'insurrezione – per certi aspetti sconfinante nel blanquismo – fu quindi rapidamente e spietatamente repressa dall'Esercito britannico, che fucilò tutti i capi della rivolta. La severità delle rappresaglie inglesi provocò tuttavia un profondo mutamento nell'opinione pubblica irlandese, che inizialmente non condivideva le idee radicali dei patrioti indipendentisti: nelle elezioni generali del Regno Unito del 1918 il partito Sinn Féin (Noi da soli) ottenne una vittoria schiacciante sul rivale Irish Nationalist Party, e nello stesso anno le file degli Irish Volunteers contarono 100.000 membri.

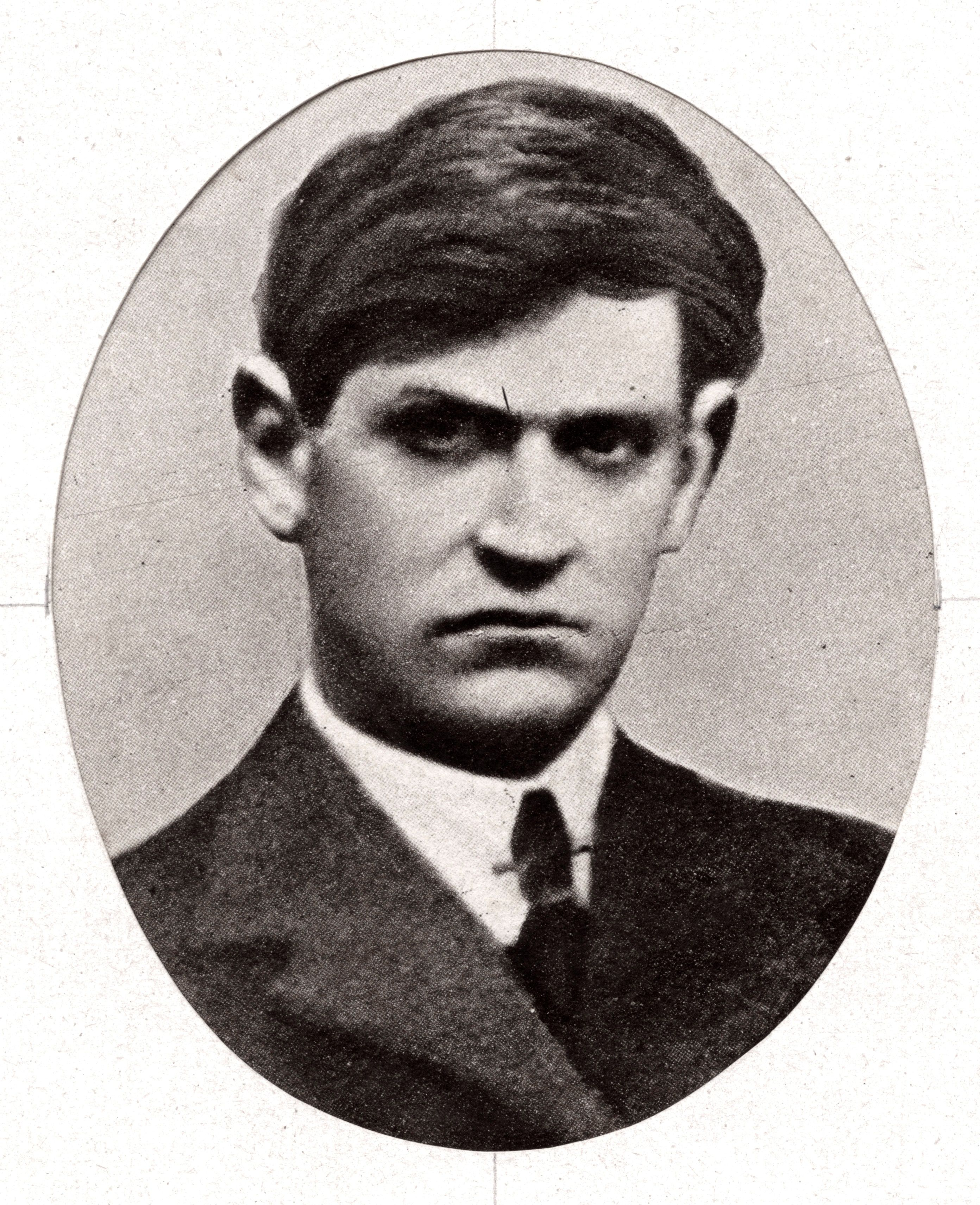
Michael Collins (1890-1922).

Fra i capi dell’Esercito segreto emerse rapidamente Michael Collins. Collins appurò che nel contesto irlandese la sola insurrezione urbana non avrebbe dato i risultati sperati, e decise quindi di organizzare la guerriglia contro gli inglesi nelle campagne. Nel frattempo, il governo britannico annunciò la sua intenzione di introdurre la coscrizione obbligatoria: le vive proteste della popolazione irlandese indussero il governo inglese a fare marcia indietro, ma ciò spinse ugualmente migliaia di giovani irlandesi ad arruolarsi negli Irish Volunteers. Poco dopo, il governo inglese fece arrestare vari esponenti del Sinn Féin. Collins riorganizzò gli Irish Volunteers trasformandoli nell'Irish Republican Army o IRA (Esercito Repubblicano Irlandese), per poi avviare una guerriglia contro le forze armate britanniche, che ebbe notevole intensità nelle contee di Cork, Kerry e Mayo. Notevoli furono le imboscate di Kilmichael e di Crossbarry. L’IRA di Collins fu una struttura altamente disciplinata ed organizzata: oltre alle unità di combattimento, fu dotata di uno Stato Maggiore, di unità di sorveglianza e controspionaggio, di una rete di corrieri per l’invio sicuro dei messaggi e di Safe Houses (rifugi sicuri), di ramificazioni in Inghilterra, Francia e USA; l’IRA era subordinata al Dáil Éireann (Assemblea d'Irlanda), formata da parlamentari del Sinn Féin eletti nelle elezioni del ’18, che fungeva da Governo Nazionale irlandese segreto e da guida generale per l’intero movimento insurrezionale, e che si preparava a prendere in mano l’amministrazione del Paese dopo la vittoria. Il governo inglese rispose dichiarando illegale il Sinn Féin. Nel 1919 la lotta indipendentista irlandese si riaccese.
Inizialmente molti insorti irlandesi erano disarmati: il reperimento di armi e munizioni fu un grave problema, perché la Royal Navy riusciva facilmente a bloccare le spedizioni clandestine di esse via mare provenienti dall’Europa e dagli USA. Collins fece dunque adottare all’IRA la classica strategia di guerriglia che prevede di catturare le armi del nemico. In proposito Collins scrisse:
(Michael Collins, The Path to Freedom)

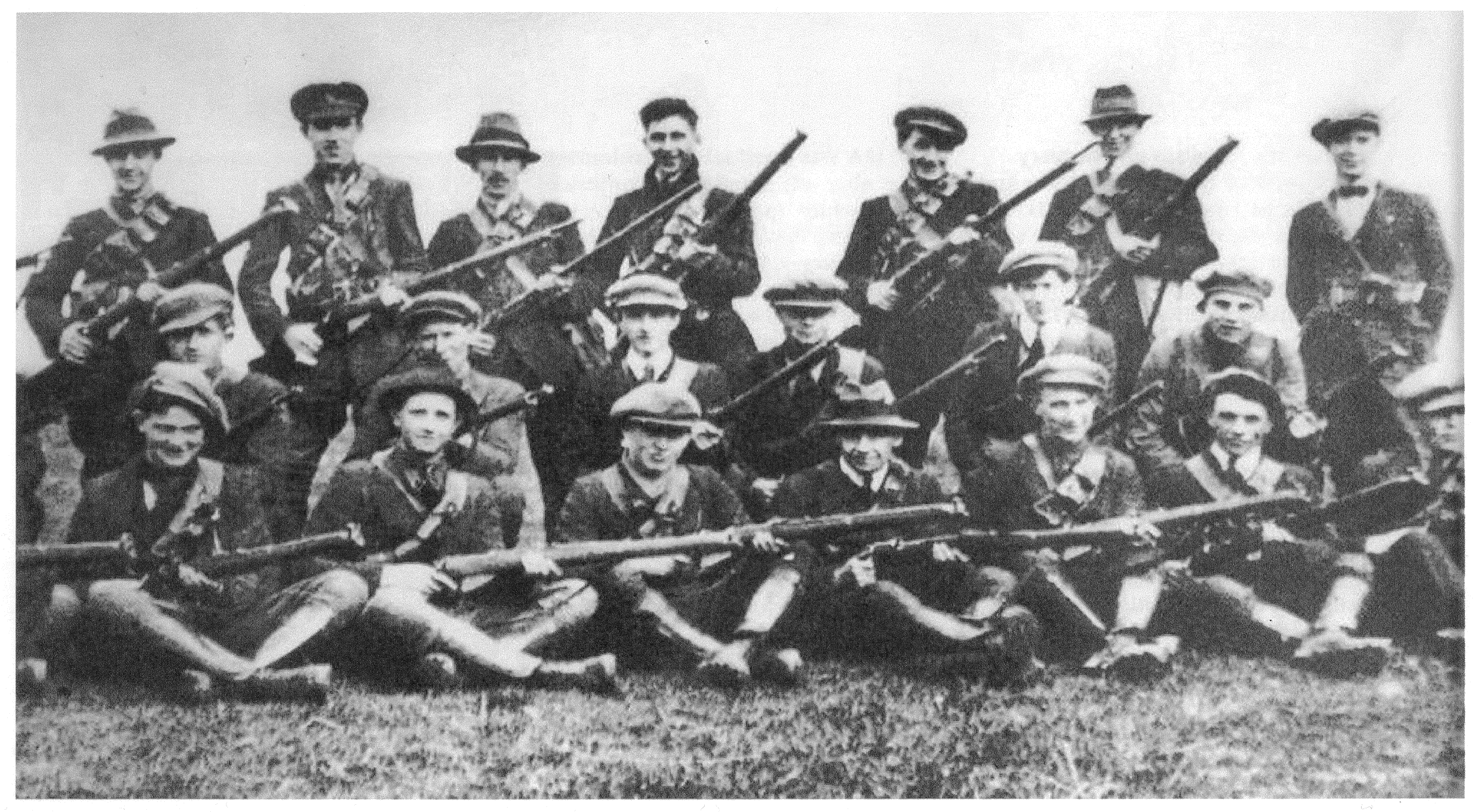
Una Flying Column dell'IRA.

Nella prima fase della guerriglia l’IRA, equipaggiata con pochi fucili e pistole sopravvissute dall’insurrezione del ’16 e con varie armi improvvisate, assaltò i posti e le caserme isolate della polizia – la Royal Irish Constabulary o RIC – catturando le armi e le munizioni ivi contenute; per lo stesso scopo vennero poi assaltate le caserme dell’esercito. Seguirono incendi di aule giudiziarie, uccisioni di funzionari governativi, di collaborazionisti e di civili unionisti. Nell’anno 1920 furono uccisi 176 poliziotti e feriti 251; furono uccisi 54 militari e feriti 118; nella notte precedente la Pasqua vennero distrutte 315 casermette della RIC. L'IRA, dopo aver ottenuto armi a sufficienza, organizzò compagnie e battaglioni a tempo limitato che costituirono diverse brigate, aventi un organico totale di circa 5.000 uomini. Le azioni di guerriglia di queste formazioni fecero sì che molte caserme e tribunali, nelle zone più remote del Paese, venissero abbandonate dalle forze del RIC, e occupate dalla polizia del Sinn Féin: giovani armati che mantennero l’ordine ed amministrarono la giustizia nelle zone liberate, agendo come prima intelaiatura del Governo Nazionale irlandese sul territorio. Il governo inglese decise di inviare due nuove forze in Irlanda nel tentativo di sopprimere la rivolta: una grossa unità di ex-militari con compiti di polizia chiamati Black and Tans, e una Divisione Ausiliaria del RIC costituita in totale da 1.500 uomini che operavano in compagnie di un centinaio d’uomini l’una. I Black and Tans e la Divisione Ausiliaria divennero subito bersagli prioritari per l’IRA e, non essendo addestrate nei compiti di controguerriglia, si abbandonarono a feroci rappresaglie che coinvolsero molti civili innocenti. Alla fine del 1920 l’IRA aggiunse a ogni sua brigata a tempo limitato delle unità di guerriglieri a tempo pieno chiamate Flying Columns (Colonne Volanti), dai 30 ai 100 uomini l’una. Secondo Tom Barry, altro importante ufficiale dell'IRA:
(Tom Barry, Guerrilla Days in lreland)
L’IRA si impegnò altresì ad attaccare la rete spionistica britannica in Irlanda, rappresentata dai detective del RIC e della cosiddetta “Divisione G”. Come scrisse Collins:
(Michael Collins, The Path to Freedom)
Già il 7 aprile 1919 Michael Collins e Sean Nunan – un vecchio amico e veterano del ’16 – riuscirono a infiltrarsi negli archivi del quartier generale della Divisione G in Brunswick Street, anche grazie all’aiuto del sergente Eamon "Ned" Broy, un giovane detective della Divisione G simpatizzante per la causa degli insorti. Passando la notte ad esaminare i fascicoli classificati della polizia a lume di candela i due si resero conto che la Divisione G e il RIC avevano accumulato un'enorme quantità di dati sul movimento e sulla sua leadership: ciò convinse Collins che si sarebbe dovuto dare immediatamente inizio ad attacchi mirati contro la Divisione G e i detective del RIC. A questo scopo le unità di spionaggio dell’IRA entrarono in azione, riuscendo a scoprire i nomi e gli indirizzi delle spie britanniche. Agenti dell’IRA inviarono avvisi scritti a spie e informatori nemici, e anche ai collaborazionisti che aiutavano gli inglesi, intimandogli di cessare le loro attività: quelli che si rifiutarono di obbedire vennero uccisi. L’unità dell’IRA deputata a eseguire le uccisioni fu composta da 12 uomini, formalmente designata come Special Intelligence Squad (Squadra Speciale d’Intelligence), e informalmente chiamata i Twelve Apostles (i Dodici Apostoli). In questo ambito, uno dei più grandi successi dell’IRA fu la cosiddetta Domenica di Sangue del 21 novembre 1920, in cui vennero assassinati contemporaneamente 15 ufficiali dell'intelligence britannica.
Per tutto il 1920, a seguito delle operazioni dell’IRA, le atrocità della polizia e dei soldati a danno della popolazione civile aumentarono, così come le atrocità commesse contro prigionieri dell’IRA; a tali atrocità l’IRA rispose con il controterrore. Alcuni guerriglieri catturati dai Black and Tans vennero uccisi per mezzo di torture e mutilazioni: in rappresaglia l'IRA catturò alcuni Black and Tans presso Tralee e li gettò – vivi – nella fornace di un'officina del gas.
Lloyd George autorizzò un ulteriore invio di contingenti militari: nel maggio 1921, le forze britanniche in Irlanda superarono i 50.000 uomini. Tale aumento di forze non diede risultati: l’IRA non venne soppressa e continuò ad infliggere perdite alle truppe inglesi; contemporaneamente, aumentò la propensione dell’opinione pubblica britannica, sempre più stanca e disgustata dalla “questione irlandese”, a lasciare l’Irlanda al suo destino. A metà del 1921, i costi militari e politici per mantenere le forze di sicurezza britanniche in Irlanda divennero insostenibili per il governo britannico. Nel luglio 1921, il governo del Regno Unito accettò quindi di negoziare con l'IRA e di incontrare i rappresentanti del Primo Dáil irlandese. I negoziati portarono a un accordo, il Trattato anglo-irlandese, che creò lo Stato Libero d'Irlanda di 26 contee come dominion all'interno dell'Impero britannico, mentre le altre 6 contee al nord rimasero parte del Regno Unito come Irlanda del Nord.
L’approvazione del Trattato fu preceduta, in seno alla parte irlandese, da accesissimi dibattiti tra favorevoli e contrari: i contrari a ogni compromesso con gli inglesi considerarono l’accettazione dello Stato Libero e la conseguente divisione dell’Irlanda come un tradimento e furono rappresentati soprattutto da Éamon de Valera, mentre i favorevoli furono rappresentati, paradossalmente, da Collins, che più di tutti era stato l’anima dell’Esercito guerrigliero. Secondo Collins il Trattato: «ci dà la libertà, non la libertà ultima che tutte le nazioni desiderano e verso la quale tendono, ma la libertà di ottenerla». Il Sinn Féin e l'Irish Republican Army si divisero quindi in fazioni pro e contro il Trattato, fino allo scoppio della Guerra civile irlandese (1922-23). Le forze anti-Trattato dell'IRA – non più guidato da Collins – persero tale guerra: tentarono di usare le stesse tattiche guerrigliere impiegate contro gli inglesi, ma l’Esercito regolare irlandese del nuovo Stato Libero d'Irlanda (composto da molti ex guerriglieri) conosceva bene tali tattiche e sapeva come contrastarle; inoltre, l’IRA non godette più del pieno appoggio della popolazione, in larga parte favorevole al Trattato e al governo dello Stato Libero. Nel corso della guerra civile, Michael Collins fu assassinato.
Nel 1937 l’Irlanda, sotto la guida di de Valera – che nel frattempo aveva ritrattato le sue precedenti posizioni oltranziste – adottò una nuova costituzione che abolì lo Stato Libero d'Irlanda. Il Paese assunse il nome di Éire e si dichiarò uno Stato democratico indipendente e sovrano. Il 18 aprile 1949 fu infine istituita la Repubblica d'Irlanda, che recise tutti i legami con la corona britannica e il Commonwealth. La divisione dell'Irlanda, tuttavia, gettò le basi per i successivi Troubles.
Il successo dell’IRA durante la Guerra d'indipendenza dimostra quanto possa essere efficace la guerriglia quando impiegata da una forza altamente organizzata e disciplinata che gode del sostegno della popolazione locale; per contro, i suoi insuccessi durante la Guerra civile dimostrano tutta l’inefficacia della guerriglia quando usata contro un governo o regime autoctono relativamente popolare.

#### Prima Guerra Mondiale
I Paesi che si scontrarono durante la Prima Guerra Mondiale (1914-1918) combatterono un conflitto prevalentemente statico, di trincea, ma soprattutto al di fuori del principale teatro d’operazioni europeo le loro forze furono coinvolte in alcuni episodi di guerriglia:

##### Invasione tedesca del Belgio
Quando nell’agosto del 1914 le truppe tedesche invasero il Belgio incontrarono, oltre alla resistenza delle forze armate regolari belghe, anche quella di franchi tiratori civili. In località come Visé, Aarschot, Andenne, Dinant e Lovanio civili belgi appartenenti alle più diverse classi sociali si scontrarono con le truppe tedesche: operai, industriali, medici, maestri, e perfino sacerdoti, donne e bambini vennero sorpresi con le armi in pugno. In alcune regioni dalle quali le forze regolari belghe erano state da tempo costrette a ritirarsi, i civili continuarono a combattere, sparando contro i tedeschi da case e giardini, tetti e cantine, campi e boschi. In certe zone alcuni soldati belgi sbandati tentarono di organizzare meglio la popolazione alla lotta, munendosi di armi da fuoco, mitragliatrici, granate a mano, bombe incendiarie e munizioni. I civili belgi, oltre a sparare con le armi disponibili contro le truppe tedesche nel tentativo di fermarle, gettarono contro di esse anche acqua bollente e catrame fuso, innalzarono barricate improvvisate e tesero reticolati. Le truppe tedesche non considerarono i guerriglieri belgi come legittimi combattenti, e quelli catturati furono perciò trattati molto più duramente rispetto ai soldati regolari belgi presi prigionieri. La guerriglia dei franchi tiratori belgi fu totalmente spontanea e piena di fanatico entusiasmo, ma venne soppressa in breve tempo dalle forze tedesche: i guerriglieri, oltre a non avere a disposizione una quantità sufficiente di armi e munizioni, non riuscirono a darsi un’organizzazione per agire in modo coordinato, non ricevettero alcun appoggio da potenze estere, e le stesse autorità belghe ammonirono la popolazione civile affinché non partecipasse alla lotta contro i tedeschi.

##### Guerriglia nell’Africa Orientale Tedesca
Nell'Africa Orientale Tedesca o Tanganika – odierna Tanzania – il tenente colonnello dell'Esercito imperiale tedesco Paul Emil von Lettow-Vorbeck combatté contro forze alleate inglesi, belghe e portoghesi numericamente superiori. Sebbene fosse tagliato fuori dalla Germania e avesse pochi tedeschi al suo comando (la maggior parte dei suoi combattenti erano ascari africani), fu capace di ottenere numerose vittorie per mezzo di tattiche di guerriglia, riuscendo a mettere in difficoltà gli alleati.

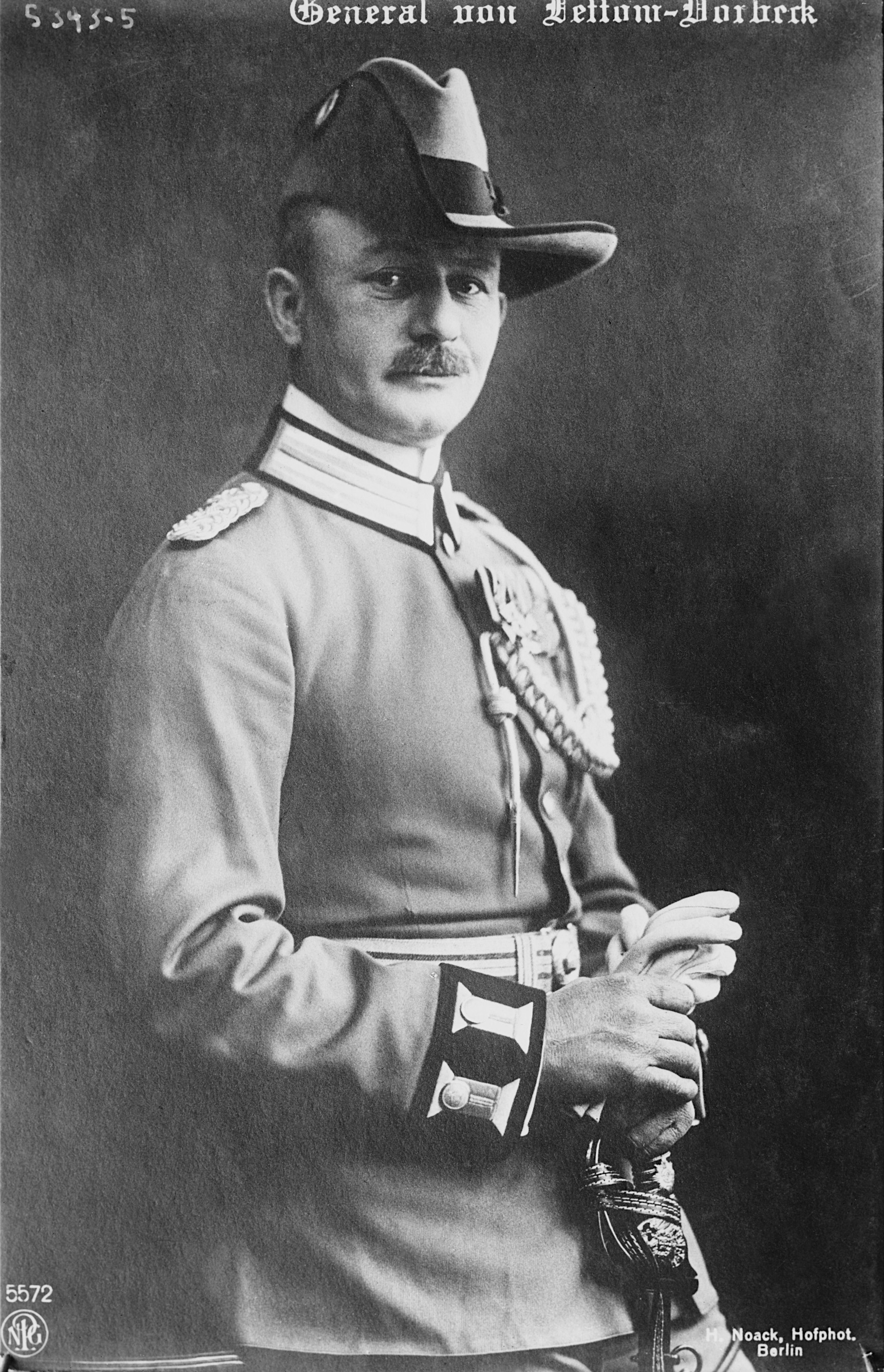
Paul Emil von Lettow-Vorbeck (1870-1964).

La guarnigione militare della colonia tedesca ammontava a circa 3.000 bianchi e 11.000 ascari indigeni, equipaggiata con fucili antiquati, qualche antiquato cannone, e qualche mitragliatrice con poche munizioni. La guarnigione della confinante colonia britannica a nord – l’Africa Orientale Britannica, attuale Kenya – consisteva di oltre 25.000 uomini fra bianchi e soldati di colore, tutti equipaggiati con armi moderne e munizioni in abbondanza. Allo scoppio della guerra in Europa Lettow-Vorbeck decise di entrare in azione, disubbidendo al governatore civile della colonia, Heinrich Schnee, che era nominalmente il suo comandante in capo e che intendeva mantenere neutrale la colonia. Scopo di Lettow-Vorbeck, nel caso la guerra si fosse prolungata, era infliggere le maggiori perdite possibili al nemico e bloccare nella regione il maggior numero possibile di truppe nemiche, impedendo loro di partecipare ai combattimenti in Europa. Per prima cosa Lettow-Vorbeck decise di portare le sue truppe a Pugu, lontano da Dar es Saalam – capitale della colonia tedesca – in cui avrebbero potuto essere esposte ai bombardamenti navali britannici. Il confine nord della colonia divenne uno dei fronti principale delle ostilità. Vicino ad esso passava la ferrovia inglese Mombasa-Kisuma e la ferrovia tedesca Tanga-Moshi: gli inglesi tentarono di impadronirsi della ferrovia tedesca, mentre i tedeschi tentarono di interrompere quella inglese. Inizialmente nessuno dei due schieramenti ebbe molto successo, a causa dell’ancora scarsa dimestichezza con le operazioni di guerriglia in quelle zone, del caldo estremo e della fittissima vegetazione. A ottobre giunse notizia a Lettow-Vorbeck di un probabile sbarco inglese nella zona strategicamente importante di Tanga che, se presa dal nemico, avrebbe reso inutilizzabile la ferrovia e reso precaria la situazione delle forze tedesche in altri luoghi: Lettow-Vorbeck decise quindi di concentrare in zona le sue truppe. Il mattino del 2 novembre 1914, davanti a Tanga, le forze inglesi effettuarono uno sbarco anfibio, ma furono costrette a reimbarcarsi il 5 a causa della resistenza tedesca, della mala gestione dell’operazione, e anche di alcuni sciami di api che attaccarono le loro forze. Gli inglesi persero centinaia di soldati fra morti, feriti e prigionieri, e una tale quantità di armi e munizioni da rifornire le forze tedesche per un anno. Nel gennaio 1915 le forze di Lettow-Vorbeck presero una postazione avanzata inglese a Jassin, temendo che potesse servire come base per un ulteriore attacco a Tanga, ma nell’azione subirono pesanti perdite e consumarono un’eccessiva quantità di munizioni: ciò indusse Lettow-Vorbeck a combattere per il resto della campagna con tattiche esclusivamente guerrigliere. Il comandante tedesco suddivise perciò le sue truppe in piccole unità di una decina d’uomini l’una, che compirono continue incursioni e imboscate contro avamposti e drappelli britannici e sabotaggi contro la loro ferrovia, riuscendo altresì a catturare altre armi e munizioni. Nonostante la cattura di materiali nemici – e nonostante il fatto che nell’aprile 1915 una nave mercantile tedesca fosse riuscita a eludere il blocco navale britannico e a consegnare alle forze di Lettow-Vorbeck un prezioso carico di materiali bellici – i tedeschi soffrirono una carenza cronica di armi, munizioni e viveri. Nel 1916 il governo di Londra inviò nella regione un numeroso contingente militare comandato dal maggior generale Jan Smuts, veterano delle Guerre anglo-boere. Smuts, con l’aiuto di truppe belghe e portoghesi, lanciò un’offensiva contro la colonia tedesca, e alla fine del 1917 le forze alleate presero il controllo di quasi tutto il territorio nemico, senza però riuscire ad accerchiare, catturare o ingaggiare in una battaglia decisiva le forze tedesche. Alla fine del 1917 il successore di Smuts, generale Jacob van Deventer, ricevette ulteriori rinforzi; Lettow-Vorbeck attraversò il confine sud entrando nella scarsamente difesa Africa Orientale Portoghese – odierno Mozambico – con 2.000 dei suoi migliori soldati, i quali, suddivisi in piccole formazioni indipendenti, si rifornirono autonomamente con quanto reperibile sul territorio. Nel novembre 1918, dopo un ritorno nell’Africa Orientale Tedesca e dopo aver appreso la notizia della sconfitta degli Imperi centrali, Lettow-Vorbeck e le sue forze, imbattute sul campo, decisero di arrendersi al generale van Deventer in una piccola cittadina della Rhodesia Settentrionale britannica – attuale Zambia.

##### Guerriglia in Medio Oriente
Fra 1916 e 1918 l’Impero britannico si servì della guerriglia araba per danneggiare il rivale Impero ottomano.

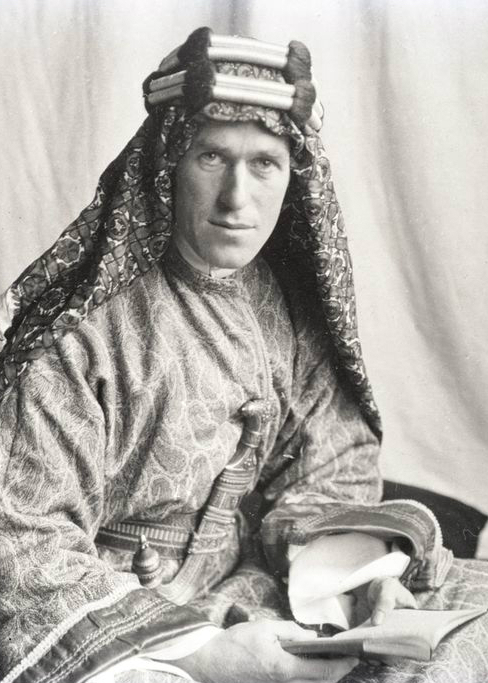
Thomas Edward Lawrence, detto "Lawrence d’Arabia" (1888-1935).

Allo scoppio della guerra nel 1914, il governo britannico dichiarò il territorio egiziano protettorato inglese. Nel febbraio 1915, forze dell’Impero ottomano tentarono, senza successo, una spedizione verso il Canale di Suez avente lo scopo principale di istigare la popolazione locale alla rivolta anti-inglese in nome della Jihād (Guerra Santa). Le operazioni di propaganda e guerra psicologica britanniche riuscirono tuttavia e impedire lo scoppio di tale guerra, e a orientare invece le popolazioni arabe verso la rivolta contro i turchi. Allo scopo di sfruttare il nazionalismo arabo e di spingerlo alla sedizione contro l’Impero ottomano, il governo di Londra promise all’eminente leader religioso al-Husayn ibn Ali la sovranità araba su un territorio vasto e indefinito compreso fra Egitto e Persia. Gli inglesi riuscirono così a convincere al-Husayn ibn Ali a mettersi a capo della Rivolta araba, fornendogli armi, rifornimenti, denaro e consiglieri militari. Nel giugno 1916, al-Husayn diede il via ad una rivolta nell’Heggiaz contro il dominio turco, ma le sue forze – come le forze comandate dai suoi figli Faysal, Ali e Abdullah – si rivelarono male organizzate e prive del sufficiente numero di armi ed equipaggiamenti: la prima fase della rivolta dunque fallì. Il governo di Londra decise di inviare nuovi consiglieri militari nella regione, fra i quali figurava un giovane ufficiale, Thomas Edward Lawrence, divenuto poi famoso come "Lawrence d’Arabia". Lawrence si convinse che sebbene il nazionalismo arabo avrebbe potuto essere un ideale sufficiente ad unire tutte le tribù in una guerra contro i turchi, i fallimenti militari degli arabi erano dovuti alla mancanza di un comando unificato. Oltre a sforzarsi di costruire tale comando unificato, Lawrence constatò che non sarebbe stato possibile creare in breve tempo una forza armata regolare araba capace di affrontare i turchi in campo aperto, e che perciò gli arabi avrebbero dovuto necessariamente ricorrere alla guerriglia – per combattere la quale gli uomini della tribù di Faysal sembrarono a Lawrence i più adatti. Nei mesi di marzo e aprile 1917 le forze regolari inglesi tentarono di avanzare verso est, attaccando la città di Gaza, ma in entrambe le battaglie vennero respinte con gravi perdite a causa della resistenza delle truppe turche, aiutate nella conduzione delle operazioni dal generale tedesco Kress von Kressenstein. In questo periodo il Comando britannico del Cairo accettò le valutazioni e le proposte di Lawrence, e gli ordinò di recarsi da Faysal come consigliere militare ed ufficiale di collegamento. A maggio Lawrence, con l’aiuto delle forze di Faysal, diede il via alla guerriglia, orientandola in particolare contro la ferrovia turca Medina-Damasco di importanza strategica, e in generale verso la distruzione di materiali ed equipaggiamenti nemici. Nello stesso periodo Lawrence guidò una forza araba in Siria, e successivamente riuscì a conquistare la base turca di Aqaba sul Mar Rosso – una sicura linea d’appoggio sul Mar Rosso consentì ai guerriglieri guidati da Lawrence di avere sempre la possibilità di mantenersi in collegamento con le truppe alleate e di ricevere rifornimenti da esse. La guerriglia araba guidata da Lawrence fece sì che la maggior parte dei soldati turchi venissero impiegati per sorvegliare la ferrovia Medina-Damasco ed il territorio a sud di essa, piuttosto che per fronteggiare le forze inglesi in Palestina. Nel settembre 1917, approfittando della guerriglia condotta da Lawrence e dell’arrivo di rinforzi, truppe inglesi, francesi e italiane sotto il comando del generale Edmund Allenby ripresero l’offensiva: il 6 novembre Gaza venne conquistata, il 17 dello stesso mese venne presa Giaffa, il 9 dicembre le truppe alleate entrarono a Gerusalemme. Subito dopo, lo spionaggio alleato scoprì che le truppe turche avevano intenzione di abbandonare Medina per spostarsi a Ma'an, molto più a nord, dove sarebbe stato costruito un nuovo centro ferroviario e nuove postazioni fortificate. Il quartier generale del Cairo comunicò a Lawrence la situazione, ordinandogli di fare tutto il possibile affinché i 25.000 uomini della guarnigione di quella città non riuscissero ad ingrossare le forze che affrontavano le truppe alleate in Palestina, raccomandandogli quindi di distruggere le truppe ottomane mentre ripiegavano – per la qual cosa era necessario bloccare interamente la ferrovia dell’Heggiaz – e se possibile di conquistare Medina. Faysal accettò subito di partecipare all’operazione. Per convincere anche Abdullah a collaborare, Lawrence dovette compiere un lungo e pericoloso viaggio attraverso il deserto per raggiungere il campo del capo arabo, raggiunto il quale cadde in preda ad una fortissima febbre che lo tenne fra la vita e la morte per una decina di giorni. Nel 1918 Lawrence, d'accordo con Allenby, preparò un piano nel quale prevedeva di congiungere le forze guerrigliere arabe attraverso il Giordano con le truppe alleate, conquistare Ma'an e tagliar fuori Medina in una sola operazione: per aiutare gli arabi Allenby aumentò il numero dei loro mezzi di trasporto. Tuttavia una concomitante offensiva tedesca nel nord della Francia, Fiandre e Belgio dirottò molte unità inglesi di Allenby in Europa, diminuendo il vantaggio alleato sui turchi nella regione. Lawrence fu quindi costretto ad attenersi alle tattiche di guerriglia, senza poter combattere grandi battaglie risolutive. In autunno, grazie all’arrivo di ulteriori rinforzi, le truppe alleate guidate da Allenby ripresero l’offensiva, mentre i guerriglieri arabi guidati da Lawrence intensificarono le loro azioni soprattutto contro il nodo ferroviario di Dar'a. Gli alleati riuscirono infine a far indietreggiare in profondità le truppe ottomane oltre il Giordano, dove i guerriglieri arabi completarono la loro distruzione. Al fine di procurare vantaggi agli arabi per le trattative del dopoguerra, Lawrence riuscì a fare in modo che essi apparissero come i “liberatori di Damasco” – nonostante il fatto che i guerriglieri arabi vi entrarono solo successivamente a una brigata di cavalleria leggera australiana, che prese effettivamente la città.
Al termine della guerra il governo di Londra non mantenne le promesse fatte agli arabi: Gran Bretagna e Francia, con il consenso di Russia e Italia, si spartirono i territori arabi nell'ambito dell'accordo segreto Sykes-Picot del 1916; inoltre, con la dichiarazione Balfour del 1917, gli inglesi promisero agli ebrei sionisti l'istituzione di una national home (casa o focolare ebraico) nella Palestina araba. Lawrence venne accusato di aver condotto la guerriglia con eccessiva perizia, mettendo in pericolo gli interessi britannici sul petrolio in Mesopotamia e la politica coloniale francese nel Levante. Lawrence descrisse le sue esperienze nella Rivolta araba nel suo libro Seven Pillars of Wisdom (I sette pilastri della saggezza).

#### Guerra civile russa
La Rivoluzione d’Ottobre (1917), dal punto di vista militare, fu un'insurrezione armata cruenta almeno tanto quanto quella di Febbraio, caratterizzata da combattimenti per lo più urbani che coinvolsero primariamente le aree di Pietrogrado e Mosca, oltre che i vicini fronti russi settentrionale e occidentale della Grande Guerra, e la flotta del Baltico. Gli insorti bolscevichi – sotto la guida generale del Comitato militare rivoluzionario creato presso il soviet di Pietrogrado su proposta di Lenin, e sotto la guida particolare dei singoli Comitati locali che sorsero in molti centri sull’esempio del Comitato di Pietrogrado – organizzarono fin da subito le loro forze armate in modo più convenzionale che guerrigliero: operai, contadini, soldati e marinai disertori dell'Esercito e della Marina zarista si unirono formando reparti armati di Guardie Rosse. Al momento dell’insurrezione la Guardia Rossa aveva preparato più di 20.000 operai armati a Pietrogrado, 12.000 a Mosca, 5.000 a Kiev, 3.500 a Charkov, 2.600 a Saratov, più di 1.000 a Nižnij Novgorod; complessivamente in 62 città dell’intero Paese si contarono all’incirca 200.000 membri della Guardia Rossa: a causa dell'avanzato grado di sfacelo della vecchia macchina statale zarista, e dell’estremo malcontento popolare non solo contro il vecchio regime zarista ma anche contro il nuovo Governo provvisorio russo che intendeva proseguire la guerra, per la vittoria della Rivoluzione d'Ottobre fu sufficiente l’azione immediata di tali forze, e non fu necessaria una precedente lunga campagna di guerriglia. Anche nell’immediato seguito della Rivoluzione d’Ottobre, durante la Guerra civile russa (1918-1923), i comunisti riuscirono a costituire – sulle ceneri dell’Esercito zarista e usando come nucleo centrale la Guardia Rossa – un esercito regolare che rese superfluo il ricorso massiccio alla guerriglia: l'Armata Rossa degli Operai e dei Contadini. L’Armata Rossa fu capace di ingaggiare con successo battaglie prevalentemente convenzionali contro le forze bianche controrivoluzionarie – nonostante l’intervento di truppe inglesi, americane, francesi, italiane e serbe che invasero la Russia, ad esempio nelle zone di Arcangelo e Murmansk, in supporto alle forze bianche.

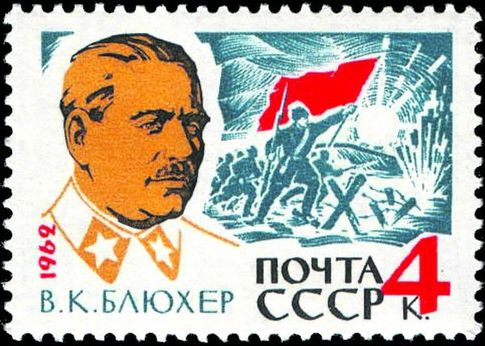
Francobollo commemorativo sovietico del 1962 in onore di Vasilij Bljucher (1889-1938) e dei suoi combattenti.

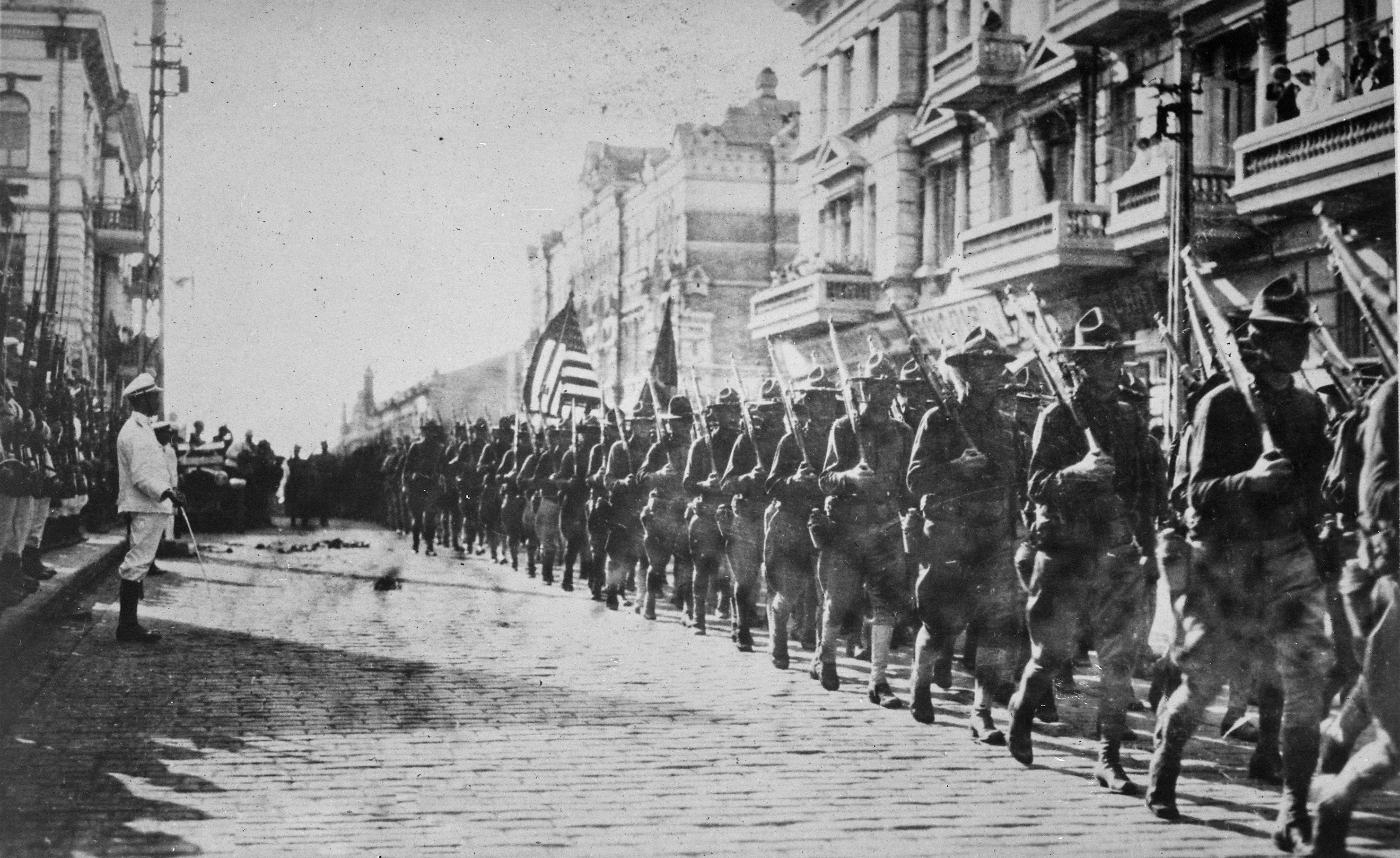
A destra, truppe USA marciano nella Vladivostok occupata. A sinistra, fanti della Marina imperiale giapponese presentano le armi sull'attenti (Siberia, agosto 1918).

Tuttavia, durante la Guerra civile, si verificarono anche rilevanti operazioni di guerriglia: unità partigiane appartenenti a distinte fazioni politiche o sociali – “rosse”, “bianche” e “verdi” – furono piuttosto attive. Le unità guerrigliere più numerose furono quelle rosse, che combatterono in Ucraina, Bielorussia, Caucaso settentrionale, Siberia ed Estremo Oriente. Le attività partigiane rosse furono spesso dirette da un apposito Quartier Generale Centrale dei Distaccamenti Partigiani, un’organizzazione dipendente dall’Alto Comando sovietico, i cui tratti salienti servirono da base per la creazione di una simile organizzazione durante la Seconda Guerra Mondiale. I guerriglieri rossi furono estremamente popolari presso l'Alto Comando dell'Armata Rossa: la prima importante decorazione militare emessa dalla Russia sovietica, l'Ordine della Bandiera Rossa, fu infatti conferita a Vasilij Bljucher, che nell'autunno del 1918 comandò il cosiddetto Esercito Partigiano degli Urali, che contò circa 6.000 combattenti. Tale Esercito partigiano riuscì a condurre un raid di 1.500 chilometri alle spalle delle posizioni delle Guardie Bianche, per poi unirsi alla 3ª Armata sovietica sul fronte orientale. Durante la Guerra civile, i partigiani rossi furono particolarmente attivi in Siberia, dove combatterono contro l'Armata Bianca dell'ammiraglio Kolčak: entro la fine del 1919, i distaccamenti partigiani rossi in Siberia contarono circa 140.000 combattenti. I partigiani rossi siberiani combatterono anche contro le truppe dell’Impero giapponese, che approfittando del collasso dello Stato zarista avevano occupato parte dell’Estremo Oriente russo bruciando villaggi e uccidendo civili; nell'Estremo Oriente truppe americane e giapponesi collaborarono contro grandi formazioni di partigiani rossi, e a nord, sui fronti di Murmansk e di Arcangelo, le unità militari alleate si scontrarono apertamente e in modo continuativo con unità regolari dell'Armata Rossa. Le operazioni dei partigiani rossi nell’Estremo Oriente russo furono d’ispirazione per il romanzo La disfatta di Aleksandr Fadeev, un classico del realismo socialista. I partigiani rossi si rivelarono un problema significativo anche per l'Esercito del Kaiser, che nel 1918 occupava vasti territori russi: secondo l’opinione del Commissario del popolo agli affari Esteri Georgij Čičerin, il governo di Berlino rinunciò ad ampliare le zone d’occupazione poiché tentare di controllare ampi territori infestati dalla guerriglia partigiana avrebbe distolto troppe truppe tedesche dal fronte occidentale. Il periodo della Guerra civile in Russia è degno di nota anche perché durante e dopo il conflitto i massimi livelli di comando sovietici formularono e adottarono i primi documenti ufficiali relativi alle missioni e alle tattiche partigiane. Sulla base dell’esperienza di combattimento dei partigiani rossi contro le Guardie Bianche e contro le truppe straniere intervenute nel Paese, vennero aggiunte apposite istruzioni ai manuali da campo dell’Armata Rossa, che insegnavano come organizzare, in caso di necessità, distaccamenti partigiani locali capaci di infliggere il massimo danno materiale al nemico e di interrompere il suo sistema di comunicazione. Tali documenti fornirono anche la base e il contesto per molte delle direttive riguardanti la guerra partigiana che l'Alto Comando sovietico emanò durante la Seconda Guerra Mondiale. Le azioni partigiane rosse durante la Guerra civile russa furono d’ispirazione anche per altri movimenti comunisti e socialisti europei: durante gli anni '20, quando i nazisti tedeschi di Hitler furono in costante ascesa al potere, i socialdemocratici e i comunisti in Baviera si impegnarono in azioni di guerriglia contro i loro oppositori di destra.

#### Seconda Guerra Mondiale

##### Guerriglia contro l’Asse

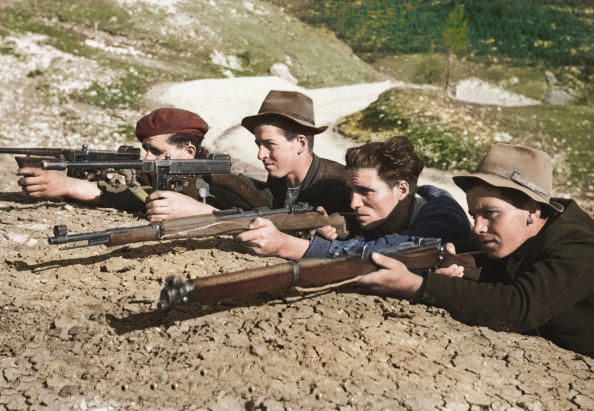
Partigiani della Resistenza Italiana. Sono armati con (da sinistra a destra) due mitra Thompson, un fucile Mauser e un fucile Lee-Enfield (Appennini, maggio 1944).

Durante la Seconda Guerra Mondiale (1939-1945) si svilupparono molte organizzazioni partigiane, armate e clandestine – spesso note come movimenti di Resistenza – che operarono nei Paesi occupati dalle forze dell’Asse, specialmente da quelle del 3° Reich. Tali organizzazioni iniziarono a formarsi già nel 1939 quando, dopo la sconfitta della Polonia, i membri di quella che sarebbe divenuta l'Armia Krajowa o AK ("Armata Nazionale" polacca) iniziarono a riunirsi. Uno dei primi comandanti guerriglieri nella Seconda Guerra Mondiale in Europa fu il maggiore polacco Henryk Dobrzański detto "Hubal": già nel marzo del 1940 un’unità partigiana sotto il suo comando distrusse completamente un battaglione di fanteria tedesca in uno scontro vicino al villaggio di Huciska; si stima che nel 1944 la Resistenza polacca contasse 400.000 uomini. Altre organizzazioni di Resistenza operarono contro le forze dell’Asse in Albania, Belgio, Cecoslovacchia, Danimarca, Francia (Resistenza francese e Maquis), Grecia, Jugoslavia (partigiani comunisti e cetnici nazionalisti), Norvegia, Slovacchia e Unione Sovietica. Dopo l’8 settembre 1943, iniziò a operare anche la Resistenza Italiana. Molte di queste organizzazioni ricevettero aiuti dagli Alleati sotto forma di finanziamenti, armi, munizioni, equipaggiamenti utili e consiglieri militari paracadutati. 

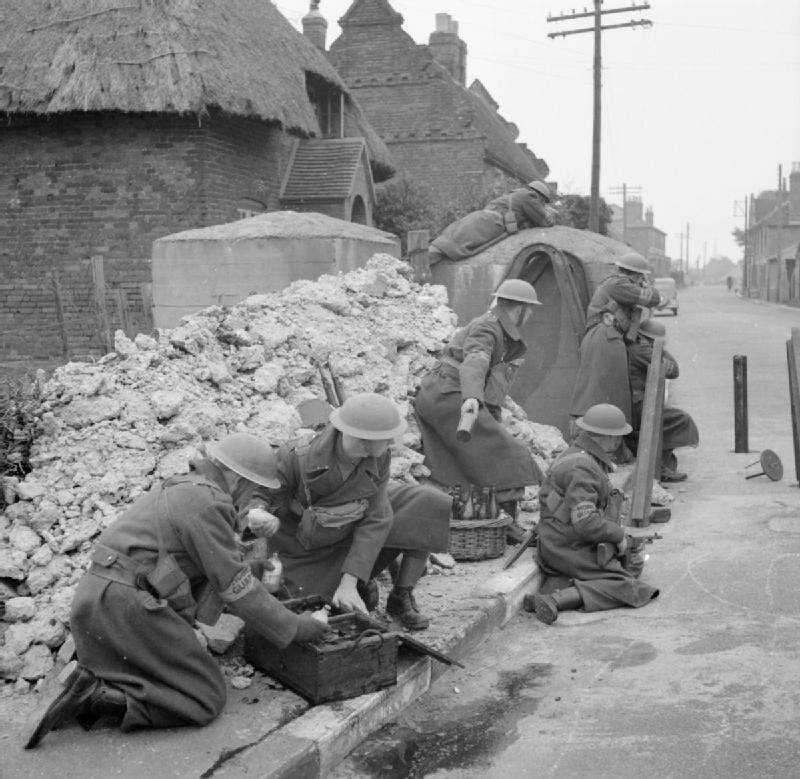
Membri della Home Guard britannica si esercitano a difendere con fucili e bottiglie Molotov una barriera stradale, costituita da blocchi di cemento e binari ferroviari infissi nel terreno in funzione anticarro (zona di Dover/Folkestone, marzo 1941).

Oltre ad assistere le organizzazioni di Resistenza popolari nate spontaneamente nei territori occupati dall’Asse, unità speciali delle forze armate alleate si impegnarono direttamente nella pianificazione ed esecuzione di azioni di guerriglia e sabotaggio: a questo scopo lo Special Operations Executive (SOE) britannico costituito il 22 luglio 1940 fu incaricato da Churchill di – assieme ai Commandos – «dar fuoco all'Europa». In Gran Bretagna, all’indomani della campagna di Francia e dell’evacuazione di Dunkerque, vennero costituite varie organizzazioni per contrastare una possibile invasione da parte delle forze del 3° Reich. La più nota, dato che la sua esistenza era pubblica, fu la Home Guard, una milizia cittadina armata ausiliaria del British Army, i cui membri avevano compiti di ricognizione e difesa nelle loro località d'origine. Vennero addestrate anche unità speciali segrete chiamate Auxiliary Units o Home Guard Shock Squads – “Unità Ausiliarie” o “Squadre d'Assalto” della Home Guard – incaricate di condurre azioni di guerriglia su suolo britannico durante uno sbarco tedesco. La Home Guard e le sue Unità Ausiliarie segrete avevano il compito di fornire, a fianco del British Army, una resistenza armata immediata – convenzionale e guerrigliera – durante una campagna d'invasione tedesca. Vennero create anche altre organizzazioni segrete, nell'eventualità in cui le forze tedesche fossero riuscite ad occupare stabilmente, in tutto o in parte, la Gran Bretagna: una di esse era denominata Section VII, ed era progettata per entrare in azione solo sotto occupazione nemica, agendo quindi come vera e propria Resistenza inglese, per compiere missioni di guerriglia, sabotaggio industriale e trasmissione di informazioni d'intelligence al governo inglese in esilio all'estero. Tattiche di guerriglia furono impiegate anche nella guerra del Pacifico. Quando le forze giapponesi invasero l'isola di Timor il 20 febbraio 1942, furono contrastate da una piccola forza scarsamente equipaggiata di personale militare alleato nota come Sparrow Force, i cui membri provenivano prevalentemente da Australia, Regno Unito e Indie orientali olandesi. Sebbene il Portogallo non partecipasse alla guerra mondiale, molti civili di Timor Est e alcuni coloni portoghesi combatterono con gli Alleati come guerriglieri (criados), o fornirono loro cibo, riparo e altra assistenza; alcuni timoresi continuarono una campagna di resistenza anche dopo il ritiro australiano. Quando gli USA entrarono in guerra, il loro Office of Strategic Services (OSS) cooperò con il SOE britannico, oltre a lavorare su iniziative proprie in Estremo Oriente. Nel 1942, il colonnello statunitense Wendell Fertig organizzò una forza di guerriglia che molestò le forze d’occupazione giapponesi sull'isola filippina di Mindanao fino alla liberazione delle Filippine nel 1945. Dopo la resa delle ultime forze regolari che lottavano contro l'Esercito imperiale giapponese a Bataan e Corregidor, i guerriglieri filippini continuarono a combattere le truppe giapponesi per tutta la durata della guerra, divenendo una forza molto importante durante la liberazione delle Filippine. Le azioni di tali comandanti statunitensi e dei guerriglieri filippini influenzarono la successiva formazione dei Green Berets. Fra gli altri comandanti ci fu il colonnello Aaron Bank, il colonnello Russell Volckmann e il colonnello William R. Peers: Volckmann comandò una forza di guerriglia che operò dalla Cordigliera di Luzon settentrionale nelle Filippine dall'inizio della guerra mondiale e fino alla sua conclusione, rimanendo in contatto radio con le forze statunitensi, prima dell'invasione del Golfo di Lingayen; Peers, che in seguito divenne generale, comandò il distaccamento OSS 101 in Birmania, il quale non fu mai più grande di poche centinaia di statunitensi, e che si affidò al supporto di vari gruppi tribali birmani, in particolare al popolo Kachin fortemente anti-giapponese, che fu fondamentale per il successo dell'unità. I Chindits – nel 1943 designati ufficialmente 77th Indian Infantry Brigade, e nel 1944 3rd Indian Infantry Division – furono una “Special Force” dell'India britannica che prestò servizio in Birmania e in India nel 1943 e nel 1944 durante la campagna della Birmania; vennero formati per mettere in atto la nuova tattica di guerriglia di penetrazione a lungo raggio di Orde Wingate.

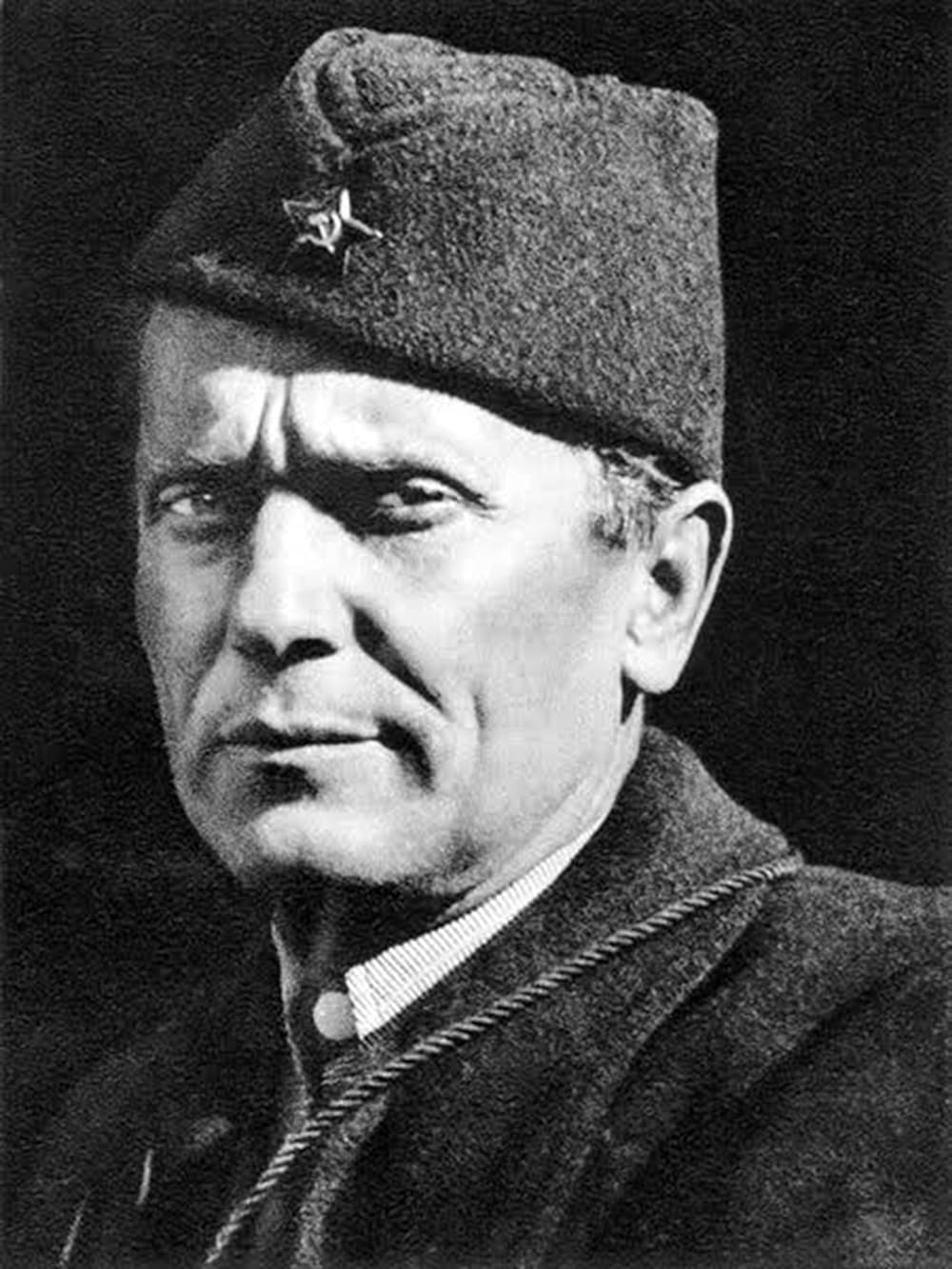
Josip Broz Tito (1892-1980) nel 1942.

La Resistenza jugoslava fu la più notevole dal punto di vista dei risultati ottenuti, in quanto fu l’unica capace di liberare la quasi totalità del Paese con le sue sole forze, senza attendere il diretto intervento delle truppe alleate. Il 25 marzo 1941 il principe reggente Paolo Karađorđević fece aderire la Jugoslavia all'Asse. Due giorni dopo, l'erede al trono Pietro II detronizzò lo zio con un colpo di Stato e assunse la corona, rompendo l'alleanza con l'Asse. La Jugoslavia subì perciò l’invasione da parte delle forze congiunte di Germania, Italia e Ungheria, le quali riuscirono a disgregare rapidamente l’Esercito reale jugoslavo. In breve tempo tutto il territorio jugoslavo cadde sotto il controllo diretto o indiretto dell’Asse: parte del territorio fu annesso a Germania, Italia, Ungheria, Albania italiana e Bulgaria; nel rimanente vennero costituiti diversi Stati fantoccio. Tuttavia subito dopo la sconfitta del loro Esercito regolare gli jugoslavi, rifiutando di arrendersi, diedero il via alla resistenza armata sotto forma di guerriglia, che ebbe notevole intensità soprattutto nel periodo 1941-43. Già il 10 aprile 1941, ad invasione appena iniziata, il Partito Comunista Jugoslavo (KPJ) organizzò un comitato militare; il 27 giugno 1941 venne costituito un comando supremo delle forze partigiane guidato da Josip Broz Tito, capo del Partito; a luglio venne deciso l’inizio della guerriglia di liberazione, e venne diramato un proclama in cui si incitava la popolazione alla resistenza contro il nemico occupante e i suoi collaborazionisti. Per l’organizzazione delle attività di resistenza, il Partito Comunista Jugoslavo poté inizialmente giovarsi dell’esperienza di circa 1.300 volontari jugoslavi che avevano partecipato alla Guerra Civile Spagnola (1936-1939), i quali costituirono il nucleo della guerra di liberazione nazionale. I primi atti di rivolta si ebbero in Serbia nel luglio 1941, e nel dicembre dello stesso anno vennero istituiti i primi reparti di quello che sarebbe stato l’Esercito Popolare di Liberazione della Jugoslavia. Nella Resistenza jugoslava si manifestarono orientamenti contrastanti che inizialmente indebolirono la sua efficienza: le formazioni nazionaliste dei cetnici, sebbene formalmente ostili all’Asse nei loro obiettivi a lungo termine e impegnate in attività di resistenza marginali per periodi limitati, si impegnarono altresì in una collaborazione tattica o selettiva con gli invasori nazifascisti per quasi tutta la guerra, cosa che provocò gravi scontri con le formazioni resistenziali comuniste. I guerriglieri comunisti jugoslavi si rivelarono comunque i più forti dal punto di vista ideologico, della disciplina, del favore riscosso fra le masse popolari, i più capaci di opporsi agli occupanti: per questa ragione ricevettero gli aiuti più sostanziosi dagli Alleati. Aiuti di una qualche consistenza giunsero tuttavia solo a partire dal 1943, all’indomani del ritiro dell’Italia dal conflitto, e soprattutto a partire dal 1944 quando gli Alleati, potendosi servire di idonee basi aeree e navali nel sud Italia, paracadutarono o introdussero via mare in Jugoslavia armi leggere, munizioni, uniformi e paia di scarpe. Verso la fine del ’44, quando l’Armata Rossa raggiunse la Jugoslavia, arrivarono aiuti anche dall’URSS, che fornì armi pesanti come cannoni e carri armati. Prima del 1943, i guerriglieri poterono equipaggiarsi solo con le armi raccolte dal disciolto Esercito reale jugoslavo, e con quelle catturate in combattimento ai reparti dell’Asse. Molto pesanti furono le rappresaglie e i crimini di guerra commessi contro la popolazione jugoslava da parte delle truppe occupanti naziste tedesche e fasciste italiane, assistite anche da formazioni collaborazioniste croate (ustaša), cosa che accrebbe l’odio della popolazione e aumentò l’afflusso di volontari nell’Esercito di liberazione. Le operazioni di guerriglia della Resistenza jugoslava furono agevolate dalla conformazione del terreno, caratterizzato dalla presenza delle Alpi Dinariche, di boschi estesi e fitti, e di infrastrutture scarse e facilmente sabotabili. La Resistenza jugoslava operò anche in Grecia in coordinamento con le formazioni partigiane comuniste locali, e riuscì a sfuggire a diverse grandi offensive anti-partigiane dell’Asse. In generale, nella guerriglia balcanica, vi furono tre fasi successive. Nella prima, tra 1941 e 1942, vennero costituite le prime basi in zone remote e inaccessibili, e le prime bande guerrigliere che agirono con molta autonomia, intraprendendo le prime azioni contro postazioni e formazioni nemiche di debole entità, sabotaggi, e attentati contro i collaborazionisti. Nella seconda fase, tra fine del 1942 e 1943, si costituì ufficialmente un Esercito guerrigliero pienamente appoggiato dalla popolazione; le forze partigiane acquistarono crescenti capacità di manovra e i loro attacchi divennero via via più consistenti. Nella terz’ultima fase, dal 1944 al 1945, vi fu l’impiego di un vero e proprio Esercito regolare, comunque coadiuvato da reparti guerriglieri, che fu capace di ingaggiare battaglie convenzionali contro le forze tedesche – verso la fine del 1944 le forze partigiane jugoslave contarono 650.000 uomini e donne organizzati in 4 armate e 52 divisioni, che raggiunsero un totale di 800.000 persone nell’aprile 1945. Le operazioni della Resistenza jugoslava, sia guerrigliere che convenzionali, ebbero un impatto non solo tattico e locale, ma anche strategico, in quanto bloccarono nei Balcani 45 divisioni dell’Asse – per un totale di circa mezzo milione di soldati italiani, tedeschi, ungheresi, bulgari e croati – impedendo loro di partecipare agli scontri in altri teatri della guerra mondiale. La guerriglia inflisse alle unità dell’Asse un logoramento continuo: le forze fasciste italiane subirono in Jugoslavia un continuo dissanguamento; quelle naziste tedesche ebbero in Jugoslavia e nel resto dei Balcani un numero di morti superiore a quelli subiti in Nord Africa (18.594 morti in Nord Africa, 19.235 morti in Jugoslavia e nel resto dei Balcani). Inoltre, la guerriglia paralizzò quasi completamente ogni attività all’interno del Paese, circostanza che se da una parte rese più esasperata la popolazione nella lotta contro gli occupanti, impedì a questi ultimi di sfruttare per fini bellici le risorse agricole e industriali del Paese.
La Resistenza sovietica fu la più notevole dal punto di vista dell’entità numerica, dell’ampiezza dei territori sui quali operò, della complessità e del numero di azioni compiute. In confronto a tutti i movimenti ed organizzazioni resistenziali clandestine del resto dell'Europa occupata, la guerriglia su vasta scala che ebbe luogo sul fronte orientale tra partigiani sovietici e forze del 3° Reich fu di un ordine di magnitudine superiore. L’esatto numero totale di guerriglieri che presero parte agli scontri è di difficile determinazione. Tuttavia, fonti ufficiali di parte sovietica affermano che nel periodo 1941-1944 operarono, nel territorio dell'URSS occupato dall’Asse, 6.200 distaccamenti e formazioni guerrigliere, le quali raggrupparono un totale di 1 milione o 1,1 milioni di partigiani (nelle campagne) e un esercito di migliaia di combattenti clandestini (nelle città), che lottarono nelle retrovie nemiche con il supporto attivo di decine di milioni di patrioti sovietici; tali partigiani riuscirono a uccidere, ferire o catturare circa 1 milione di soldati fascisti e loro collaborazionisti, a mettere fuori uso più di 4.000 carri armati e veicoli blindati, a distruggere o danneggiare 1.600 ponti ferroviari e a sfasciare più di 20.000 treni militari. Fonti ufficiali di parte statunitense affermano che:
(Edgar M. Howell, Department of the Army Pamphlet 20-244 The Soviet Partisan Movement, 1941-1944)

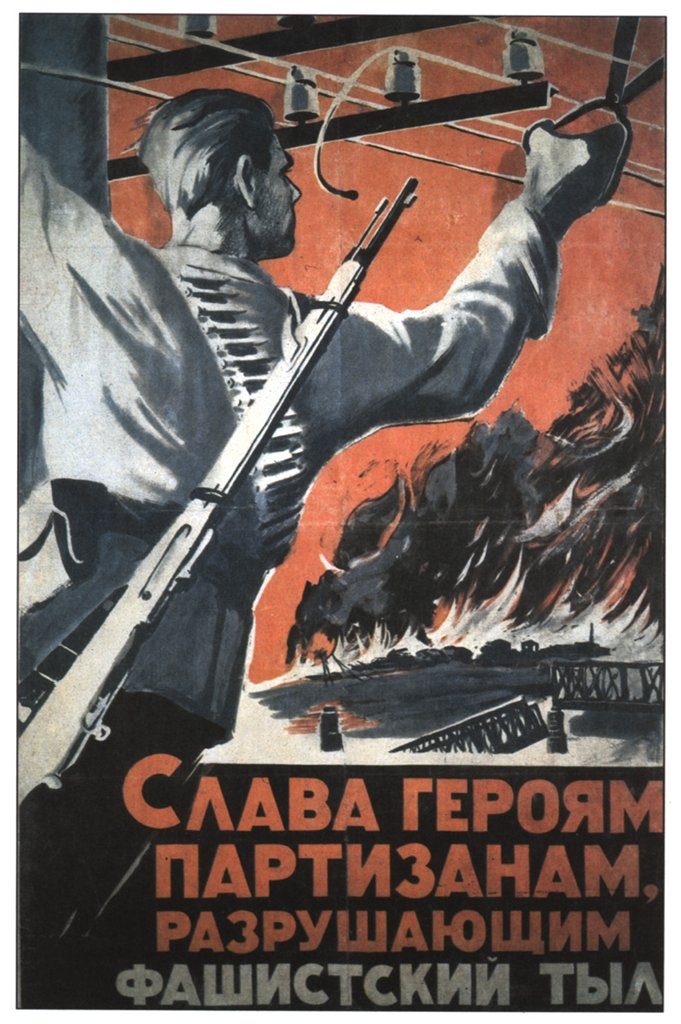
«Gloria agli eroici partigiani, distruttori delle retrovie fasciste!» (manifesto sovietico, Seconda Guerra Mondiale).

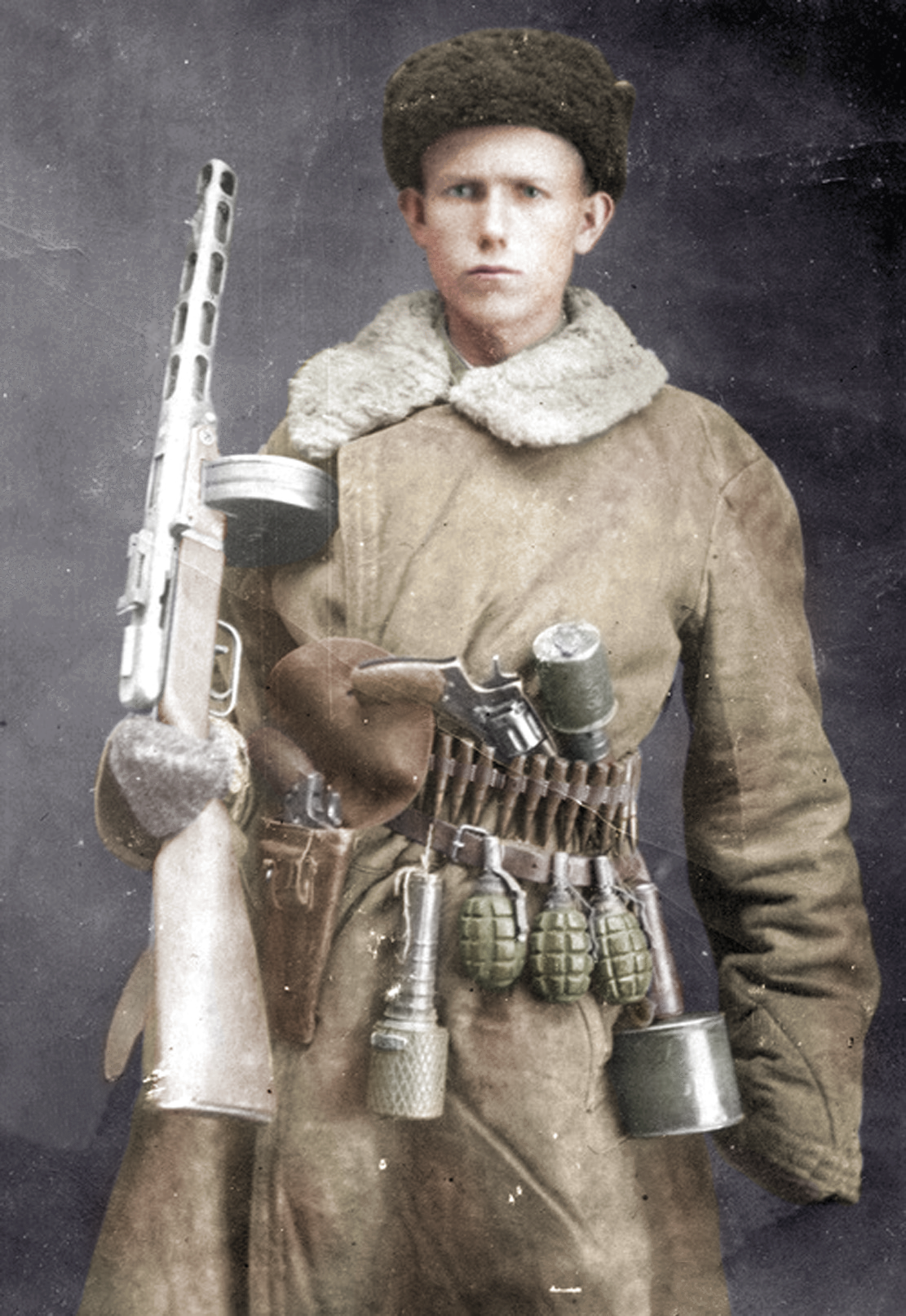
Partigiano sovietico durante la Seconda Guerra Mondiale sul fronte orientale. È armato con un mitra PPŠh-41, due rivoltelle Nagant M1895, una granata anticarro RPG-40, tre granate antiuomo F1, una granata antiuomo RGD-33 e una granata tedesca Stielhandgranate 24 (1944).

L'Alto Comando sovietico (Stavka) capì che le operazioni dei partigiani potevano ottenere il massimo risultato se strettamente coordinate con le azioni delle forze regolari, e per questa ragione prestò particolare attenzione alla promozione della cooperazione tra formazioni partigiane e unità dell'Armata Rossa in prima linea. Ben presto la Resistenza sovietica nei territori occupati dall’Asse divenne quindi controllata da una ben definita catena di comando: essa iniziava da un apposito Quartier Generale Centrale del Movimento Partigiano con sede a Mosca, si estendeva attraverso Quartier Generali delle singole Repubbliche sovietiche e dei distretti, passando anche per le cellule clandestine del Partito Comunista, fino a raggiungere i singoli distaccamenti e brigate partigiane. Il Quartier Generale Centrale del Movimento Partigiano – creato per unire la dirigenza del movimento partigiano dietro le linee nemiche e per l'ulteriore sviluppo dello stesso – fu costituito con decreto del Comitato di Difesa dello Stato dell'URSS № ГОКО-1837сс (“GOKO-1837ss”) del 30 maggio 1942; per attuare tale risoluzione, il Commissariato del Popolo per la Difesa dell'URSS emanò l'ordine № 00125 del 16 giugno 1942, intitolato Sulla costituzione del quartier generale principale e regionale del movimento partigiano. L’Aeronautica militare sovietica ebbe un ruolo di primo piano nella cooperazione con le unità partigiane che operavano nelle estese foreste e aree paludose presenti nelle retrovie tedesche: durante la notte aerei sovietici oltrepassavano la linea del fronte per trasportare ai partigiani ufficiali addestratori dell’Armata Rossa, tecnici, dottori, infermieri, armi, munizioni, equipaggiamenti, forniture mediche, posta, giornali, eccetera, provvedendo altresì all’evacuazione dei feriti; nel complesso, durante la guerra, l’Aeronautica sovietica consegnò nelle regioni partigiane 16.000 tonnellate di materiali di vario tipo e trasportò 83.000 persone in entrambe le direzioni, impresa che comportò un totale di circa 109.000 sortite aeree, effettuate soprattutto con i piccoli aerei Polikarpov Po-2, molto manovrabili e capaci di decollare e atterrare anche su piste brevi e improvvisate, come pure sulla neve se provvisti di sci. I compiti della Resistenza sovietica vennero stabiliti con precisione dal Commissariato del Popolo per la Difesa dell'URSS con l’ordine № 00189 del 5 settembre 1942, firmato da Stalin, e intitolato Sui compiti del movimento partigiano: tali compiti comprendevano l’uccisione, distruzione o cattura di obiettivi militari ed economici e l’interruzione della rete di trasporto e comunicazione nelle retrovie nemiche; operazioni di ricognizione a favore dell’Armata Rossa per determinare l’entità delle forze nemiche in una data regione, determinare i piani nemici relativi al movimento delle truppe, identificare i comandanti delle unità e i codici postali, eccetera; l’indebolimento del morale nemico tramite continui attacchi e missioni di sabotaggio; il miglioramento del morale della popolazione che viveva nei territori occupati dai tedeschi e la promozione della resistenza popolare contro le forze d’occupazione; vincolare le forze nemiche tenendole impegnate in operazioni antipartigiane e di sorveglianza alle vie di comunicazione. Una delle più grandi operazioni compiute dalla Resistenza sovietica fu l’operazione Concerto (in russo Концерт?, Konzert): l’Armata Rossa, dopo aver vinto la battaglia di Kursk, aumentò il ritmo della sua avanzata verso il fiume Dniepr e lo attraversò in diversi punti; per assistere tale avanzata dal 19 settembre 1943 e fino alla fine di ottobre ebbe luogo l’operazione Concerto, alla quale presero parte 193 unità partigiane e alcuni reparti di truppe speciali per un totale di oltre 120.000 combattenti, i quali, alle spalle delle forze tedesche, distrussero 148.557 binari ferroviari, deragliarono diverse centinaia di treni che trasportavano truppe, armi e munizioni, fecero saltare centinaia di ponti. Dopo che l’Armata Rossa ebbe liberato i territori dell’URSS dalle forze dell’Asse la Resistenza sovietica fu sciolta, e i partigiani vennero, a seconda dei casi, fatti tornare alle loro occupazioni civili o incorporati nell’Armata Rossa come truppe regolari. La guerra di resistenza contro Hitler è nota in Russia col nome di Grande Guerra Patriottica (in russo Великая Отечественная война?, Velikaja Otečestvennaja vojna).
Durante la guerra mondiale gli Alleati produssero o adottarono vari documenti che esaminavano il fenomeno della guerriglia dal punto di vista teorico e pratico, nell’ottica di potenziare la stessa nei territori occupati dall’Asse e di far familiarizzare le loro forze armate con tale modalità di guerra. Ad esempio, in Gran Bretagna furono scritti manuali speciali destinati alle Auxiliary Units o Home Guard Shock Squads, così come alla Section VII: tali manuali contenevano istruzioni sul maneggio di esplosivi e incendiari, sull’approntamento di trappole e mine improvvisate, sulla distruzione di bersagli di vario tipo, eccetera, e presentavano titoli innocui (Calendar 1937, Calendar 1938 e Countryman’s Diary 1939) per dissimularne il reale contenuto. Brevi opuscoli con informazioni generali sulla guerriglia vennero distribuiti anche alle truppe regolari inglesi. Fra i membri della Home Guard venne diffuso anche un manualetto intitolato Guerra di guerriglia (in inglese Guerrilla Warfare), scritto da Bert “Yank” Levy, un canadese che combatté con le Brigate Internazionali durante la Guerra Civile Spagnola, e che dall’agosto 1940 fu chiamato dal War Office britannico per tenere corsi e conferenze nella scuola di Osterley Park della milizia territoriale; negli USA tale breve manualetto ebbe un notevole successo di pubblico, venendo citato anche dal settimanale Time. In Unione Sovietica, come ulteriore assistenza al movimento partigiano, venne prodotto un manuale di guerriglia intitolato Compagno del partigiano (in russo Спутник партизана?, Sputnik partizana), pubblicato in tre edizioni, con piccole modifiche, nel 1941, ’42 e ’43. L'Office of Strategic Services (OSS) statunitense produsse, nel gennaio 1944, uno studio intitolato Manuale da Campo per il Sabotaggio Semplice (in inglese Simple Sabotage Field Manual), che esaminava vari metodi di sabotaggio utilizzabili da normali cittadini senza addestramento militare, nei territori occupati dall'Asse.

##### Guerriglia contro gli Alleati

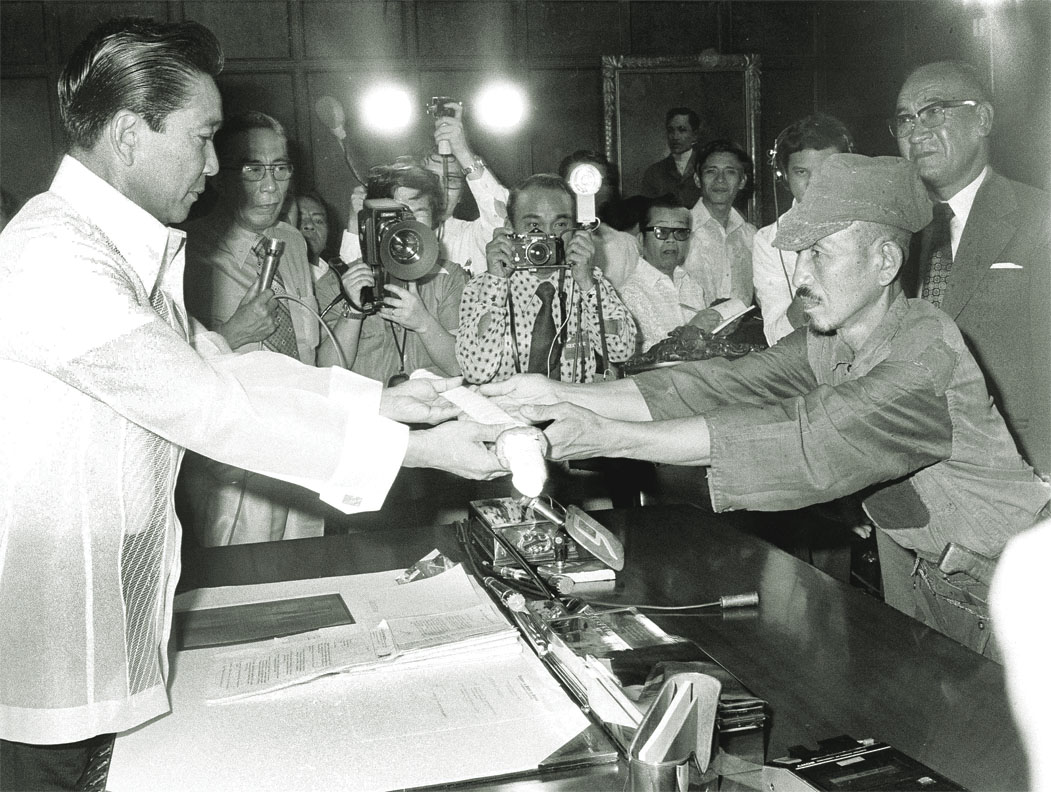
Hiroo Onoda (a destra), uno degli ultimi "soldati fantasma" dell'Esercito imperiale giapponese, si arrende consegnando la sua spada militare al presidente filippino Ferdinand E. Marcos (11 marzo 1974).

Alcune formazioni dell’Asse, verso la fine della guerra mondiale o in particolari teatri d’operazione nei quali si ritrovarono soverchiate dalle forze degli Alleati, si risolsero a combattere usando tattiche di guerriglia. Per quanto riguarda le forze del 3° Reich, si può citare l’organizzazione segreta Werwolf, istituita e gestita dalle SS, che operò negli ultimi mesi della guerra compiendo sabotaggi e attentati ai danni delle truppe alleate e dei civili che collaboravano con esse; tale organizzazione ebbe pochissimo successo: le reclute furono insufficienti, non superando mai le 5.000 o 6.000, e in molti casi furono arruolate con inganni e violenze, fornendogli informazioni vaghe o fallaci circa i compiti che avrebbero dovuto svolgere, o minacciandole di internamento in campi di concentramento se si fossero rifiutate di addestrarsi e di prestare servizio. Per quanto riguarda le forze dell’Italia fascista, si possono citare le operazioni di guerriglia compiute sulle montagne e nei deserti di Etiopia, Eritrea e Somalia, tra il novembre 1941 e l’ottobre 1943, da circa 7.000 soldati del Regio Esercito, i quali rifiutarono di deporre le armi dopo la battaglia di Gondar e la resa del generale Guglielmo Nasi. Anche alcuni reparti dell'Esercito imperiale giapponese utilizzarono la guerriglia durante la fase finale della guerra del Pacifico, quando le risorse del Giappone erano ormai esaurite. Durante la battaglia di Iwo Jima il generale Tadamichi Kuribayashi e i suoi soldati usarono anche tattiche guerrigliere, sfruttando una rete di tunnel e grotte per attaccare le forze americane di sorpresa, consapevoli dell’impossibilità di vittoria ma decisi a infliggere al nemico le maggiori perdite possibili: così Iwo Jima, che si supponeva dovesse cadere in cinque giorni, ne resistette trentasei. Tattiche guerrigliere vennero utilizzate da parte giapponese anche durante la battaglia di Okinawa. Alcuni soldati e marinai giapponesi continuarono a combattere con tattiche di guerriglia per molti anni dopo la fine della guerra mondiale: l’ultimo di essi fu Teruo Nakamura, il quale continuò a resistere nelle giungle indonesiane di Morotai fino al dicembre 1974.
Anche le potenze dell’Asse produssero vari documenti che esaminavano la guerriglia dal punto di vista teorico e pratico, soprattutto nell'ottica di sopprimerla nei territori da esse occupati. Ad esempio, lo Stato Maggiore del Regio Esercito produsse nell'ottobre 1942 uno studio sulla guerra partigiana nei Balcani intitolato Combattimenti Episodici ed Azioni di Guerriglia; un anno dopo, tale studio cadde nelle mani dei partigiani italiani, i quali ne fecero un riassunto che pubblicarono su Il Combattente, giornale clandestino delle Brigate Garibaldi, allo scopo di migliorare l’organizzazione e le capacità di lotta delle loro formazioni. In Germania, negli ultimi mesi della guerra, i corsi d’addestramento per le reclute del Werwolf furono basati sulle traduzioni dei manuali d’addestramento dei guerriglieri sovietici, fino a quando nel gennaio 1945 venne steso un manuale tedesco intitolato Werwolf: Indicazioni per le unità di cacciatori (in tedesco Werwolf: Winke für Jagdeinheiten).

#### Guerriglia antisovietica nei Paesi baltici e nella RSS Ucraina
Durante e dopo la Seconda Guerra Mondiale, fra anni '40 e anni '50, sorsero vari gruppi di guerriglia in Estonia, Lettonia e Lituania (Fratelli della foresta, partigiani nazionali lettoni, partigiani nazionalisti lituani) che combatterono senza successo contro l'occupazione e la rioccupazione sovietica dei Paesi baltici.
Nella Repubblica Socialista Sovietica Ucraina, operarono l'Esercito insurrezionale ucraino o UPA (in ucraino Українська повстанська армія, УПА?, Ukrains'ka povstans'ka armija) e l'Organizzazione dei Nazionalisti Ucraini o OUN (in ucraino Організація українських націоналістів, ОУН?, Orhanizacija ukraïns'kych nacionalistiv), entrambe di matrice fascista, anticomunista e indipendentista, che furono anch’esse soppresse dalle forze dell’URSS. Tali organizzazioni, che durante la guerra mondiale avevano collaborato con le forze della Germania nazista e compiuto stragi di civili, furono in seguito sostenute dalla Central Intelligence Agency (CIA), il nuovo servizio segreto statunitense successore dell’OSS, allo scopo di raccogliere informazioni d'intelligence sull’URSS e fomentarvi tensioni interetniche.

## Generalità, fini e scopi
La guerriglia può essere di tipo resistenziale oppure rivoluzionario. Nel primo caso, si prefigge di combattere contro forze armate nemiche invasori, anche in collaborazione con forze armate regolari proprie o alleate, e/o di proseguire i combattimenti anche dopo il crollo dell’Esercito regolare del proprio Paese. Nel secondo caso, si prefigge di rovesciare l’ordinamento politico-economico-istituzionale vigente, per sostituirlo con un ordinamento diverso.
La guerriglia resistenziale può manifestarsi durante una guerra regolare fra due o più belligeranti, e in tal caso si svolge di preferenza lontano dalle linee del fronte, ma nelle zone occupate dagli eserciti operanti, immediatamente alle spalle o sulle linee di comunicazione di uno degli avversari, oppure, meno spesso, in zone lontane, ma quasi sempre nei territori che sono stati occupati nel corso delle operazioni di guerra o che sono contesi. In tempi di guerra, le operazioni dei guerriglieri possono quindi sostenere un Esercito regolare – il proprio o l'alleato – che attende la battaglia decisiva per la soluzione del conflitto. A volte, la guerriglia resistenziale può trasformarsi in guerriglia rivoluzionaria: un esempio storico è dato dalla Resistenza jugoslava, la quale, inizialmente nata per resistere contro le truppe invasori dell’Asse, mutò altresì l’ordinamento del Paese da monarchico a socialista.
La guerriglia rivoluzionaria può manifestarsi anche in tempo di pace, e in tal caso si svolge dove condizioni ambientali e motivi ideologici ne favoriscono lo sviluppo. In tempi di pace, le operazioni dei guerriglieri sono volte all'azione politica – interna o esterna – che dovrà portare all'insurrezione generale o all'intervento armato straniero, per la conquista del potere o per il diverso assetto dei territori contesi.
Lo scopo della guerriglia è quello di logorare le forze nemiche, di abbassarne il morale esponendole a rischi continui, obbligandole a consumare mezzi e risorse inutilmente e vanificando i loro sforzi bellici.
La guerriglia non è mai fine a sé stessa, ma è sempre un espediente o un ripiego temporaneo: se la guerriglia è la forma principale di attività bellica per una delle due parti in conflitto, il suo fine è sempre di prendere tempo per acquisire la capacità militare necessaria per dare battaglia in campo aperto, evolvendosi così in un Esercito regolare vero e proprio, oppure di aumentare tanto il costo delle operazioni militari del nemico da indurlo a desistere dal conflitto.
La guerriglia, collegata a normali operazioni di guerra, ha lo scopo di:
- ostacolare l'attività dell'avversario, tenendolo costantemente in allarme e infliggendogli continue perdite negli uomini e nei mezzi;
- costringere il nemico a grandi e reiterati spiegamenti di forze, che sono così sottratte alle operazioni sulla fronte e logorate per effetto dei continui spostamenti;
- creare al nemico le più difficili condizioni di vita su un determinato territorio, costringendolo ad abbandonarlo o quanto meno a rinchiudersi nei grandi centri e a rinunciare al conseguimento, in tutto o in parte, dei suoi obiettivi (sfruttamento economico del Paese, annessione o colonizzazione, creazione di basi logistiche per alimentare operazioni belliche in corso, eccetera);
- procacciarsi il maggior numero possibile di informazioni per trasmetterle al comando dell'Esercito amico;
- partecipare alle operazioni di quest’ultimo con azione diretta sul tergo del comune nemico e/o sul suo sistema operativo e logistico.

La guerriglia, organizzata in tempo di pace o in previsione di un prossimo conflitto in determinate zone di territorio nazionale o coloniale, preferibilmente di confine, con il concorso di elementi locali, può tendere a:
- logorare l’organizzazione civile e militare esistente;
- creare una situazione locale atta a giustificare l'intervento armato dello straniero;
- agevolare la penetrazione delle forze di quest’ultimo;
- condurre con il concorso di circostanze favorevoli – indirettamente ma praticamente – alla perdita dei territori considerati.

La guerriglia, organizzata in pace o in guerra, per provocare la caduta di un determinato regime politico o la sostituzione di questo con un altro – portata cioè sul piano della guerra civile – può prefiggersi di:
- minare il morale delle forze regolari, arrecando a esse continua molestia e infliggendo ripetuti scacchi;
- ledere il prestigio del governo, sottraendo alla sua autorità e al controllo delle sue forze armate zone sempre più vaste di territorio nazionale, in modo da potervi costituire un governo di parte, che serva a legalizzare la guerriglia e a darle un carattere nazionale;
- trasformare a poco a poco l’azione isolata ed episodica in vere e proprie operazioni di guerra, dando vita a un Esercito di insorti da contrapporre a quello regolare;
- condurre contro forze straniere, eventualmente intervenute a sostegno del governo legittimo, una lotta spietata e implacabile sì da rendere loro impossibile la vita o, perlomeno, tenerle in soggezione;
- estendere e approfondire sempre più il movimento guerrigliero in tutto il territorio nazionale e in tutti gli strati della popolazione, in modo da accelerare il processo di disintegrazione delle forze e dei poteri governativi;
- guadagnare il favore delle masse, sempre disposte a tollerare il più forte e in ultima analisi a proteggerlo e a seguirlo;
- provocare, preparare e condurre l'insurrezione generale.

Quali che possano essere gli scopi della guerriglia e le circostanze e l'ambiente in cui essa si svolge, le azioni veramente efficaci sono quelle coordinate tra loro e con l'attività operativa o politica di un Esercito o di una nazione amica. Per cui gli sforzi degli organizzatori tendono sempre a:
- realizzare un comando unico di tutte le forze partecipanti alla guerriglia;
- mantenere uno stretto e costante collegamento fra il comando di queste e quello dell'Esercito amico.

La guerriglia deve inoltre operare con scopi precisi, concentrando le azioni su obiettivi redditizi e importanti, evitando atti di scarso interesse: ciò richiede la conoscenza perfetta dell'ambiente, e un accurato servizio informazioni.

## Fondamenti dell'azione
L'intensità della guerriglia non è mai costante. Essa fa seguire a periodi di attività, periodi di attesa e di preparazione.
I periodi di attesa sono nella maggior parte dei casi imposti da condizioni climatiche avverse oppure, durante un conflitto, da necessità strategiche, per le quali il comando dell'Esercito amico può ordinare la sospensione della guerriglia in tutto il territorio interessato o in una parte limitata di esso.
La preparazione è necessaria specie quando da un'organizzazione embrionale, quale può essere quella che caratterizza il movimento spontaneo della popolazione di un Paese occupato, si debba passare alla creazione di formazioni consistenti, non solo atte a rappresentare un peso notevole nella lotta ingaggiata, ma anche necessarie a evitare lo sfasciamento delle unità e la dispersione di energie insufficientemente convogliate e sfruttate.
Attese e preparazioni, però non possono essere lunghe. Il peggior nemico della guerriglia è il tempo. Stasi lunghe sono fonte di dubbi, scoraggiamenti, stanchezze, defezioni, che per essere combattuti hanno bisogno di un'azione di propaganda continua, insistente, appropriata – e nei periodi di attesa le forze della guerriglia non possono smobilitare.
La guerriglia giustifica la sua esistenza con la continuità delle sue azioni. Se la sua attività si arresta, essa ha finito di esistere; tutto il lavoro compiuto è disperso e grandi diventano per l'avversario le probabilità di averne completamente ragione.
I guerriglieri, d'altro canto, non possono deporre le armi sia pure con l'intenzione di radunarsi in tempi migliori e combattere ancora: a casa li attenderebbe, con molta probabilità, l'arresto e la morte. Ma talvolta l'attesa è inevitabile, specie in montagna ove può essere imposta da sole ragioni climatiche.
Se la montagna è abitata, le formazioni si diluiscono su larghi spazi, ottenendo o imponendo l'ospitalità presso le popolazioni, cercando di mantenere il più possibile i vincoli organici delle minori unità. Se la montagna non offre alcuna possibilità di alloggiamento e di vita, s'impone il dilemma del trasferimento altrove delle formazioni – sempre che sia possibile – o lo scioglimento temporaneo di queste ultime.
Il trasferimento di zona, quando è possibile, non è sempre conveniente soprattutto perché viene a mancare l'intima collaborazione e la profonda solidarietà che devono esistere fra le forze della guerriglia e le popolazioni locali.
Lo scioglimento temporaneo delle unità è una soluzione alla quale gli organizzatori della guerriglia ricorrono in casi estremi, poiché essa richiede molte provvidenze per mantenere inalterata nei guerriglieri la volontà di combattere e per sostenerne l'esistenza nei casi di particolare disagio economico. Il problema dell'accantonamento e della conservazione delle armi non è semplice, data la difficoltà di costituire depositi presso i civili (timori di rappresaglie, delazioni) e l'indubbio parallelo intensificarsi dell'azione persuasiva e repressiva da parte delle forze regolari o occupanti.
In campagna e in città l'unità organica delle formazioni può essere mantenuta con un maggiore disseminamento e una più accurata mimetizzazione di queste fra le popolazioni locali; è sempre esclusa l'idea di stabilirsi a forze riunite in località da apprestare a difesa (sorta di "isole difensive") essendo questa soluzione deleteria ai fini del movimento di resistenza. I guerriglieri non sono fatti per difendersi a oltranza: essi sarebbero certamente schiacciati.
Contrariamente alle normali operazioni di guerra, nelle quali i belligeranti avanzano lungo determinate direttrici strategiche e tattiche, la guerriglia conquista a sé nuovi territori e nuovi adepti espandendosi come una macchia d'olio. Ciò per la naturale tendenza che hanno le bande ad allargare sempre il loro campo d'azione, cercando sicurezza e protezione nello spazio, e per la naturale simpatia che essa provoca nelle popolazioni che avvicina, specie quando il movente ideale che la sospinge è intensamente sentito.

## Ambienti operativi
La guerriglia può svolgersi in qualunque ambiente geografico. Tuttavia l'ambiente ideale è quello che:
- offre sicuro asilo e sufficienti risorse alle unità che la svolgono;
- permette di beneficiare del favore delle popolazioni tra le quali può scegliere con facilità gli elementi adatti – per particolare mentalità e attitudini – a rinforzare le sue file;
- consente di sviluppare moventi ideologici e correnti tradizionali di ostilità della popolazione locale contro le forze occupanti o le autorità governative;
- favorisce le azioni delle piccole unità guerrigliere, ostacolando nel contempo, per insufficienza di strade e di risorse, la vita, il movimento e la manovra di grosse unità nemiche, specie quelle motorizzate;
- consente di usufruire di una buona copertura all'osservazione aerea nemica;
- rende gravosa, per deficiente rete di comunicazioni e vastità di territorio, I’alimentazione delle forze nemiche.

Terreno particolarmente adatto è, quindi, quello scarsamente popolato, povero di risorse e di comunicazioni, ove i guerriglieri trovano rifugio e sicurezza nelle zone meno percorribili. La montagna, il bosco, la giungla, sono gli ambienti tipici della guerriglia, perché compartimentano il terreno in zone di difficile percorribilità e di scarse risorse, con tutti i conseguenti riflessi d’ordine tattico e logistico; essi forniscono inoltre alle unità guerrigliere ottima copertura all'osservazione aerea e ottime possibilità di nascondersi e di sfuggire alla ricerca nemica.
I vasti spazi e le grandi distanze, carrieristici del deserto e delle ampie pianure a coltivazione estensiva, possono fornire favorevoli possibilità di azione: il deserto e le vaste pianure a coltivazione estensiva, sparse di boschi e di paludi, sono anch’essi caratterizzati da un’accentuata localizzazione dei centri di vita e dalla scarsità di vie di comunicazione; le grandi distanze e, talvolta, la scarsità di buone vie di comunicazione aggravano il problema logistico delle unità regolari nemiche, dando buon gioco alla guerriglia, la quale può trovare numerosi obiettivi da colpire e asilo nella vastità di uno spazio difficilmente controllabile; tuttavia tali ambienti (pianure intensamente coltivate, zone costiere o desertiche, steppe e praterie) sono generalmente meno adatti per la conduzione di una guerra di guerriglia, poiché privi di ripari naturali.
Tutto ciò impone un adeguato funzionamento di comandi, collegamenti, mezzi di trasporto, ecc. delle unità di guerriglia, che solo un'accurata organizzazione centrale e periferica, tecnicamente perfetta, può consentire. Impone inoltre la presenza di comandanti minori idonei e un affiatamento perfetto con la popolazione locale.
In città e nelle zone densamente popolate la guerriglia cambia totalmente di fisionomia: essa perde la sua caratteristica operativa per limitare la sua azione al ristretto campo dell'attentato e del sabotaggio.

## Organizzazione
Affinché la guerriglia possa raggiungere i risultati che si propone, deve essere accuratamente organizzata:

### Comando e controllo
Sebbene siano esistite organizzazioni che hanno operato senza uno Stato Maggiore o comando centrale, storicamente, le organizzazioni guerrigliere resistenziali o rivoluzionarie di maggior successo sono quelle capaci di dotarsi di una struttura militare gerarchica, con comando e controllo unificato e centralizzato. Tuttavia, ai comandanti locali delle unità guerrigliere deve essere garantita ampia autonomia decisionale. La guerriglia non può fermarsi mai: non è possibile tenere un esercito guerrigliero fermo ad aspettare, ma è necessario tenerlo costantemente in attività. Poiché gli obiettivi militari della guerriglia sono piccoli e molto numerosi, un rigido comando e controllo dell'attività bellica, tipico delle forze armate regolari, non è applicabile: è piuttosto necessario limitarsi a formulare linee d'azione generali e lasciare che siano i singoli comandanti locali a decidere come metterle in pratica, in base alle loro possibilità e disponibilità. Ciò, secondo il principio della pianificazione centralizzata e dell’esecuzione decentralizzata.
Anche se un movimento di Resistenza non è sorto per iniziative sporadiche e slegate, sia pure concorrenti allo stesso fine, e le sue basi sono state gettate in precedenza, si tratta pur sempre di un fenomeno che affonda le sue radici nel sentimento popolare, le cui manifestazioni, ora spontanee ora provocate, indubbiamente risentono delle divergenze di pensiero, di giudizi, di criteri, di tendenze che caratterizzano nei tempi moderni la vita di una nazione, specie se politicamente progredita e socialmente irrequieta. Gli sforzi iniziali perciò tendono a: eliminare incomprensioni, fondere le varie correnti, risolvere i contrasti; consolidare gli organismi sani e regolarizzarne su basi di onestà e di giustizia la solidarietà con la popolazione civile; evitare insorgenza e sviluppo di formazioni feudali o monopolistiche; passare gradualmente dal piano dell'improvvisazione a quello della organizzazione su base militare (una disciplina, una bandiera) adattando a poco a poco alla guerriglia tutti i principi che regolano la condotta delle normali operazioni di guerra (addestramento, servizi, collegamenti, norme tattiche d'impiego, ecc.), senza però creare organismi e vincoli ingombranti e per conseguenza dannosi; raggruppare le varie formazioni in dipendenza della necessità della lotta (tattica e geografia), evitando di secondare finalità politiche e organizzative che spesso vi contrastano e avvicinando il più possibile le unità guerrigliere a quelle minori dell'eventuale Esercito regolare amico, mezzo importante per potenziarne capacità ed efficienza bellica; unificare il comando non solo al centro ma anche alla periferia, con la creazione di organismi gerarchici idonei a risolvere in maniera unitaria i problemi operativi, organizzativi e logistici (unico modo per evitare fazioni e dare al movimento carattere nazionale e di legalità). Lì dove la guerriglia non è soltanto un’operazione a carattere bellico, si tende sempre ad accentrare in una sola persona la direzione politica e il comando militare; dove ciò non è possibile, sorgono allora Comitati – un esempio storico è il Comitato di Liberazione Nazionale (C.L.N.) – che si sforzano di raggiungere il necessario coordinamento.

### Reclutamento
I tipi di persone reclutate in un movimento clandestino – di guerriglia – e il modo in cui vengono reclutate dipendono in larga misura dalla fase di sviluppo del movimento. All’inizio, l'attenzione primaria è data allo sviluppo di quadri di comando attentamente scelti e ben disciplinati. In seguito, si dà maggiore enfasi allo sviluppo di un sostegno di massa. Il processo di reclutamento è pericoloso per un’organizzazione clandestina per diversi motivi: se un individuo avvicinato per essere reclutato informa la polizia, un reclutatore prezioso potrebbe essere perso; inoltre, accettare una recluta senza condurre indagini preliminari su di essa e senza metterla alla prova potrebbe portare a infiltrazioni da parte del nemico o all’inclusione nell’organizzazione di persone indesiderabili. Il reclutamento selettivo è tipicamente condotto da una piccola squadra che segue il principio di sicurezza in ogni fase del processo. Una potenziale recluta viene identificata e messa in una posizione in cui può essere avvicinata in sicurezza per unirsi all’organizzazione clandestina, quindi viene portata a impegnarsi attraverso vari atti a favore dell’organizzazione. Viene testata e addestrata e infine, se si dimostra accettabile, viene arruolata (ad esempio in una cellula). Durante eventi pubblici come riunioni, circoli di discussione, eccetera un primo agente reclutatore identifica individui che ricoprono posizioni che potrebbero essere utili all’organizzazione clandestina o che sono ideologicamente suscettibili al reclutamento. Il primo reclutatore può coinvolgere un individuo in una discussione generale per identificarne lamentele, sentimenti nei confronti del governo, eccetera. Se un individuo è considerato ideologicamente in sintonia, viene quindi presentato alla persona successiva nella catena di reclutamento. Il primo agente reclutatore non menziona mai l’organizzazione clandestina né esprime opinioni sovversive: il suo compito è solo quello di scoprire le caratteristiche di un individuo e trasmettere le informazioni. In questo modo, i primi agenti reclutatori nascondono i loro legami sovversivi e sfuggono al pericolo di essere denunciati da potenziali reclute i cui atteggiamenti potrebbero aver giudicato male. Il secondo membro della squadra di reclutamento chiede alla potenziale recluta di unirsi a lui a un evento sociale informale o a un gruppo di discussione in cui vengono discussi eventi attuali e questioni politiche. Nella discussione, gli atteggiamenti dell'individuo possono essere ulteriormente valutati e allo stesso tempo il suo background può essere verificato. In Malesia, in alcuni sindacati guidati dai comunisti, venivano tenute lezioni ai membri del partito diverse volte alla settimana: agenti reclutatori tra il pubblico osservavano le reazioni dei lavoratori, quelli che sembravano interessati e ricettivi e che possedevano capacità di leadership venivano identificati come potenziali reclute. Gli argomenti discussi erano solitamente questioni sociali generali piuttosto che materiale ideologico. Gruppi di facciata venivano usati in modo simile per valutare gli atteggiamenti e le inclinazioni delle potenziali reclute. All’individuo non viene chiesto a bruciapelo di unirsi all’organizzazione clandestina, ma lo si porta gradualmente verso l’impegno a favore di essa attraverso una serie di piccole decisioni. Gli si chiede se è libero di distribuire volantini, raccogliere fondi o portare messaggi. La decisione finale di unirsi all’organizzazione diventa in realtà un’estensione di decisioni minori che la precedono. Un tipo di approccio particolarmente pressante, prevede di chiedere alla potenziale recluta di acquistare cibo o altri materiali da un negozio locale; in seguito, un terzo membro della squadra di reclutamento gli dice che stava acquistando rifornimenti per l’organizzazione, e l’avverte che se la polizia lo avesse scoperto sarebbe stata arrestata. Quindi, alla potenziale recluta viene semplicemente chiesto se desidera rimanere nel villaggio come esattore di tasse a favore dell’organizzazione o andarsene per unirsi a un’unità di guerriglia sulle montagne. Di fronte a questa scelta e alle minacce implicite di violenza da parte dell’organizzazione o di arresto da parte della polizia, la potenziale recluta sceglierà l’alternativa meno indesiderabile. In un altro approccio simile, a una persona può essere chiesto di donare fondi al movimento: se sembra riluttante, il terzo membro della squadra di reclutamento potrebbe suggerirgli che se raccoglie denaro da altri, non deve donare lui stesso al movimento; l’individuo potrebbe tentare di raccogliere un po’ di denaro, e una volta che si è impegnato fino a questo punto, anche se raccoglie solo una cifra simbolica, può essere indotto a svolgere altri incarichi. In seguito, la lealtà dell'individuo verso l’organizzazione clandestina viene messa alla prova valutando la sua volontà di svolgere qualche compito illegale minore. Potrebbe essergli chiesto di consegnare un messaggio "importante" in un luogo particolare: il messaggio potrebbe essere un foglio di carta bianco con un sigillo nascosto; l’individuo viene quindi valutato in base a quanto bene ha svolto l’incarico e se ha esaminato o no il contenuto; anche se denuncia l'incidente alla polizia, nulla viene perso. Il desiderio di unirsi all’organizzazione clandestina è importante, ma a volte il desiderio diminuisce: la maggior parte, se non tutti, i movimenti clandestini fanno perciò prestare giuramento di fedeltà ai nuovi membri, per fargli capire la serietà del loro lavoro e la necessità della segretezza. Nella maggior parte dei movimenti di Resistenza europei, la violazione del giuramento era punibile con la morte. Durante la Seconda Guerra Mondiale, il giuramento dei partigiani sovietici recitava:
Mi impegno senza riserve a eseguire gli ordini dei miei comandanti e superiori e a osservare la più rigorosa disciplina militare. Giuro di compiere una vendetta terribile, spietata e implacabile sul nemico per l'incendio delle nostre città e dei nostri villaggi, per l'assassinio dei nostri figli e per le torture e le atrocità commesse contro il nostro popolo. Sangue per sangue! Morte per morte!
Giuro di aiutare l'Armata Rossa con tutti i mezzi possibili per annientare i cani hitleriani, senza riguardo per me stesso e per la mia vita.
Giuro che morirò in una spaventosa battaglia piuttosto che consegnare me stesso, la mia famiglia e l'intero popolo russo agli ingannatori fascisti.
Se per paura, debolezza o depravazione personale non dovessi rispettare questo giuramento e dovessi tradire gli interessi del mio popolo, possa io morire di morte disonorevole per mano dei miei stessi compagni.»
(John A. Armstrong, Soviet Partisans in World War II)
Nei Viet Cong, la cerimonia di ammissione era semplice ma molto seria: una bandiera Viet Cong e un'immagine di Ho Chi Minh venivano utilizzate per trasmettere autorità; alla cerimonia del giuramento le uniche persone presenti erano il candidato stesso, il segretario, e due compagni che sponsorizzavano il nuovo membro. Nel Partito Comunista Malese, dopo che le reclute erano state esaminate in indagini di sicurezza, dovevano essere raccomandate dai membri con cui avevano avuto contatti; tali membri erano spesso ritenuti personalmente responsabili se la recluta si dimostrava inaffidabile. Durante la verifica dei precedenti, il curriculum personale della recluta veniva esaminato a fondo. Finché non veniva dichiarata affidabile, la recluta veniva messa in un’unità di prova – ad esempio una cellula di prova. Durante la prova, le venivano fatte svolgere varie attività clandestine per determinare quale eseguiva meglio. Durante questo apprendistato le venivano assegnati vari compiti ed era costretta a mettere in pratica varie precauzioni di sicurezza; in questo modo veniva addestrata a diventare un individuo ben disciplinato e molto attento alla sicurezza, su cui si può contare per lavorare in modo indipendente e per mostrare iniziativa in futuri incarichi nella sua cellula permanente. Quest’ultimo passaggio nel processo di reclutamento – l’assegnazione a una cellula permanente o a un altro tipo di unità dell’organizzazione clandestina – veniva raggiunto solo dopo che la recluta era stata accuratamente testata, osservata, addestrata e valutata. Dopo che i quadri di comando dell’organizzazione clandestina erano stati stabiliti, si cercava una base di sostegno tra vasti segmenti della popolazione: a tale scopo venivano usati metodi di reclutamento di massa, che differivano da quelli del reclutamento selettivo. Cellule istituite nelle città e in tutta la campagna formavano il nucleo per l’azione ideata per ottenere simpatia e, infine, il sostegno popolare. Molto spesso tale sostegno veniva raccolto dietro una specifica lamentela e solo in seguito incanalato in un’insurrezione attiva. Molti modi venivano utilizzati per infiltrarsi nelle organizzazioni di massa e per ottenere posizioni di comando. Un metodo di reclutamento di massa prevedeva di suscitare nella popolazione sentimenti di indebitamento sociale a favore dell’organizzazione clandestina. A tale scopo, i membri dell’organizzazione erano istruiti a trovare e aiutare famiglie in difficoltà – diseredati, disoccupati, malati, eccetera: ciò consentiva loro di entrare nella famiglia o nel quartiere e ottenere l'attenzione e la lealtà di un gran numero di persone. Veniva quindi esercitata pressione affinché le persone ripagassero il loro debito aiutando il movimento e alla fine unendosi a esso. Una parola favorevole da parte di una madre, di un padre, di un parente o di un amico intimo poteva essere un persuasore più potente di qualsiasi messaggio di propaganda impersonale. Nelle aree rurali e nei piccoli villaggi, dove gli stretti contatti personali tra gli abitanti del villaggio rendevano difficile organizzare cellule segrete, veniva utilizzata una variante di tale metodo: un’unità guerrigliera marciava in un villaggio, per poi aiutare i contadini in qualsiasi tipo di lavoro manuale (aiutare nei campi contribuendo ad aumentare la produzione, riparare oggetti domestici, aiutare a costruire recinti, eccetera), sperando in questo modo di sviluppare con essi uno stretto contatto. Un secondo metodo di reclutamento di massa prevedeva di servirsi di suggestione, persuasione ed emulazione per reclutare i giovani: gli adolescenti sono altamente suggestionabili e fortemente influenzati dai loro coetanei; si separavano quindi i giovani dagli anziani, in modo che le teste più fredde non prevalessero contro l’entusiasmo giovanile. Secondo un documento di reclutamento dei Viet Cong, il primo passo era organizzare grandi raduni di giovani per una celebrazione, un raduno politico o un evento culturale, separandoli dagli anziani del villaggio. Durante il raduno, i reclutatori facevano discorsi accesi per denunciare il governo. Reclute precedenti venivano piazzate tra il pubblico per applaudire i discorsi e per offrirsi volontarie per seguire i Viet Cong alle loro basi di montagna. I giovani, emotivamente eccitati dai discorsi e vedendo i loro coetanei adolescenti "offrirsi volontari", si offrivano volontari anche loro per andare. Un terzo metodo di reclutamento di massa prevedeva di sfruttare le azioni controinsurrezionali per alienare la popolazione locale dal nemico – per esempio da un regime o governo che si tenta di rovesciare. A volte, l'attività insurrezionale poteva essere progettata anche per provocare pesanti rappresaglie, la maggior parte delle quali ricadevano sulle teste di civili innocenti. I guerriglieri potevano quindi denunciare quanto ingiustamente e duramente il loro governo trattasse i suoi leali cittadini: le reclute venivano ottenute dai membri vendicativi o disillusi della popolazione. Altri metodi di reclutamento di massa includevano diversi tipi di appelli utilizzati per attirare le persone nel movimento, eccetera.

### Entità numerica delle unità guerrigliere
La consistenza numerica delle unità guerrigliere dipende dall’ambiente specifico in cui esse devono operare.
Tipicamente, le unità che operano in ambienti come campagna, montagna, bosco, giungla, eccetera hanno dimensioni maggiori di quelle che operano in ambiente urbano, e vengono organizzate imitando la struttura delle unità militari regolari – squadre, plotoni, compagnie, battaglioni, reggimenti, brigate, eccetera. Ad esempio, nell’aprile 1945 le Brigate Garibaldi, all’apice del loro sviluppo, comprendevano circa 51.000 partigiani inquadrati in 23 "divisioni" – all’atto pratico 23 unità equiparabili a reggimenti, ognuna delle quali inquadrava, mediamente, 2.217 partigiani.
Nelle città, essendo luoghi tipicamente molto più presidiati e sorvegliati dal nemico, le unita guerrigliere assumono la forma di cellule, che si coordinano in una rete definibile come “movimento di resistenza civile” o organizzazione “sotterranea” (in inglese underground). Un esempio storico sono i Gruppi di Azione Patriottica (GAP) e le Squadre di Azione Patriottica (SAP): le cellule GAP inquadravano da 2 a 5 uomini e compivano operazioni di sabotaggio, uccisione di soldati ufficiali e gerarchi tedeschi e fascisti, e assalto alle carceri per la liberazione di prigionieri. Generalmente, le cellule sono formate da 3-10 persone e si coordinano in una rete che ha al centro una cellula comando primaria; per ragioni di sicurezza, i singoli membri di una cellula conoscono solo il loro capocellula, inoltre i capicellula conoscono solo i membri delle cellule che dirigono personalmente e gli altri capicellula, ma non i membri delle loro cellule.
Le cellule possono essere organizzate su base geografica o su base funzionale all’interno di gruppi sociali come sindacati, categorie professionali, organizzazioni femminili, eccetera. Spesso entrambi i tipi di cellule esistono simultaneamente. La rete di cellule può essere altamente centralizzata, con ordini che fluiscono da una cellula comando verso tutte le altre cellule: questo tende ad aumentare l’efficienza delle operazioni. Viceversa, la rete di cellule può essere molto decentralizzata, con unità in varie parti del Paese che operano autonomamente: questo riduce la vulnerabilità all’infiltrazione nemica. Solitamene la struttura delle cellule riflette un compromesso tra necessità di efficienza organizzativa e necessità di sicurezza; la struttura interna di una cellula può variare anche in base alla fase di sviluppo del movimento e in base al compito primario che essa deve svolgere. Le cellule che compongono l’organizzazione “sotterranea” o underground possono perciò essere di vario tipo, ad esempio: operative, d'intelligence o ausiliarie; le cellule possono anche essere organizzate tra loro in parallelo oppure in serie.

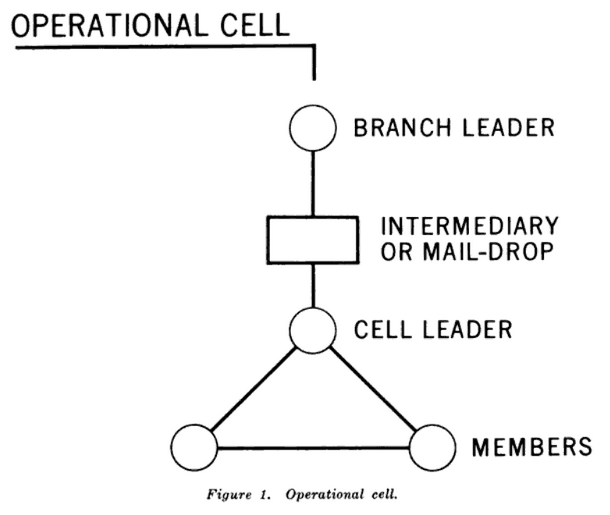
Cellula operativa.

La cellula operativa è solitamente composta da un capocellula e da pochi membri della cellula che operano direttamente come un’unità; essi raccolgono fondi, distribuiscono propaganda, e compiono tutte le necessarie funzioni politiche e militari dell'underground. Il capocellula guida e supervisiona i membri della sua cellula seguendo gli ordini che provengono dalle ramificazioni superiori dell'underground; egli si mantiene in contatto con il capo del ramo immediatamente superiore dell'underground attraverso un intermediario o attraverso il sistema della “buca della posta” (in inglese mail-drop): una persona lascia un messaggio in un luogo prestabilito in modo che una seconda persona possa ritirarlo successivamente: stabilendo una “buca della posta” due persone che devono comunicare non sono quindi obbligate né a conoscersi né a incontrarsi fisicamente.

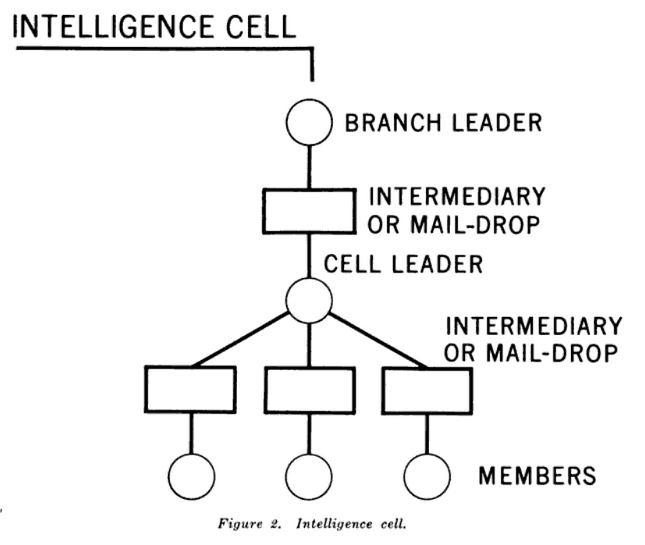
Cellula dintelligence.

La cellula d'intelligence è speciale per il fatto che il capocellula molto raramente entra in contatto diretto con i membri della cellula, e per il fatto che i membri molto raramente entrano in contatto tra loro; la struttura è tale per cui un membro che si è infiltrato in un’agenzia governativa nemica, per esempio, può contattare il capocellula solo attraverso corrieri intermediari o “buche della posta”; anche il capocellula si mantiene in contatto con il capo del ramo immediatamente superiore dell'underground attraverso corrieri o “buche della posta”; caratteristiche di questo tipo di cellula sono l’alto grado di compartimentazione e l’uso della comunicazione indiretta; come suggerisce il nome, il compito primario delle cellule d'intelligence è lo spionaggio.

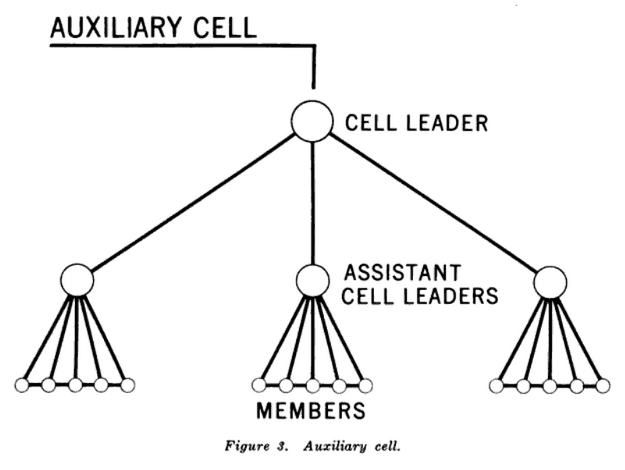
Cellula ausiliaria.

La cellula ausiliaria si trova comunemente nei gruppi di facciata o nelle organizzazioni di simpatizzanti; essa contiene un capocellula dell'underground, capicellula assistenti, e membri; i membri sono generalmente molto coinvolti nel sostenere l'underground, ma sono considerati ancora inaffidabili o non testati per il lavoro di routine nell'underground; il capocellula e i suoi assistenti identificano e valutano le potenziali reclute da avviare alle cellule operative o alle cellule d'intelligence; le cellule ausiliarie differiscono strutturalmente dalle cellule operative per il fatto di avere dimensioni maggiori, un livello di supervisione intermedio e un grado di compartimentazione ridotto o inesistente; tali cellule sono usate principalmente per gestire grandi afflussi di nuovi membri durante un periodo di espansione dell'underground.

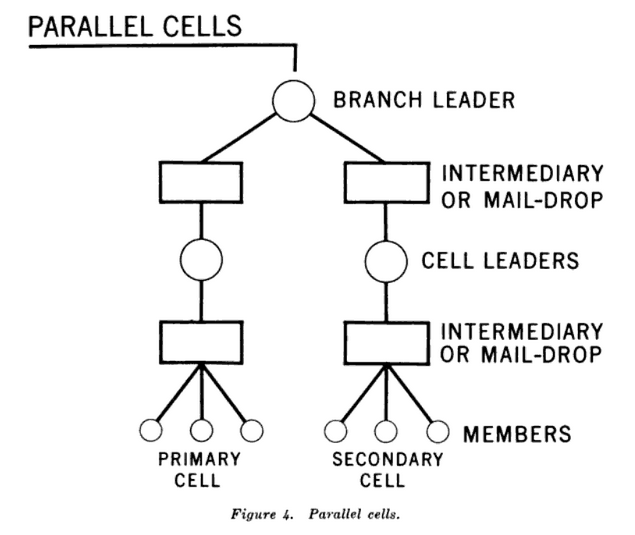
Cellule parallele.

Le cellule parallele sono spesso allestite per supportare una cellula primaria; questo è fatto per vari motivi: innanzitutto occorre molto tempo per ricostituire le cellule e se deve essere mantenuto un flusso costante di informazioni l'underground deve poter disporre di una cellula di riserva nel caso in cui la cellula primaria venga compromessa, in secondo luogo, nella raccolta di notizie d'intelligence cellule duplicate poste in parallelo sono necessarie per verificare la veridicità delle informazioni e l’affidabilità delle fonti.

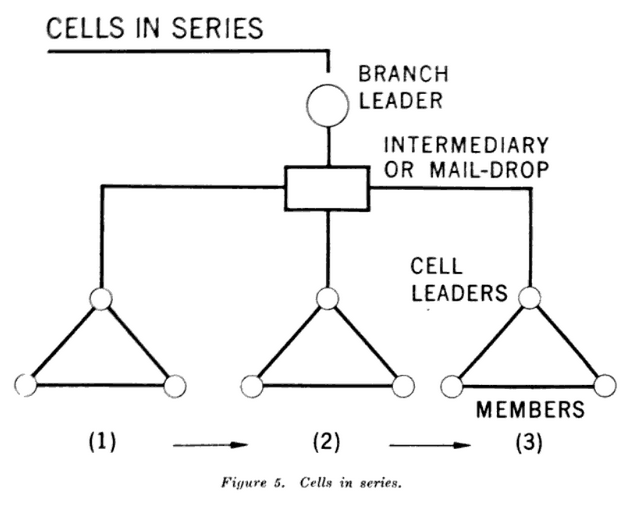
Cellule in serie.

Per portare avanti funzioni complesse come la produzione di armi ed equipaggiamenti, le operazioni di evasione e fuga di personale amico, la creazione e la distribuzione di propaganda, è necessaria una divisione del lavoro. A tale scopo le cellule in serie sono utili. Ad esempio, l'underground può allestire officine/laboratori segreti per la produzione di armi leggere: i materiali vengono acquistati da varie fonti commerciali legali, vengono poi portati in vari laboratori clandestini (oppure in laboratori legali che collaborano con l'underground) ognuno dei quali fabbrica diversi componenti delle armi, infine i componenti vengono portati in un altro laboratorio per l’assemblaggio finale. L’intera operazione è organizzata in modo molto compartimentalizzato, con diverse fasi intermedie – in serie – affidate a varie cellule anch’esse molto compartimentalizzate. Solo il leader dell'underground, che tiene registri dei materiali, dei depositi e del trasporto dei vari componenti (nascosti, ad esempio, nei registri di una normale compagnia commerciale), è a conoscenza dell’intera linea di assemblaggio. Ogni laboratorio ha una rete di vedette. Una procedura simile è usata per le operazioni di evasione e fuga: la rete di fuga – detta anche “ferrovia sotterranea” – è organizzata come un’operazione a catena nella quale il capo di un rifugio (“casa sicura” o in tal caso “stazione”) conosce solo l’anello immediatamente successivo della catena e nulla più (ovvero il prossimo rifugio al quale indirizzare il personale amico in fuga). La rete di evasione e fuga non è nota a nessuno nella sua interezza. Analogamente per quanto riguarda la produzione e la distribuzione di propaganda, come ad esempio un giornale clandestino: una cellula composta da reporter/giornalisti raccoglie notizie e informazioni, che poi invia a una seconda cellula composta da editori che scrivono gli articoli; una terza cellula è incaricata di raccogliere i materiali necessari (carta, inchiostro, stampanti e fotocopiatrici, eccetera); una quarta cellula è incaricata della gestione amministrativa di libri, archivi giornalistici, fondi; una quinta è incaricata della stampa; molte altre cellule hanno infine l’incarico di distribuire il giornale finito.
Spesso le cellule possono venire espanse o aggregate per un breve periodo, unendo le forze e operando come una sola unità allo scopo di svolgere compiti e missioni speciali per i quali la sola forza di una o due cellule operative non sarebbe sufficiente, come ad esempio una grande azione di sabotaggio; al termine di tali missioni speciali le cellule vengono disaggregate per proteggere la sicurezza di chi le compone; per lo stesso motivo, in certi casi, le singole cellule che hanno partecipato a una grande missione speciale vengono sciolte, e il personale che le compone reinquadrato altrove.

### Campi base, case sicure e “santuari”
La natura della guerriglia non prevede la difesa a oltranza di posizioni fisse. Tuttavia, le forze guerrigliere necessitano per lo svolgimento delle loro operazioni di alcuni punti d’appoggio segreti, presso i quali potersi rifugiare per riposare, mangiare, curare i feriti, mantenere le armi, immagazzinare e/o fabbricare materiali utili, pianificare nuove operazioni, eccetera. Tali punti d’appoggio sono definibili, a seconda delle loro caratteristiche e del contesto specifico, come campi base, case sicure o “santuari”. I campi base sono solitamente aree che forniscono logistica, assistenza medica immediata e un'area di sosta da cui organizzare imboscate, attacchi, incursioni (raid) e attività di propaganda. Le case sicure sono l’equivalente urbano. I campi base si trovano solitamente su terreni difficili con vie di accesso limitate e spesso fungono anche da punti logistici avanzati per un'area più ampia. Di conseguenza, sono progettati per un duro combattimento convenzionale e contengono armi che necessitano di serventi (come mitragliatrici pesanti, mortai, eccetera), fortificazioni campali, ostacoli e posti di blocco. Le case sicure non sono altrettanto robuste e dipendono dal supporto o dalla tolleranza dei vicini per sopravvivere. Il campo base o la casa sicura sono solitamente il cuore della resistenza guerrigliera locale e la loro distruzione spesso si traduce in una notevole riduzione dell’attività di guerriglia fino a quando non viene istituito un campo base alternativo. Un campo base esterno all’area urbana spesso supporta diverse case sicure.
Una forza di guerriglia necessita di un'area sicura – detta “santuario” – in cui potersi ritirare, soprattutto se il suo campo base viene sopraffatto dal nemico. Lì, la forza può curare i suoi feriti, riposare, addestrarsi, riorganizzarsi, reclutare, pianificare e ricostruire. Le aree “santuario” sono sicure per via del terreno (montagne, giungla), della posizione geografica (oltre i confini internazionali) o della presenza di una popolazione solidale (Sadr City, le aree tribali pashtun in Pakistan, eccetera). Strutture logistiche, assistenza medica, veterinaria, aree di addestramento e alloggi a lungo termine fanno spesso parte di un'area “santuario”. La presenza di civili amici aggiunge protezione dagli attacchi aerei e d’artiglieria. Un’area “santuario” può contenere una struttura giudiziaria, un centro di detenzione e altri elementi di un governo parallelo. Per il leader tattico, un campo base può essere un “santuario”, ma il più ampio movimento guerrigliero ha bisogno del proprio “santuario”. I colloqui di pace esplorativi possono designare un’area geografica specifica per i negoziati, rendendola un’area “santuario” temporanea. Per i guerriglieri ricevere supporto esterno non è essenziale per la loro resilienza, ma un “santuario” permesso/tollerato in un paese vicino è per essi una cosa molto desiderabile.

### Comunicazioni e servizio informazioni
Un’organizzazione guerrigliera necessita di una rete di comunicazione, comando, controllo e informazione (C3I) sviluppata, adattabile e flessibile; con la dispersione e il maggior numero di unità aumenta progressivamente la necessità di comunicazioni fra di esse e con i loro comandi, in più aumenta anche la difficoltà delle comunicazioni stesse, che in genere non possono contare su una rete efficiente e sicura.
In ogni caso, i guerriglieri tentano di raccogliere il maggior numero possibile di informazioni sul teatro operativo e sul nemico (spionaggio o intelligence), e di impedire che il nemico raccolga informazioni su di loro (sicurezza, controspionaggio o counterintelligence). Le informazioni raccolte con attività di intelligence – per uso proprio o da comunicare a eventuali forze regolari alleate – riguardano solitamente la geografia dell’ambiente operativo (clima, terreno, precipitazioni, venti, rilievi, utilizzo del suolo, coste, geologia, foreste e altra vegetazione, corsi d’acqua, mezzi di sussistenza, eccetera), la popolazione locale (composizione etnica, standard di vita, salute, religione, cultura, usi e costumi, partiti politici e fazioni, gruppi dissidenti resistenziali o guerriglieri già presenti, eccetera), il nemico (struttura politica, struttura e capacità delle sue forze militari convenzionali, struttura e capacità delle sue forze di sicurezza interne, caratteristiche delle unità militari specifiche per quanto riguarda dislocazione, composizione, forza, armamento, addestramento, morale, eccetera), e gli obiettivi (ferrovie, telecomunicazioni, rifornimenti e magazzini militari, quartier generali, caserme e installazioni militari, radar, autostrade, fabbriche militari, eccetera).
Le attività di sicurezza e counterintelligence comprendono solitamente un sistema di allerta per la sicurezza fisica (pattuglie, guardie, avamposti, sentinelle, dispositivi di allarme, ecc. attorno ai campi base e nelle città, capaci di rilevare i movimenti nemici e di impedire così che le unità guerrigliere vengano colte di sorpresa e prese in accerchiamenti); mimetismo, copertura, dispersione e mobilità di unità e installazioni dei guerriglieri (per evitare che siano facilmente rilevabili e distruggibili); sicurezza delle marce; sicurezza di comunicazioni e documenti (uso di messaggeri, sistemi crittografici e di autenticazione); inganno militare (disseminamento di false informazioni circa entità, capacità e intenzioni delle unità guerrigliere); lotta contro informatori e collaborazionisti nemici; eccetera.

### Finanziamento
Un’organizzazione clandestina necessita di fondi per svolgere le sue attività. Ad esempio, gli agenti a tempo pieno devono essere sovvenzionati e le unità militari armate; le reti di evasione e fuga devono disporre di denaro per il cibo extra, per le case sicure e da dare ai fuggitivi; le operazioni psicologiche necessitano di fondi per pubblicazioni, supporti visivi e radio portatili; il Quartier Generale e le sezioni amministrative necessitano di materiale da cancelleria, radio e così via. L’organizzazione si impegna quindi a raccogliere fondi con vari metodi. Quando un governo in esilio è associato al movimento clandestino, può fungere da simbolo di legalità; può negoziare prestiti ingenti da altri governi, emettere obbligazioni, creare moneta e svolgere attività simili di raccolta fondi. I metodi di raccolta nei movimenti clandestini variano a seconda della fonte a cui attingono. I fondi provenienti da fonti esterne al Paese – governi stranieri, espatriati, simpatizzanti stranieri, speculatori aziendali – vengono solitamente sollecitati da piccole squadre di raccoglitori. I fondi raccolti vengono trasferiti nel Paese tramite corrieri, banche internazionali o società fittizie create dal movimento clandestino. Spesso il movimento clandestino istituisce un'agenzia centrale di raccolta finanziaria per acquisire fondi da fonti interne al Paese. I governi stranieri spesso forniscono assistenza se un movimento clandestino si oppone a un nemico comune. Le persone influenzate dal movimento possono manifestare il loro sostegno ad esso attraverso donazioni regolari e volontarie. Possono contribuire volontariamente al movimento anche individui facoltosi o imprese commerciali: alcuni imprenditori possono contribuire al movimento come investimento o come copertura contro l'esito della rivoluzione, in modo che se il movimento è vittorioso possano essere identificati e trattati come sostenitori. L'underground può sollecitare prestiti tra la popolazione e il mondo imprenditoriale, ma deve affrontare il problema di stabilire l'autenticità dell'agente di riscossione e l'affidabilità dell'organizzazione stessa; nella maggior parte dei casi, viene offerta una qualche forma di cambiale o “pagherò”. Associazioni private o gruppi di aiuto semi-ufficiali spesso assistono un gruppo clandestino quando sono coinvolti i loro interessi particolari. L'underground può raccogliere denaro vendendo vari articoli, tra cui narcotici e biglietti della lotteria falsi; può anche raccogliere denaro organizzando eventi di vario tipo (balli, ecc.) e facendo pagare l'ingresso. I Min Yuen (la branca civile dell'Esercito di Liberazione Nazionale Malese) vendevano gomma e stagno rubati al mercato nero e si dice che abbiano incassato un milione e mezzo di sterline per i loro sforzi. L'underground può effettuare vendite porta a porta o tramite negozi "di facciata": il Partito Comunista Malese gestiva una libreria, caffetterie e negozi di vario tipo. L'underground a volte ricorre a misure come rapine ai danni di banche, treni, eccetera. Se i guerriglieri, in una fase avanzata dei combattimenti, riescono a prendere il controllo su una parte di territorio, vi possono allestire un sistema di tassazione, che può fornire fondi consistenti per un'insurrezione: il sistema di tassazione Viet Cong prevedeva l'istituzione di un comitato economico-finanziario in ogni capoluogo di provincia e di un comitato di riscossione appositamente selezionato in ogni città, villaggio e frazione. In alcuni casi, un movimento sovversivo può controllare le vie di trasporto e riscuotere pedaggi: i Viet Cong gestivano i caselli sulla Route 1, una strada principale 80 chilometri a est di Saigon (città di Ho Chi Minh).

### Equipaggiamento
I guerriglieri si servono tipicamente di un armamento leggero e facilmente trasportabile. Sono tipicamente escluse dalla guerra di guerriglia le artiglierie pesanti, i mezzi corazzati e l'aviazione: la guerriglia è un'attività essenzialmente di fanteria, supportata al massimo da mortai e artiglieria leggera. Per quanto riguarda l’equipaggiamento dei guerriglieri, Bert “Yank” Levy, nel suo manuale del 1941, scrisse:
Fish-line, 25 to 30 yards long.
Small Black Torch with Blue Lens (blue blends with the night, while still bright enough for signals).
Revolver.
Binocurars, if possible adaptable to night-watching.
Rifle, with Bayonet.
Compass.
Water Bottle.
Good Nine-inch Knife.
Burnt Cork, for camouflaging face and hands.
Phosphorus Matches, can be used as ordinary matches and also, if wetted and rubbed on rear end of the foresight of a rifle, will help you to aim more accurately in the dark.
One Ground Sheet, can also be used for camouflage.
One Blanket, dark in colour—or it soon will be!
One (At Least) 36 Hand Grenade or Mills Bomb.
Spare Pair of Dark Woollen Socks, and heavy extra-large pair to pull over shoes.
Piece or Soap, to keep feet in good condition if for no other purpose.
Lenza da pesca, lunga da 25 a 30 yarde [da circa 22 a 27 metri N.d.R.].
Piccola torcia nera con lente blu (il blu si confonde con la notte, pur essendo abbastanza luminoso per i segnali).
Revolver.
Binocolo, se possibile adattabile alla osservazione notturna.
Fucile, con baionetta.
Bussola.
Borraccia.
Un buon coltello da nove pollici [circa 22 centimetri N.d.R.].
Tappo di sughero bruciato, per mimetizzare viso e mani.
Fiammiferi al fosforo, possono essere usati come fiammiferi normali e anche, se bagnati e strofinati sulla parte posteriore del mirino di un fucile, ti aiuteranno a mirare con maggiore precisione al buio.
Un telo da terra, può essere usato anche per mimetizzarsi.
Una coperta, di colore scuro – o presto lo sarà!
(Almeno) una granata a mano [modello N.d.R.] 36 o bomba Mills.
Un paio di calzini di lana scuri di ricambio, e un paio pesante extra-large da infilare sopra le scarpe.
Pezzo di sapone, per mantenere i piedi in buone condizioni, se non per altro.
Indossa abiti di lana; sono più adatti se sei esposto a umidità e freddo, e inoltre non producono fruscii quando ti muovi nel sottobosco. Non portare con te lettere personali. Il tuo lasciapassare o i tuoi documenti d'identità non devono rivelarti come guerrigliero. [...] Se vuoi nascondere il tuo equipaggiamento, legalo alla lenza e calalo in un albero cavo, o in un fiume o in un ruscello, lasciando sporgere l'estremità della lenza in modo da poterla recuperare. A volte è bene aggiungere un'ascia al tuo equipaggiamento e, per alcuni scopi, sono necessari strumenti da scavo o da trinceramento. Anche alcuni semplici articoli di primo soccorso – bende, tintura di iodio e così via – saranno utili. Poi c'è la questione del cibo. Un quarto di libbra [circa 113 grammi N.d.R.] di uvetta e un quarto di libbra di cioccolato costituiscono una splendida razione di ferro, che vi basterà per una settimana se ne fate un uso parsimonioso e non riuscite a trovare altro. Se possibile, scegliete cioccolato non dolcificato, che non vi farà venire troppa sete. Tuttavia, lo so, uvetta e cioccolato non sono facili da trovare. Quindi potreste dover usare quella vostra onnipresente lenza per catturare uccelli o conigli, o per pescare. La vostra torcia è ancora meglio per pescare, se vi immergete in un ruscello poco profondo e la tenete appena sotto la superficie. I pesci sono attratti dalla luce e quando si avvicinano potete afferrarli o trafiggerli con il vostro coltello. Anche gli uccelli possono essere abbagliati di notte dalla luce della torcia, così potete farli cadere dai loro trespoli con un bastone. Per le verdure, avete a disposizione i campi dei contadini, se hanno lasciato qualcosa. A volte potete mandare degli uomini in città a comprare del cibo. E poi ci sono le persone di campagna e di città che sai essere degne di fiducia e che non rifiuteranno il cibo a un guerrigliero, anche se, per il loro bene, a volte è meglio prenderlo apparentemente con la forza o con il furto.»
(“Yank” Bert Levy, Guerrilla Warfare)
Il maggiore statunitense George Westmoreland, in un suo breve manualetto dal 1994, prescrisse un equipaggiamento più articolato ma parimenti leggero.
I guerriglieri, in uno stadio avanzato delle ostilità, possono comunque cercare di acquisire armi pesanti – rubandole al nemico o ricevendole da Paesi alleati – per compiere operazioni particolari e per evolversi progressivamente in un esercito convenzionale: furono questi i casi, ad esempio, dei guerriglieri guidati da Tito che divennero l’Armata Popolare Jugoslava, e dei guerriglieri guidati da Mao che divennero l’Esercito Popolare di Liberazione cinese. Formazioni guerrigliere che utilizzano anche armi pesanti sono tuttora in attività: un esempio è costituito dalle Forze Armate Rivoluzionarie della Colombia (FARC).

### Carattere e comportamento dei guerriglieri
La guerriglia necessita di truppe fortemente motivate e con morale alto; la scarsa coesione delle forze guerrigliere, disperse e nascoste, le rende vulnerabili alle diserzioni o a degenerare in bande armate, con fenomeni di brigantaggio, contrabbando, mercenarismo; per evitare queste derive è necessario che gli uomini siano intimamente convinti che i loro sforzi e le privazioni che affrontano sono utili e necessari: questo implica una propaganda costante e dei periodi di inattività il più possibile brevi fra un'azione militare e l'altra.
Secondo un documento diffuso dal Corpo Volontari della Libertà (C.V.L.) e dal Comando generale delle Brigate Garibaldi ai Comandi delle unità periferiche nel marzo 1944:
(La guerriglia in Italia)
Secondo un altro documento intitolato La Guerra Partigiana, a cura del Comando Generale del C.V.L., dell’agosto 1944:
— comandanti che posseggano alto sentimento del dovere, spirito di sacrificio, senso di iniziativa spiccatissimo; astuzia e prudenza al massimo grado;
— gregari volontari, giovani, audaci, spregiudicati, idonei ai particolari impieghi (contadini, carpentieri, fabbri, meccanici, muratori ecc.).
Tutti devono possedere notevole robustezza fisica, per ben sopportare gli infiniti disagi cui questo particolare genere di lotta sottopone.»
(La guerriglia in Italia)
Le forze guerrigliere possono adottare un loro codice di condotta, per mantenere la disciplina fra i loro ranghi e per meglio relazionarsi con la popolazione civile; un esempio storico è costituito dalle tre regole e otto raccomandazioni dell’Esercito Popolare di Liberazione cinese guidato da Mao:
1. Tutte le azioni sono soggette al comando [militare N.d.R.].
2. Non rubare al popolo.
3. Non essere né egoista né ingiusto.
Raccomandazioni:
1. Rimetti a posto la porta quando esci di casa.*
2. Arrotola le coperte su cui hai dormito.
3. Sii cortese.
4. Sii onesto nelle tue transazioni.
5. Restituisci ciò che prendi in prestito.
6. Rimpiazza ciò che rompi.
7. Non fare il bagno in presenza di donne.
8. Non frugare senza autorizzazione nei portafogli di coloro che arresti.
- In estate, le porte venivano spesso sollevate e usate come letti. –S.B.G.»

(Mao Tse-tung, FMFRP 12-18 Mao Tse-tung on Guerrilla Warfare)

### Ala politica e ala militare
La guerriglia, soprattutto nella sua accezione rivoluzionaria, è una modalità di guerra altamente politicizzata; le organizzazioni o movimenti che ne fanno uso tendono pertanto a strutturarsi in un’ala politica e in un’ala militare: tipicamente un partito politico atto a legittimare e rafforzare il movimento raccogliendo il favore della popolazione, e una forza armata atta a condurre le operazioni di guerriglia vere a proprie. A questo proposito, esistono vari esempi storici e d’attualità: Partito Comunista Cinese ed Esercito Popolare di Liberazione, Sinn Féin e IRA, African National Congress e Umkhonto we Sizwe, Hamas e Brigate Ezzedin al-Qassam, eccetera. Se la situazione specifica lo consente, il partito (ala politica) partecipa alle elezioni statali; se è dichiarato illegale resta in clandestinità, pur continuando il suo lavoro politico fra la popolazione. In ogni caso, è sempre l’ala politica a dirigere l’ala militare; a questo proposito Mao scrisse: «ogni comunista deve comprendere la verità: “Il potere politico nasce dalla canna di un fucile”. Il nostro principio è che il Partito comanda il fucile, e che non si deve mai permettere al fucile di comandare il Partito.»

## Strategie

### Preservazione delle forze
Il principio fondamentale della guerra – applicato anche alle guerre di guerriglia – è il principio della preservazione delle forze; esso prevede di conservare il più possibile le proprie forze armate e di distruggere le forze armate nemiche. A proposito Mao scrisse:
(Mao Tse-tung, Selected military writings of Mao Tse-tung)

### Supporto popolare
Per il successo delle operazioni di guerriglia è di vitale importanza l’appoggio della popolazione locale: secondo una nota massima di Mao, il guerrigliero è come un pesce che nuota nell’acqua del popolo.
Infatti, gli abitanti di una regione si accorgono immediatamente della presenza di forze armate estranee, perciò è impossibile nascondersi senza la loro diretta acquiescenza. Notare che è necessario che la popolazione locale sia attivamente a favore della forza guerrigliera: la semplice neutralità o non belligeranza non impedirebbe ai delatori, sempre presenti, di informare il nemico. Inoltre avere delle forze armate tanto disperse rende a dir poco problematico il rifornire le truppe, che quindi devono necessariamente dipendere in parte da rifornimenti locali, che, di nuovo, è impossibile ottenere senza l'appoggio popolare. È altresì necessario far coincidere con la lotta armata dei guerriglieri l'opera attiva e passiva, non meno sabotatrice, della popolazione nelle città e nelle campagne. La guerriglia ha scarse probabilità di successo se perde il consenso delle popolazioni in mezzo alle quali deve operare. Particolare cura è posta da parte di tutti i guerriglieri – capi e gregari – specie quando sono costretti ad agire in zone diverse dalle loro basi, a non alienarsi la simpatia e l'appoggio delle popolazioni locali, con manifestazioni di intolleranza, prepotenza e disonestà. Più che dalle armi del nemico la guerriglia potrebbe essere stroncata dalla diffidenza e dalla ostilità delle popolazioni, le quali, dopotutto, sono proprio quelle che sopportano di questo genere di guerra i danni maggiori. Su di esse il nemico, costretto a sospettare di tutti, reagisce quasi sempre indiscriminatamente. Allorché la guerriglia crede di potere fare a meno del favore delle popolazioni, essa può vincerne l'ostilità soltanto con il terrore e lo sterminio. Si entra quindi nel caso della "guerra civile" condotta da stranieri o da traditori al soldo dello straniero, costretti ad agire allo scoperto. Il che può rendere più agevole il compito delle truppe regolari impegnate nella controguerriglia.
Il supporto che una popolazione locale offre a un movimento guerrigliero non si esaurisce nel mero supporto morale, ma comprende la fornitura di cibo, riparo, assistenza medica, denaro, informazioni, eccetera.
Tuttavia, nonostante il supporto popolare sia essenziale, per un movimento di guerriglia non è necessario ottenere il sostegno della totalità (100%) della popolazione locale per avere successo; secondo Samuel B. Griffith, brigadier generale statunitense e traduttore dell’opera Yu chi chan (Guerra di guerriglia) di Mao:
(Mao Tse-tung, FMFRP 12-18 Mao Tse-tung on Guerrilla Warfare)

### Le tre fasi maoiste, la guerra prolungata
Mao Tse-tung, grande esperto di questa modalità di guerra, definiva la guerriglia «l’arte di fiaccare il nemico con mille piccole punture di spillo». Secondo Mao, una guerra rivoluzionaria o resistenziale può essere combattuta secondo la strategia della guerra prolungata. Tale strategia prevede 3 fasi consecutive – che in alcuni casi possono sovrapporsi.
La prima è la “fase prerivoluzionaria” (o preresistenziale), nella quale i ribelli si organizzano segretamente, si addestrano, si equipaggiano, formano i quadri di comando, creano le proprie basi sicure e i propri “santuari” nelle zone più remote e inaccessibili del Paese (oppure oltreconfine, in un Paese amico o almeno neutrale), creano una loro rete logistica, un loro sistema di comunicazione criptato, costruiscono la loro forza politica, cementano per mezzo della propaganda il supporto popolare a loro favore.
La seconda fase è quella dello “stallo strategico”, ovvero una lunga guerra prolungata – d'attrito – che può durare anni o decenni, caratterizzata dalle operazioni di guerriglia vere e proprie; tali operazioni sono tese al progressivo rafforzamento dei guerriglieri, al consolidamento del loro controllo sulle loro aree base, all’ampliamento delle zone sotto il loro controllo, e alla demoralizzazione e logoramento sempre più intenso del nemico: conquista di armi e munizioni, uccisioni di soldati e poliziotti isolati, liquidazione dei collaborazionisti, cecchinaggi, imboscate contro pattuglie e colonne in movimento, raid contro piccole unità e presidi militari, sabotaggio e distruzione di veicoli depositi e installazioni, eccetera.
Uno degli obiettivi principali delle prime fasi è convincere il maggior numero possibile di persone a impegnarsi nel movimento, in modo che acquisisca gradualmente la qualità di "massa": vengono quindi formate milizie locali. La milizia non è concepita principalmente per essere una forza di combattimento mobile, è una "riserva" per i guerriglieri meglio addestrati e meglio equipaggiati. La milizia forma una riserva ideologicamente indottrinata e parzialmente addestrata, con compiti di vigilanza sul territorio, difesa della popolazione contro violenze e soprusi, raccolta di informazioni fondi e rifornimenti, liquidazione di informatori e collaborazionisti nemici. La funzione dei miliziani è proteggere la rivoluzione.
La terza e ultima fase è quella della “controffensiva strategica”, nella quale i guerriglieri, dopo essere riusciti a danneggiare sufficientemente il nemico e dopo aver accumulato forze adeguate in termini di uomini armi e mezzi, possono uscire allo scoperto per trasformarsi in un esercito regolare vero e proprio, capace di ingaggiare e vincere il nemico per mezzo di tattiche e battaglie convenzionali, fino alla vittoria finale; quest’ultima fase può avere successo solo se la “correlazione di forze” è stata spostata a favore dei guerriglieri durante le fasi precedenti.
Questa strategia fu concepita da Mao durante la Seconda guerra sino-giapponese (1937-1945); all’epoca Mao sostenne che la Cina era ancora debole e necessitava di tempo per diventare gradualmente forte: constatò quindi che una guerra prolungata o protratta, articolata nelle 3 fasi summenzionate, era l’unico approccio corretto per sconfiggere l’Impero giapponese.
La strategia delle 3 fasi di Mao è stata utilizzata con successo da altre forze di guerriglia in altri contesti; un esempio notevole fu la Guerra del Vietnam (1955-1975), nella quale il generale e teorico militare Võ Nguyên Giáp seguì l’approccio maoista soprattutto per quanto riguarda la fase della guerra prolungata (“stallo strategico”), ma enfatizzando la flessibilità nel passaggio dalla guerriglia all’insurrezione generale spontanea della popolazione in congiunzione con le forze di guerriglia.

### Cattura delle armi
Gli attori non statali come le organizzazioni guerrigliere, all’inizio delle loro operazioni, sono tipicamente formati da ex-civili poco o per nulla armati. Essi ricorrono pertanto a vari metodi per costituire e ampliare il loro arsenale: ottenere armi da potenze alleate, prodursele da sé, catturarle al nemico. Quest’ultimo metodo è una tipica strategia di guerriglia, è il modo più comune e principale con cui i guerriglieri si procurano la maggior parte delle loro armi. Un esempio storico viene, ancora una volta, dall’Esercito Popolare di Liberazione cinese guidato da Mao. I guerriglieri comunisti di Mao, nel corso delle ostilità contro le forze nazionaliste guidate da Chiang Kai-shek – che erano sostenute ed equipaggiate dagli USA – catturarono una tale quantità di armi, munizioni ed equipaggiamenti al nemico da coniare un apposito slogan: «L’America è il nostro arsenale e Chiang Kai-shek è il nostro quartiermastro».
Abdul Haris Nasution – che mediante la guerriglia combatté contro le truppe olandesi durante la Guerra d'indipendenza indonesiana (1945-1949), divenendo generale, ministro della difesa e politico indonesiano di alto rango – stabilì che, nella costruzione di un moderno Esercito regolare indonesiano, si sarebbe comunque dovuta enfatizzare una dottrina di difesa nazionale basata sulla guerriglia popolare; in un suo libro sull’argomento, egli incluse fra i fondamenti della guerriglia la cattura delle armi del nemico.
Per gli attori non statali, come le organizzazioni guerrigliere, l’acquisizione di armi mediante furto, saccheggio o cattura in battaglia è una pratica importante fin dai tempi antichi.

### Conoscenza e sfruttamento del terreno
Sfruttare il terreno come un moltiplicatore di forza allo scopo di ottenere vantaggi sia strategici che tattici è una delle abilità fondamentali di ogni forza armata efficiente. Tale capacità, importante per un esercito regolare, è di estrema importanza per un esercito di guerriglia, che deve usarla per sopperire alla propria iniziale mancanza di armamenti pesanti. Per esempio: combattere su terreni montagnosi o paludosi che non permettono al nemico di usare i propri carri armati, combattere in giungle e foreste che non permettono all’aviazione nemica di operare con precisione, eccetera. Tipicamente, il guerrigliero si sforza di essere signore dei terreni “chiusi” come giungle, paludi, foreste e montagne. Tali terreni, che si prestano più di altri al combattimento irregolare, forniscono protezione fino al momento di condurre l’assalto, facilitano le manovre di avvicinamento, sganciamento, ripiegamento e dispersione, ostacolano le manovre e la logistica degli eserciti regolari. Una forza guerrigliera attira il nemico e lo costringe a combattere su ogni genere di terreno a essa favorevole. Combattere su terreni favorevoli non è comunque sufficiente: per trarne un reale vantaggio è necessario conoscere perfettamente il terreno – o se non altro conoscerlo meglio del nemico. I guerriglieri più temibili sono sempre stati quelli che combattono in patria, magari proprio nei luoghi dove sono nati e cresciuti. Una forza di guerriglia composta da persone del luogo, che conoscono il terreno palmo a palmo, è in grado di servirsi di ogni sua peculiarità non segnata sulle mappe e ignota al soldato regolare: anfratti, rilievi, scorciatoie, vie secondarie, sentieri nascosti, dune, siepi, fossi, canali di scolo, vecchi ruderi, ripari e ostacoli naturali, macchie di vegetazione, eccetera. Ogni minima particolarità del terreno che passa facilmente inosservata agli occhi del soldato regolare può servire da punto di partenza per un’imboscata devastante e per il successivo pronto ripiegamento.
Le caratteristiche morfologiche del terreno vengono quindi usate dai guerriglieri per ottenere vantaggi tattici utili nel combattimento immediato; oltre a ciò, i guerriglieri si servono del terreno anche per ottenere vantaggi strategici utili nel corso di tutta la campagna di guerriglia. Per far questo, i guerriglieri usano il terreno in tutta la sua estensione, in tutta la sua profondità geografica. Un esercito di guerriglia ha bisogno di molto spazio per operare, dato che ambienti angusti privano le sue unità della possibilità di colpire con efficacia servendosi dell’effetto sorpresa, di sconfiggere unità nemiche isolate, di ritirarsi e disperdersi per tempo, di nascondersi per lunghi periodi. Ampliare quanto più possibile l’area delle operazioni favorisce la dispersione strategica delle forze guerrigliere, e porta anche a una inevitabile dispersione delle forze regolari nemiche: queste ultime saranno costrette a dividersi in una miriade di posizioni fisse nella speranza di presidiare una regione in realtà troppo grande per essere controllata tutta. Per le unità guerrigliere, non è obbligatorio attaccare ogni postazione nemica: anche solo inchiodare un numero spropositato di soldati nemici a un gran numero di capisaldi fissi dispersi sul territorio significa impedire che essi vengano destinati ad altre operazioni. Così facendo, i guerriglieri sottraggono una porzione considerevole di forze nemiche dalla bilancia della guerra, rendendole di fatto non solo inoffensive ma anche dispendiosamente inoffensive: ogni caposaldo dev’essere infatti rifornito regolarmente, cosa che dà ai guerriglieri la possibilità di infliggere perdite umane e materiali al nemico e di far aumentare a dismisura i costi economici delle sue operazioni di contro-guerriglia e di controllo del territorio. I guerriglieri possono adottare tale linea di condotta anche in contesti urbani. Per un esercito regolare, la città è uno dei terreni più insidiosi sul quale combattere, dato che la battaglia si sviluppa realmente in tre dimensioni. Ogni strada che corre tra gli edifici può trasformarsi in una gola di montagna dalla quale tendere un’imboscata, colpendo fanteria e veicoli nemici dall’alto di tetti e balconi. Ogni passaggio al di sotto della superficie stradale – condotti di servizio della metropolitana, rete fognaria, parcheggi sotterranei, cantine private collegate fra loro, eccetera – può essere utilizzato dai guerriglieri per sparire da una zona e riapparire in un'altra, ad esempio alle spalle del nemico. Ogni palazzo è un dedalo di scale, androni, corridoi, stanze, seminterrati, montacarichi, cortili utilizzabile dai guerriglieri per attaccare il nemico. Anche un esercito regolare intenzionato a usare bombardamenti d’artiglieria o attacchi aerei per conquistare una città – o per reprimere un’insurrezione scoppiata in essa – può aspettarsi molte difficoltà e pochi vantaggi dall’uso di tali strumenti: armi del genere possono minare il morale dei difensori, ma se essi sono sufficientemente determinati possono trasformare ogni edificio in rovina in un fortilizio, ogni cumulo di detriti in un nuovo nascondiglio o in una nuova barricata. Il caos generato dall’utilizzo di armi pesanti in un contesto urbano può disorientare più gli attaccanti che ne fanno uso che i difensori, dato che essi stessi finiscono col rendere inutili le mappe sulle quali basano le loro operazioni.

### Supporto esterno
La guerriglia ha preferenza per le zone di confine, ove più direttamente e più efficacemente può essere alimentata dall'aiuto esterno. Le operazioni di guerriglia sono infatti più efficaci in presenza di un sostegno esterno; in tempo di guerra, tale supporto è politico, psicologico e logistico, oltre che tattico; una potenza patrocinante (sponsor) decide di supportare le forze di guerriglia quando ritiene che i guerriglieri possano contribuire al raggiungimento dei suoi obiettivi nazionali. Per un’organizzazione di guerriglia, la ricerca e l’ottenimento di supporto esterno è una strategia importante; tuttavia, le forze di guerriglia che fanno eccessivo affidamento sul supporto esterno rischiano di perdere in tutto o in parte la loro indipendenza e autonomia decisionale.

## Tattiche
Nel campo tattico la guerriglia non si manifesta con azioni di massa, neanche quando ambiente e circostanze particolari favoriscono il concentramento di numerose unità, ma è sempre una lotta episodica, che può aumentare di intensità e in estensione, ma non evadere dal ristretto campo dell'azione minuta contro obiettivi limitati e poco robusti.

### Mobilità, rapidità, inganno ed effetto sorpresa
Nell’ambito strategico, la condotta di un esercito di guerriglia è improntata a un’estrema lentezza, volta a consumare progressivamente le risorse nemiche per mezzo di una guerra prolungata; nell’ambito tattico, le operazioni dei guerriglieri sono invece fulminee, caratterizzate da estrema mobilità, rapidità, inganno ed effetto sorpresa. Come scrisse Mao:
(Mao Tse-tung, FMFRP 12-18 Mao Tse-tung on Guerrilla Warfare)
Anche T. E. Lawrence – “Lawrence d’Arabia” – constatò come manovrare con estrema rapidità permetta di compensare la complessiva inferiorità numerica delle forze guerrigliere:
(T. E. Lawrence, Guerriglia-Guerrilla)
Questa tattica non appartiene solo alla guerra di guerriglia ma è propria anche della guerra convenzionale, tuttavia, dato che la guerra convenzionale coinvolge unità militari di grandi dimensioni difficilmente occultabili, essa è più difficile da usare. Essa è invece una delle tattiche regine della guerriglia, che è per definizione una guerra di fanteria leggera.
Questa tattica è menzionata nei più antichi trattati militari: nell’undicesimo capitolo del trattato L’arte della guerra di Sun Tzu, risalente all’incirca al VI secolo a.C., si legge: «L’essenza delle operazioni militari è la rapidità. Approfitta dell’inadeguatezza altrui, giungi per vie inaspettate, attacca dove il nemico non ha preso contromisure»; il sesto dei Trentasei stratagemmi – altra antica raccolta cinese di principi militari del VI secolo a.C. – suggerisce di «creare scompiglio a oriente e attaccare a occidente» e di «approfittare che il nemico abbia perso ogni iniziativa [per N.d.R.] dominarlo».

### Superiorità numerica relativa
In guerra, a parità di altri fattori – come ad esempio l’addestramento e il morale delle truppe e dei comandanti contrapposti, il numero e il tipo di armamenti a loro disposizione, eccetera – chi possiede l’esercito più numeroso ottiene quasi immancabilmente la vittoria. Clausewitz, pur notando che «la preponderanza numerica in un combattimento è soltanto uno dei fattori della vittoria», ammise altresì che «essa costituisce il fattore più importante per il risultato di un combattimento; soltanto deve essere sì grande da neutralizzare l’azione di tutte le circostanze concomitanti. In conseguenza, bisogna riunire sul punto decisivo e impegnare nel combattimento il maggior numero possibile di truppe». Sempre Clausewitz, considerando la dinamica di battaglie come quella condotta da Napoleone a Dresda (1813) o come quella di Federico il Grande a Kolin (1757), osservò: «Si vede chiaramente da ciò, come in Europa sia oggi assai difficile a un generale, sia pure di grande genio, lo strappare la vittoria a un avversario che abbia forza numerica doppia», concludendo che «basta, per assicurare la vittoria, il possedere una superiorità numerica notevole, che non occorre vada al di là di due contro uno». Considerazioni analoghe restano valide anche per le guerre convenzionali più moderne, ad esempio per la Seconda Guerra Mondiale, nella quale gli Alleati poterono ottenere la vittoria mobilitando 86.691.000 soldati, contro i 40.480.000 mobilitati dall’Asse.
Anche forze armate guerrigliere cercano di ottenere la superiorità numerica sul nemico, ma solo nell’ambito tattico: per la maggior parte della loro esistenza i guerriglieri non possono superare o eguagliare numericamente le truppe regolari messe in campo dall’avversario (tranne forse nella fase maoista della “controffensiva strategica”), perciò essi non tentano di ottenere una preponderanza numerica assoluta, ma si sforzano di ottenere una superiorità numerica relativa a livello locale – ad esempio, attaccando con 20, 30 o 40 guerriglieri una postazione presidiata da 10 soldati nemici.
A questo proposito Mao scrisse:
(Mao Tse-tung, Selected military writings of Mao Tse-tung)
Mao sintetizzò tali considerazioni in una massima: «La nostra strategia è "mettere uno contro dieci" e la nostra tattica è "mettere dieci contro uno" – questo è uno dei nostri principi fondamentali per ottenere la supremazia sul nemico».
Anche i guerriglieri adottano quindi la tattica della preponderanza numerica, ma non nel suo senso convenzionale: essi mirano ad ottenere un margine di vantaggio tattico circoscritto e momentaneo, che tuttavia permetta di prevalere a livello locale su di un nemico molto più forte a livello globale. A lungo andare, le tante vittorie tattiche locali porteranno alla vittoria strategica globale.

### Uso del buio
Sfruttare il buio è un’altra antica tattica di guerriglia: di notte qualunque terreno può diventa ostile agli occhi del soldato professionista che non lo conosce adeguatamente, il pericolo sembra provenire da ogni parte, e anche forze regolari possono perdere il controllo e farsi prendere dal panico; i guerriglieri che invece conoscono palmo a palmo il terreno – soprattutto nel caso in cui vi siano nati e cresciuti – possono servirsi della notte per “moltiplicare” le loro forze, per avvicinarsi il più possibile al nemico (privandolo così anche della possibilità di usare le proprie armi pesanti, come artiglieria e supporto aereo), per tendere imboscate alle quali anche truppe ben addestrate avranno difficoltà a rispondere, per fomentare caos ed episodi di fuoco amico tra il nemico, per raccogliere informazioni sulle forze nemiche, per piazzare mine e trappole, per uccidere o catturare sentinelle isolate, per sabotare installazioni non adeguatamente sorvegliate, per ritirarsi con ancor più facilità alla fine di uno scontro o qualora la situazione volga per loro al peggio, eccetera. L’introduzione di tecnologie come quella dei visori notturni a infrarossi o dei rilevatori di calore, utilizzabili da parte di forze anti-guerriglia, parrebbe aver vanificato l’uso del buio da parte di forze guerrigliere, ma ciò è vero solo in parte, non foss’altro per il fatto che anche i guerriglieri possono servirsi di tali tecnologie – possono ad esempio catturarle al nemico, come nel caso delle armi. Come testimoniò il professor Gastone Breccia, che al seguito del contingente italiano nella primavera del 2011 ebbe esperienza diretta della guerriglia afghana: «il problema non fu risolto allora [durante le guerre del Vietnam N.d.R.] e non è stato risolto nemmeno oggi: in Afghanistan, nonostante tutti i progressi fatti nella tecnologia dei visori notturni, al calar del buio le truppe occidentali sgombrano il terreno, rifugiandosi nelle loro basi fortificate». Ancora oggi il combattimento notturno di fanteria è dunque un fatto quasi puramente istintuale, dove ha ancora un ruolo di primo piano l’abilità individuale di muoversi in perfetto silenzio al fine di cogliere ogni rumore e ogni odore utile a localizzare e colpire il nemico prima che esso faccia altrettanto.

### Imboscata

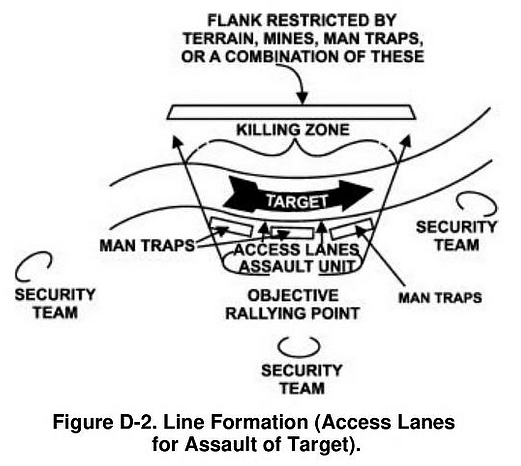
Schema di un’imboscata con formazione a linea. Gli elementi d'assalto vengono schierati parallelamente alla rotta di movimento del nemico. In questo caso particolare, sono anche stati posizionati degli ostacoli ("man traps") tra gli elementi d'assalto ("assault unit") e la zona di uccisione ("killing zone") nella quale è presente il nemico ("target"), allo scopo di fornire protezione da un possibile contrattacco nemico. Quando un'imboscata è predisposta in questo modo, vengono lasciati dei varchi ("access lanes") attraverso i quali si possa comunque assaltare il nemico a distanza ravvicinata.

L'imboscata – la forma di attacco più comune della guerriglia – è un metodo di attacco a sorpresa utilizzato contro obiettivi in movimento o temporaneamente fermi, come ad esempio treni, convogli di camion, singoli veicoli e truppe appiedate. In un'imboscata, il nemico stabilisce il momento e l'attaccante il luogo. Lo scopo di un'imboscata può essere:
1. Distruggere o catturare personale e rifornimenti nemici
2. Molestare e demoralizzare il nemico
3. Ritardare o bloccare il movimento di personale e rifornimenti nemici
4. Canalizzare i movimenti nemici rendendo alcuni percorsi inutilizzabili per il traffico militare (il risultato è solitamente la concentrazione della maggior parte dei movimenti nemici sulle strade e ferrovie principali, dove i bersagli sono più vulnerabili agli attacchi di eventuali forze armate regolari proprie o alleate presenti nel teatro operativo).

L'imboscata si basa su un'intelligence approfondita e una pianificazione dettagliata; è sviluppata con le più rigorose precauzioni di sicurezza ed è eseguita con sorpresa, astuzia e violenta determinazione.
Come la forza che deve condurre un'incursione (raid), anche la forza che deve condurre un'imboscata è organizzata in elementi d'assalto e di sicurezza. Gli elementi d'assalto conducono l'attacco principale contro l'obiettivo dell'imboscata, la qual cosa include il blocco della colonna nemica, l'uccisione o la cattura di personale, il recupero di rifornimenti ed equipaggiamenti, e la distruzione di veicoli o rifornimenti che non si vogliono o non si possono asportare. Gli elementi di sicurezza isolano il luogo dell'imboscata; utilizzando posti di blocco, altre imboscate minori e avamposti, gli elementi di sicurezza proteggono la ritirata degli elementi d'assalto.
Esistono molte possibili formazioni o schemi tattici per la disposizione delle truppe che devono condurre un'imboscata; ogni formazione ha caratteristiche peculiari. Alcuni esempi sono: la formazione a linea, la formazione a "L", la formazione a "Z", la formazione a "T", la formazione a "V", la formazione a triangolo e la formazione a "scatola".

### Raid
Un raid – o incursione – è un attacco a sorpresa contro una forza o un'installazione nemica fissa. Tale forma di attacco è caratterizzata da uno spostamento segreto della forza attaccante verso il territorio o area obiettivo controllata dal nemico; da un attacco, contraddistinto da un'azione di sorpresa, d'urto, fatta di combattimenti brevi e violenti; da un rapido disimpegno dall'azione e da una altrettanto rapida ritirata. I raid possono avere uno o più dei seguenti scopi:
1. Infliggere danni e perdite al nemico e ai suoi alleati
2. Distruggere o danneggiare rifornimenti, equipaggiamenti o installazioni importanti o vitali come posti di comando, strutture di comunicazione, depositi, siti radar, eccetera
3. Catturare rifornimenti, equipaggiamenti e prigionieri, soprattutto se personale chiave
4. Distogliere l'attenzione del nemico da altre operazioni; sbilanciare il nemico e costringerlo a schierare unità aggiuntive per proteggere le sue retrovie.

I raid sono preceduti da un’estesa attività di intelligence e ricognizione dell'area e dell’installazione contro la quale verrà effettuato il raid. In tale attività viene osservata la massima segretezza per evitare che il nemico venga preavvisato delle intenzioni dei guerriglieri. Vengono ottenute informazioni dettagliate su:
1. Percorsi di avvicinamento e di ritirata
2. Lealtà della popolazione civile nell'area
3. Disposizione fisica dell'installazione
4. Sistema di sicurezza e di guardia dell'installazione bersaglio, incluso il sistema di comunicazione
5. Sistema di difesa dell'installazione, inclusa l'ubicazione di fortificazioni e di altri punti difesivi chiave
6. Atteggiamento, addestramento e morale dei difensori
7. Ubicazione di forze nemiche in grado di intervenire immediatamente
8. Ubicazione di altre forze nemiche in grado di intervenire in seguito.

I raid sono preceduti anche da pianificazioni e prove. Un piano dettagliato per il raid viene elaborato e consegnato alle unità partecipanti. Sebbene dettagliato, il piano deve essere semplice e non deve dipendere da troppi imprevisti per il suo successo. Vengono prese misure contro l'errore di alcune parti del piano e vengono predisposti accordi duplicati o alternativi per l'esecuzione delle operazioni chiave. Le attività di guerriglia nell'area possono essere sospese per dare all'installazione un falso senso di sicurezza.
I fattori di tempo e spazio vengono considerati attentamente nella pianificazione dell'operazione, e viene concesso tempo sufficiente per l’assembramento e il movimento dei guerriglieri, in particolare durante il buio. Le esigenze della situazione determinano se il movimento e l'attacco debbano essere effettuati di giorno o di notte. Il buio favorisce la sorpresa ed è da preferire quando l'operazione è semplice e la disposizione dell'installazione è ben nota. L'alba o il giorno sono da preferire quando una conoscenza imperfetta dell'installazione o altri fattori richiedono un controllo ravvicinato dell'operazione. Una ritirata verso sera o di notte rende più difficile l'inseguimento ravvicinato da parte del nemico.
Tutte le unità partecipanti vengono preparate per eseguire i compiti assegnati. Viene sottolineata la necessità di audacia e rapidità nell'esecuzione del piano. Le informazioni sull'installazione da sottoporre a raid vengono tenute aggiornate e i piani vengono rivisti secondo necessità per adeguarli alla situazione più recente.
Le dimensioni della forza che deve condurre un raid dipendono dalla missione, dalla natura e dalla posizione dell'obiettivo e dalla situazione nemica. Tale forza può variare da una squadra che attacca un posto di blocco della polizia o linee ferroviarie non protette, a un battaglione che attacca un grande deposito di rifornimenti.
Indipendentemente dalle dimensioni, la forza d'incursione è composta da due elementi fondamentali: assalto e sicurezza.
L'elemento d'assalto è organizzato e addestrato per realizzare gli obiettivi del raid. È costituito da un gruppo d'azione principale per eseguire la missione del raid e può includere personale incaricato di eseguire compiti speciali.
Il gruppo d'azione principale esegue il compito principale, il cui compimento assicura il successo del raid. Ad esempio, se l'obiettivo del raid è distruggere un'installazione critica come un ponte ferroviario o una galleria, il gruppo d'azione principale posiziona e fa detonare le cariche di demolizione. Nel caso in cui il bersaglio possa essere neutralizzato dal fuoco, come ad esempio personale nemico, il gruppo d'azione principale conduce il suo attacco con un'elevata percentuale di armi automatiche. In alcuni casi il gruppo d'azione principale si muove fisicamente sul bersaglio o al suo interno; in altri è in grado di svolgere il suo compito a distanza dal bersaglio. Gli sforzi di altri elementi della forza di raid sono concepiti per consentire al gruppo d'azione principale di accedere al bersaglio per il tempo necessario a portare a termine la missione del raid.
Se necessario, reparti con compiti speciali assistono il gruppo d'azione principale nel raggiungere il bersaglio. Eseguono compiti complementari come l'eliminazione delle guardie, l'irruzione e la rimozione di ostacoli, compiti diversivi o di mantenimento e il supporto di fuoco. I reparti con compiti speciali possono precedere, agire contemporaneamente o seguire il gruppo d'azione principale.
L'elemento di sicurezza supporta l'incursione impedendo al nemico di ricevere rinforzi o di fuggire. Inoltre, l'elemento di sicurezza copre la ritirata dell'elemento d'assalto e funge da retroguardia per la forza di raid. Le dimensioni dell'elemento di sicurezza dipendono dalla capacità del nemico di intervenire nell'operazione.

### Sabotaggio

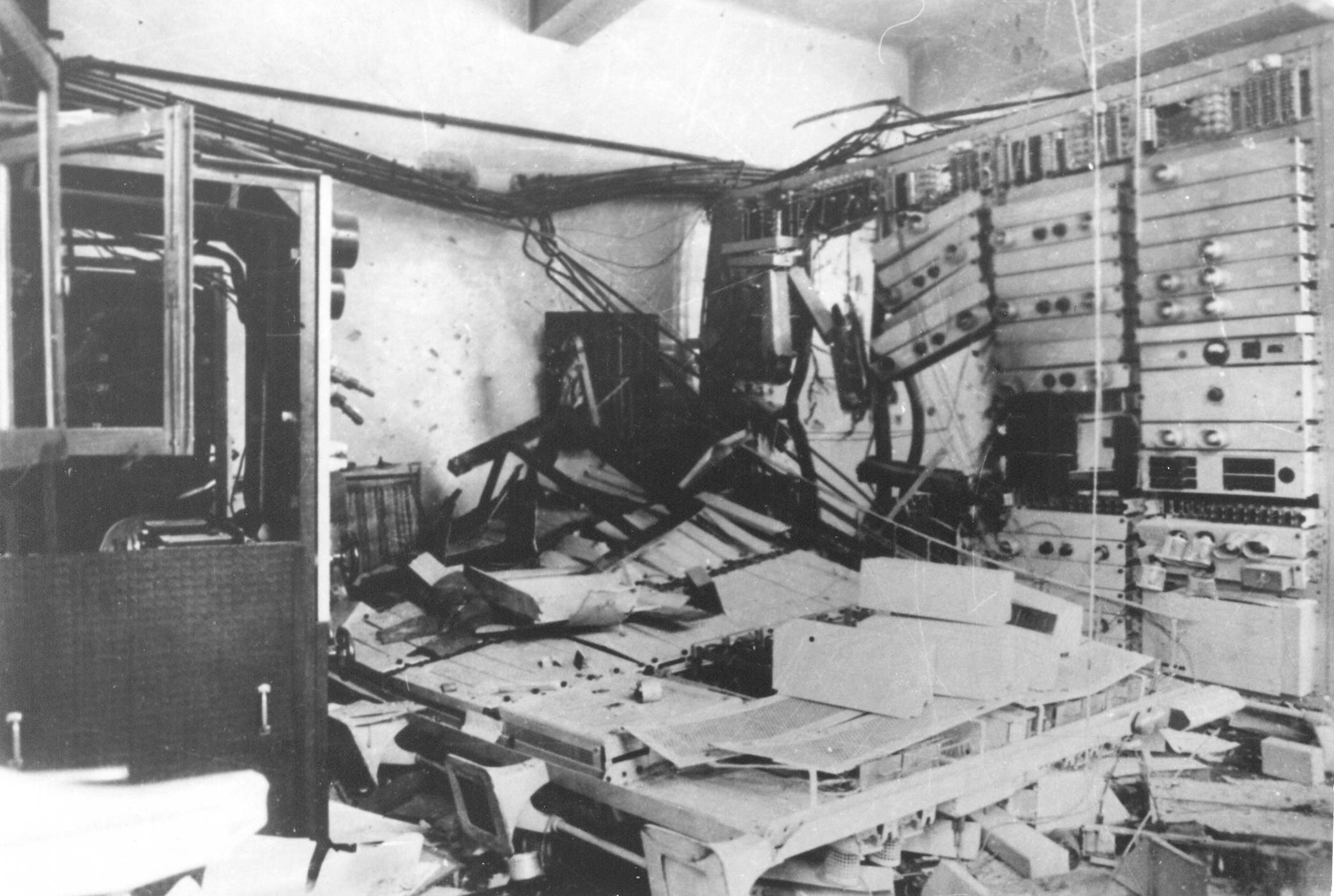
Sabotaggio dell'ufficio postale centrale di Zagabria, eseguito da partigiani jugoslavi (1941).

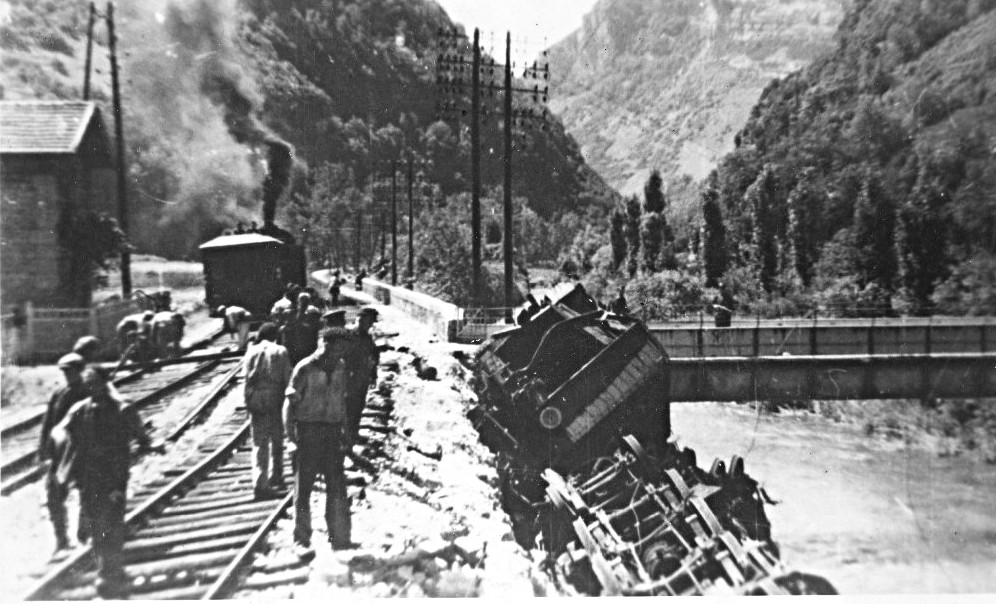
Treno sabotato dalla Resistenza francese mediante deragliamento (9 giugno 1944).

In generale, il sabotaggio può essere utilizzato per indebolire o distruggere la politica di occupazione, l'amministrazione, l'economia, il morale, le comunicazioni, l'industria e le forze armate del nemico. Il sabotaggio può essere effettuato dalla zona interna nemica attraverso la zona di combattimento. Con un piano ben organizzato, il sabotaggio su larga scala diventa una delle armi più efficaci della guerriglia. Può essere intrapreso con le risorse disponibili alle forze di guerriglia e non richiede un elaborato supporto logistico da fonti esterne. È in grado di produrre disintegrazione materiale e morale in breve tempo. Individui e gruppi organizzati si dedicano al sabotaggio. In alcuni casi il sabotaggio viene portato avanti attraverso gli sforzi collettivi di gruppi civili organizzati, come ad esempio i sindacati. Per contrastare le attività di sabotaggio, il nemico è costretto ad adottare elaborate precauzioni di sicurezza e a disperdere le sue forze per proteggere installazioni ampiamente disperse soggette al sabotaggio.
Il sabotaggio può essere suddiviso in due classi in base allo scopo: strategico e di disturbo. Il sabotaggio strategico mira alla distruzione di strutture e materiali essenziali per lo sforzo bellico del nemico; di solito è trattato nelle direttive ricevute dal comando delle forze speciali di teatro – se le forze guerrigliere collaborano con forze regolari proprie o alleate; queste direttive elencheranno anche le installazioni che sono necessarie per un uso futuro e che non devono essere sabotate. Il sabotaggio di disturbo cerca di abbassare il morale del nemico e di costringerlo a distogliere le forze dal suo principale obiettivo per garantire la sicurezza e combattere la guerriglia. Spionaggio, controspionaggio e guerra psicologica sono strettamente correlati e costituiscono una parte importante delle operazioni di sabotaggio.
Per quanto riguarda i metodi operativi concreti, il sabotaggio può anche essere suddiviso in nascosto e palese.
Il sabotaggio nascosto può essere descritto come non-collaborazione. Un comando guerrigliero in stretto coordinamento con un movimento di resistenza civile può minare silenziosamente il morale del nemico e allo stesso tempo infliggergli gravi perdite materiali. Questa attività viene condotta in modo che il nemico non possa scoprire l'origine del problema.
Esempi di sabotaggio nascosto includono:
1. Una politica pubblica sostenuta dai guerriglieri, di non fraternizzazione con il personale nemico e i suoi collaborazionisti. Gli abitanti evitano luoghi pubblici come teatri e caffè frequentati dal personale nemico. Abbandonano silenziosamente i luoghi ogni volta che entra personale nemico. Cambiano deliberatamente strada per evitare ogni contatto con il nemico. Nei Paesi occupati, le truppe nemiche sono costrette a percepire una forma isolata di resistenza che mina il morale.
2. I guerriglieri possono sabotare l'amministrazione. Agenti e simpatizzanti negli uffici pubblici non eseguono gli ordini nemici per apparente mancanza di comprensione. Possono ritardare l'azione su varie politiche ordinate dal nemico e avvertire segretamente il pubblico in anticipo circa le azioni contemplate dal nemico. Attrezzature e materiali di valore per lo sforzo bellico del nemico possono essere nascosti o distrutti.
3. L'industria offre un vasto campo per il sabotaggio passivo. Rallentamenti possono essere organizzati per causare un calo della produzione. Macchine e impianti si guastano a causa di una manutenzione impropria. Pezzi di ricambio per macchine importanti vengono distrutti o nascosti, causando ritardi. I tecnici si "ammalano" o scompaiono entrando in clandestinità. I prodotti finiti vengono indirizzati erroneamente a causa di instradamenti errati.
4. Le linee di comunicazione e di trasporto possono essere sabotate più o meno allo stesso modo dell'industria. Si lascia che le attrezzature si guastino. Vengono causati cortocircuiti per bruciare generatori, trasformatori, eccetera. Errori nel percorso possono causare notevoli ritardi nel traffico ferroviario. Segnali o scambi non manutentati causano incidenti.
5. L'economia di un Paese può essere compromessa facendovi circolare grandi quantità di valuta regolare o d’occupazione contraffatta.
6. Alle aree agricole può essere impedito di spedire cibo alle aree urbane controllate dal nemico influenzando i leader civili e picchettando strade e sentieri.

Il sabotaggio palese può essere diretto contro obiettivi che non possono essere efficacemente compromessi o distrutti dal sabotaggio passivo. Può essere utilizzato per attaccare rapidamente il potenziale bellico del nemico. A differenza del sabotaggio nascosto, l'azione è normalmente violenta e i risultati non lasciano dubbi al nemico sull'obiettivo o sulla causa. Per essere efficaci, le operazioni di sabotaggio su larga scala devono basarsi su un piano ben elaborato e coordinato con le operazioni di forze regolari alleate. Scoppi prematuri di sabotaggio palese provocano una forte reazione nemica che può compromettere la forza di un comando guerrigliero e ridurne l'efficacia.
Esempi tipici di sabotaggio palese sono:
1. Le linee di comunicazione nemiche sono uno degli obiettivi più redditizi per il sabotaggio. Se attaccate correttamente, gli effetti si fanno sentire rapidamente dallo scaglione nemico più arretrato fino alle sue unità di combattimento avanzate. Il traffico ferroviario viene interrotto dal taglio o dalla rimozione di rotaie e dall'esplosione di ponti e gallerie. Il materiale rotabile viene distrutto. Il traffico su strade e autostrade viene interrotto dall'esplosione di ponti e massicciate e dalle frane che bloccano le strade. Dove la deviazione è difficile, grandi alberi abbattuti a distanza ravvicinata attraverso una strada costituiscono un efficace ostacolo. I sistemi di segnalazione stradale vengono distrutti o resi inoperativi. Il traffico via acqua può essere attaccato sabotando banchine, gru pesanti e altre strutture di carico. Chiuse e bacini possono essere distrutti. Le navi possono essere messe fuori servizio mescolando sabbia con i lubrificanti o mediante fuoco o esplosivi. Nella stagione calda, incendi possono essere appiccati versando petrolio sui carboni immagazzinati nella stiva.
2. Le comunicazioni via cavo sono vulnerabili al sabotaggio. I centri di comunicazione dei segnali possono essere distrutti con demolizioni. Le linee per le telecomunicazioni vengono tagliate e rimosse. I pali che sostengono cavi per le telecomunicazioni vengono distrutti.
3. Le industrie belliche essenziali possono essere sabotate direttamente presso l'impianto stesso o presso strutture sussidiarie che sono fonti di materie prime, pezzi di ricambio o energia. Se i guerriglieri non riescono a distruggere queste installazioni e fonti di rifornimento, possono bloccare l'afflusso di cibo nelle aree vitali, costringendo così l'evacuazione dei lavoratori dall'area.
4. Industrie e installazioni militari possono spesso essere sabotate efficacemente assassinando o rapendo personale tecnico altamente qualificato che è essenziale per il funzionamento dell'installazione.

Tutti i guerriglieri sono addestrati nelle tecniche di sabotaggio, incluso l'uso di esplosivi per demolizioni elementari e trappole. All'interno di ogni unità delle dimensioni di una compagnia, vengono organizzate speciali squadre di sabotaggio con individui con precedente esperienza nell'uso di esplosivi. I membri di queste squadre sono addestrati nelle tecniche di demolizione per distruggere ponti, centrali elettriche e simili. Sono addestrati da istruttori con precedente esperienza nel settore minerario o ingegneristico oppure da tecnici delle demolizioni infiltrati dalle forze speciali del teatro operativo
In generale, qualunque infrastruttura, attrezzatura, veicolo o procedimento di cui si serve il nemico può essere sabotato da guerriglieri o da civili che collaborano con essi: edifici, produzione industriale (strumenti, sistemi di lubrificazione, di raffreddamento, depositi di carburante, motori elettrici, trasformatori, turbine, caldaie, eccetera), produzione agricola, ferrovie (binari, segnali e scambi, materiale rotabile, eccetera), strade, veicoli gommati, trasporti fluviali, telecomunicazioni (telefoni, telegrafi, posta, radio, eccetera), centrali elettriche, processi operativi o decisionali all’interno degli stabilimenti produttivi, apparecchiature di controllo o videosorveglianza (server di computer, telecamere, eccetera) e così via.
Sul tema del sabotaggio, ‘Che’ Guevara scrisse:
(Ernesto 'Che' Guevara, Guerrilla)

### Attentato
I guerriglieri – soprattutto quelli inquadrati nelle cellule di un movimento di resistenza civile che opera in ambiente urbano – eseguono attentati mirati contro funzionari nemici e traditori che collaborano col nemico. I funzionari nemici includono sia quelli subalterni o intermedi (comandanti locali, commissari di zona, eccetera) sia quelli di alto o altissimo rango (alti ufficiali politici e militari, personalità del regime). Tipicamente, gli attentati vengono ponderati e preparati meticolosamente, senza lasciare nulla al caso: un attentato fallito fa diventare il nemico diffidente e prudente, il che preclude per molto tempo, forse per sempre, la possibilità di avvicinarsi nuovamente alla persona oggetto dell’attentato. Gli attentati possono essere eseguiti con metodo diretto o indiretto, a seconda delle armi impiegate: un esempio storico di attentato con metodo diretto è l’attentato contro Reinhard Heydrich, in cui vennero utilizzati mitra e granate a mano; un esempio storico di attentato con metodo indiretto è l’attentato del 20 luglio 1944 contro Hitler, in cui venne utilizzata una bomba con innesco temporizzato.

### Combattimento ravvicinato
Una tattica usata dai guerriglieri prevede di “abbracciare il nemico” o “prenderlo per la cintura” – ovvero di ingaggiare combattimenti a distanza estremamente ravvicinata – allo scopo di impedire al nemico di usare efficacemente le sue armi pesanti, tipicamente artiglieria e supporto aereo ravvicinato: se il nemico lo facesse, rischierebbe infatti di colpire i suoi stessi soldati. Tale tattica fu usata, ad esempio, dai Viet Cong e dai soldati del Vietnam del Nord durante la Guerra del Vietnam, a partire dalla battaglia di Ia Drang.

### Combattimento difensivo
La potenza, l'equipaggiamento e l'addestramento dei guerriglieri sono quasi sempre inferiori a quelli del nemico. Pertanto, a meno che non siano costrette a fare diversamente dal nemico, le forze guerrigliere mantengono posizioni difensive solo per brevi periodi a supporto di altre operazioni condotte da forze guerrigliere o da forze regolari proprie o alleate. Le forze guerrigliere si difendono solitamente con la fuga o la dispersione, con ritirate o creando diversivi. Ove possibile, le azioni difensive sono accompagnate da incursioni offensive e imboscate contro i fianchi e alle spalle del nemico.
I principi della difesa di posizioni fisse da parte di forze guerrigliere sono gli stessi di quelli applicabili alle forze regolari, con la differenza che il fuoco di supporto è scarso e i contrattacchi non sono praticabili. I guerriglieri sfruttano dunque al massimo il terreno, le opere difensive e le mine. Distaccamenti guerriglieri sono posizionati a una certa distanza dal perimetro difensivo per operare contro i fianchi e alle spalle del nemico. Ove possibile, la forza d'attacco nemica iniziale viene sottoposta a imboscata per infliggerle il massimo numero di perdite.
Schermaglie minori possono verificarsi quando le forze dei guerriglieri e quelle nemiche si incontrano inaspettatamente. I tentativi del nemico di avanzare e avvicinarsi ai guerriglieri vengono fermati dal massimo volume di fuoco, in particolare di armi automatiche. Questo di solito induce il nemico a mettersi al riparo prima di aprire il fuoco. I guerriglieri si ritirano quindi per evitare di essere avvolti o accerchiati dal nemico. Il nemico può anche essere sottoposto a imboscata durante i suoi successivi movimenti.
Adeguate misure di intelligence forniscono normalmente un preavviso circa la preparazione di offensive su larga scala da parte del nemico. Le seguenti condizioni e attività sono attentamente notate, poiché indicatrici di probabili offensive anti-guerriglia da parte del nemico:
1. Avvento di condizioni meteorologiche favorevoli alle operazioni sul campo
2. Arrivo di nuovi comandanti nemici
3. Vittorie nemiche sul fronte principale che rendano disponibili truppe aggiuntive per le operazioni anti-guerriglia
4. Aumento delle dimensioni delle guarnigioni locali e arrivo di nuove unità nell’area
5. Estensione degli avamposti nemici, aumento del pattugliamento e della ricognizione aerea
6. Aumento dello sforzo d'intelligence nemico.

Dopo aver ricevuto indicazioni che il nemico sta pianificando un'offensiva su larga scala, il comandante guerrigliero intensifica il proprio sforzo d'intelligence, verifica le disposizioni e la preparazione delle sue sottounità, e pianifica per affrontare l'azione nemica prevista. Se necessario, il quartier generale dei guerriglieri e le loro installazioni chiave vengono spostati più in profondità in territorio amico. Documenti e rifornimenti non essenziali vengono nascosti in luoghi dispersi. Feriti allettati possono essere trasferiti a personale civile per proseguire le cure.
Sulla base della sua valutazione della situazione, il comandante guerrigliero decide quali azioni intraprendere per affrontare la prevista offensiva nemica. Queste azioni possono includere:
1. Attività diversive in altre aree
2. Difesa dell'area contro l'attacco nemico
3. Ritirata con un ampio movimento circolare seguito da un attacco contro le terga del nemico e le sue installazioni base
4. Ritirata in un'altra area che probabilmente non verrà inclusa nell’offensiva nemica
5. Dispersione di unità o individui fino al termine dell’offensiva nemica.

Quando si pianifica uno spostamento in un'altra area, un gruppo d'avanguardia viene inviato in quell’area per istituire sistemi d'intelligence e di sicurezza e per organizzare l'accoglienza e il rifornimento della forza guerrigliera.
Quando si decide la difesa dell'area, i ponti vengono distrutti e le strade che conducono all'area vengono bloccate. Vengono preparate posizioni per imboscate, e trappole e mine vengono posizionate lungo i sentieri e le strade che il nemico dovrebbe utilizzare. Vengono aperti nuovi sentieri nascosti per la guerriglia. Vengono allestiti capisaldi nei punti chiave e protetti su tutti i lati con filo spinato, pali affilati conficcati nel terreno e mine. Le posizioni trincerate, protette con terra e tronchi, vengono provviste di tunnel di intercomunicazione e fuga. Vengono preparate aree sui fianchi dell'avanzata nemica in cui le forze guerrigliere possano nascondersi e da cui possano operare contro i fianchi e le terga del nemico.
Lo scopo della difesa è rendere l'attacco così costoso per il nemico da indurlo ad abbandonarlo presto e a non volerlo più tentare. Tuttavia, in nessun momento la forza guerrigliera si lascia inchiodare sul posto così da poter essere accerchiata e distrutta. Man mano che il nemico supera diversi punti forti, i difensori si ritirano in successive posizioni difensive oppure si dividono e si infiltrano attraverso le linee del nemico, attaccandone le terga, i fianchi e le installazioni di rifornimento. I ponti riparati dal nemico durante l'avanzata possono essere nuovamente distrutti.
I guerriglieri prestano particolare attenzione alla difesa contro l’accerchiamento: poiché l'accerchiamento rappresenta la maggior minaccia all’esistenza di una forza guerrigliera, il comandante è costantemente all'erta per individuare eventuali segnali di tale azione da parte del nemico. Un'intelligence adeguata di solito avvisa di un simile tentativo. La comparsa di forze nemiche in due o tre direzioni è considerata con sospetto e viene immediatamente indagata. Non appena riceve l'informazione che è in corso un movimento di accerchiamento nemico, il comandante guerrigliero decide immediatamente come muoversi. Può muoversi verso un arco non occupato del cerchio, verso un varco tra le unità nemiche che stanno eseguendo l’accerchiamento o verso un’area come una palude, una giungla, una fitta foresta o una massa collinare che il nemico avrà difficoltà a coprire durante la sua avanzata. Documenti segreti ed equipaggiamento in eccesso vengono distrutti o nascosti e il movimento inizia immediatamente nella direzione desiderata. Con questa azione, la forza guerrigliera sfugge all'accerchiamento o si posiziona per affrontarlo mentre le linee nemiche sono ancora sottili e sparse e il coordinamento tra le unità nemiche in avanzamento non è ben consolidato. Quando la situazione effettiva non può essere determinata, l'azione migliore per i guerriglieri è spostarsi su una linea di cresta. Questa offre osservazione, terreno dominante e consente movimento rapido in almeno due direzioni. Inoltre, normalmente si trova lungo il confine tra due unità nemiche in avvicinamento, facilitando così lo sfondamento della linea d’accerchiamento nemica – nel caso i guerriglieri non siano riusciti ad evitare l’accerchiamento.
Durante il movimento di sfondamento, la forza guerrigliera è preceduta da due robusti distaccamenti da combattimento che, se ci sono ancora varchi tra le unità nemiche, conquistano e mantengono i fianchi della linea di fuga; questi distaccamenti attaccano improvvisamente per creare e proteggere una via di fuga. Per fare ciò, possono stabilire una posizione difensiva nascosta, consentire alla linea nemica di avanzare al suo interno e quindi colpire improvvisamente i fianchi nemici. Un attacco di sfondamento è meglio iniziato appena prima del tramonto. Il corpo principale della forza guerrigliera può quindi attraversare la breccia nell'oscurità, libero dall’osservazione nemica e dal fuoco mirato.
Se il tentativo di sfondamento fallisce – o se è del tutto impraticabile – il comandante guerrigliero divide la sua forza in piccole unità e ordina loro di fuggire infiltrandosi attraverso le linee nemiche di notte (i guerriglieri sfuggiti in questo modo ad un accerchiamento si riuniscono poi in un punto preconcordato di rendez-vous), oppure di nascondersi nella zona finché le forze nemiche non se ne saranno andate.
Durante l'accerchiamento, unità guerrigliere non incluse nell'accerchiamento effettuano attacchi contro le terga del nemico per distogliere le sue forze dall'operazione di accerchiamento e creare così varchi nella sua linea.
Se la forza guerrigliera riesce a sfuggire all'accerchiamento, le installazioni base del nemico possono essere attaccate. Queste azioni avranno l'effetto di aumentare il morale dei guerriglieri e di rendere il nemico cauto in futuro nell'abbandonare le sue basi per intraprendere operazioni offensive.
Alcuni esempi storici di combattimenti difensivi, manovre anti-accerchiamento e movimenti di sfondamento per uscire da un accerchiamento, effettuati da forze guerrigliere, sono la Lunga Marcia, la battaglia della Neretva e la battaglia della Sutjeska.

### Insurrezione generale urbana
Solitamente, i combattimenti urbani massicci e prolungati non sono tipici della guerra di guerriglia. Tuttavia, una forza d’insorti può decidere di attuare la tattica dell’insurrezione generale urbana, ossia tentare di assumere il controllo definitivo di aree urbane – una o più città. In base alle caratteristiche specifiche del Paese, e alle valutazioni politiche-militari degli insorti, l’insurrezione urbana può verificarsi nel momento iniziale oppure terminale di una guerra di guerriglia o insurrezionale. Se l’insurrezione urbana viene condotta con successo all’inizio della guerra, gli insorti si impegnano poi ad espandere nel più breve tempo possibile le loro operazioni nelle campagne circostanti, per impedire la soppressione dell’insurrezione e per prendere il controllo di tutto il Paese: fu questo il caso della Rivoluzione d’Ottobre. Se invece la guerra di guerriglia si sviluppa – come tipicamente avviene – nelle campagne, boschi, giungle, ecc. circostanti le città, allora l’insurrezione urbana viene condotta alla fine della guerra, quando i guerriglieri, ormai trasformatisi in un esercito regolare, hanno assunto il controllo stabile delle aree circostanti le città, e possono attaccare le città sia dall’esterno che dall’interno (infiltrandovi reparti speciali adibiti a far scoppiare l’insurrezione): furono questi i casi, ad esempio, della Rivoluzione comunista cinese e della Rivoluzione cubana.
Tipicamente, un’insurrezione urbana prevede la conquista dei centri nevralgici di una città, che sono poi difesi contro possibili contrattacchi nemici e usati per rafforzare ed espandere l’insurrezione: arsenali e armerie, caserme, stazioni di polizia, centri di telecomunicazione, centri amministrativi e logistici, fabbriche e officine, depositi di derrate alimentari, ospedali e depositi di materiale sanitario, centrali elettriche, acquedotti, stazioni ferroviarie, strade principali, tunnel della metropolitana, eccetera. Per gli insorti, questo comporta varie azioni: la creazione di un Quartier Generale e di un sistema di comunicazione efficace per coordinare le operazioni delle loro unità; la creazione di un piano di battaglia dettagliato; lo sfruttamento dell’effetto sorpresa iniziale; l’uccisione o la cattura di comandanti nemici e altro personale nemico chiave; l’uccisione, la cattura o comunque il disarmo del personale nemico che presidia i centri nevralgici della città; costanti operazioni offensive, costante mantenimento dell’iniziativa soprattutto da parte dei comandanti locali; conversione delle fabbriche e officine conquistate alla produzione militare; inventario e razionamento delle derrate alimentari e del materiale sanitario disponibili in accordo con le necessità militari; allestimento di postazioni di fuoco fortificate in edifici adatti; costruzione di barricate e ostacoli anticarro; eccetera. Durante l’insurrezione gli insorti intensificano la loro propaganda, allo scopo di ottenere il supporto attivo della popolazione urbana – soprattutto per rinforzare i loro ranghi e per la costruzione di opere difensive – e per suscitare diserzioni e ammutinamenti nelle forze armate nemiche. Le insurrezioni urbane che falliscono, o che non riescono ad espandersi nelle campagne circostanti, vengono solitamente represse nel sangue dalle forze regolari nemiche: furono questi i casi, ad esempio, della Comune di Parigi e della Rivolta di Varsavia.

## Tecniche

### Comunicazioni segrete e crittografia
I membri delle organizzazioni clandestine – guerrigliere o terroristiche che siano – usano solitamente vari metodi per comunicare segretamente, allo scopo di tutelarsi contro lo spionaggio e i tentativi d’infiltrazione del nemico, proteggendo così l’esistenza delle loro organizzazioni e la sicurezza delle loro operazioni. Tali metodi possono spaziare dai mezzi primitivi per la trasmissione di notizie semplici (sistema della “buca della posta”, segnali convenzionali come aprire e chiudere determinate finestre o appendere biancheria, eccetera) fino ai sistemi crittografici sofisticati.

Esempio di cifrario di Vernam o one-time pad.

Un esempio storico è costituito dal cifrario a trasposizione colonnare utilizzato dall’IRA negli anni ’20: uno dei suoi ultimi crittogrammi è stato decodificato solo nel 2019. Altro esempio storico è costituito dai sistemi crittografici usati dai Viet Minh e dal Fronte di Liberazione Nazionale (Viet Cong) – così come dalla Repubblica Democratica del Vietnam (Vietnam del Nord) – durante la Guerra d'Indocina (1946-1954) e la Guerra del Vietnam (1955-1975), la cui efficacia fu, almeno per quanto riguarda le comunicazioni strategiche, pari a quella dei sistemi crittografici francesi e statunitensi. A partire dal 1988, durante l'ultimo periodo dell'apartheid in Sudafrica, l'African National Congress (ANC) utilizzò il cifrario di Vernam (in inglese one-time pad) nell'ambito dell'Operazione Vula, concepita per stabilire un canale di comunicazione sicuro tra i leaders dell'ANC in esilio all'estero e gli agenti operativi all'interno del Paese, e per costruire e sviluppare una rete insurrezionale in Sudafrica.
Anche organizzazioni terroristiche hanno fatto uso di sistemi crittografici: i membri di alcune delle più recenti (come Al Qaida), si sono serviti di dispositivi elettronici, applicazioni di messaggistica online con crittografia end-to-end e software come PGP, TrueCrypt, eccetera per comunicare e archiviare informazioni in modo sicuro.

### Industrie clandestine

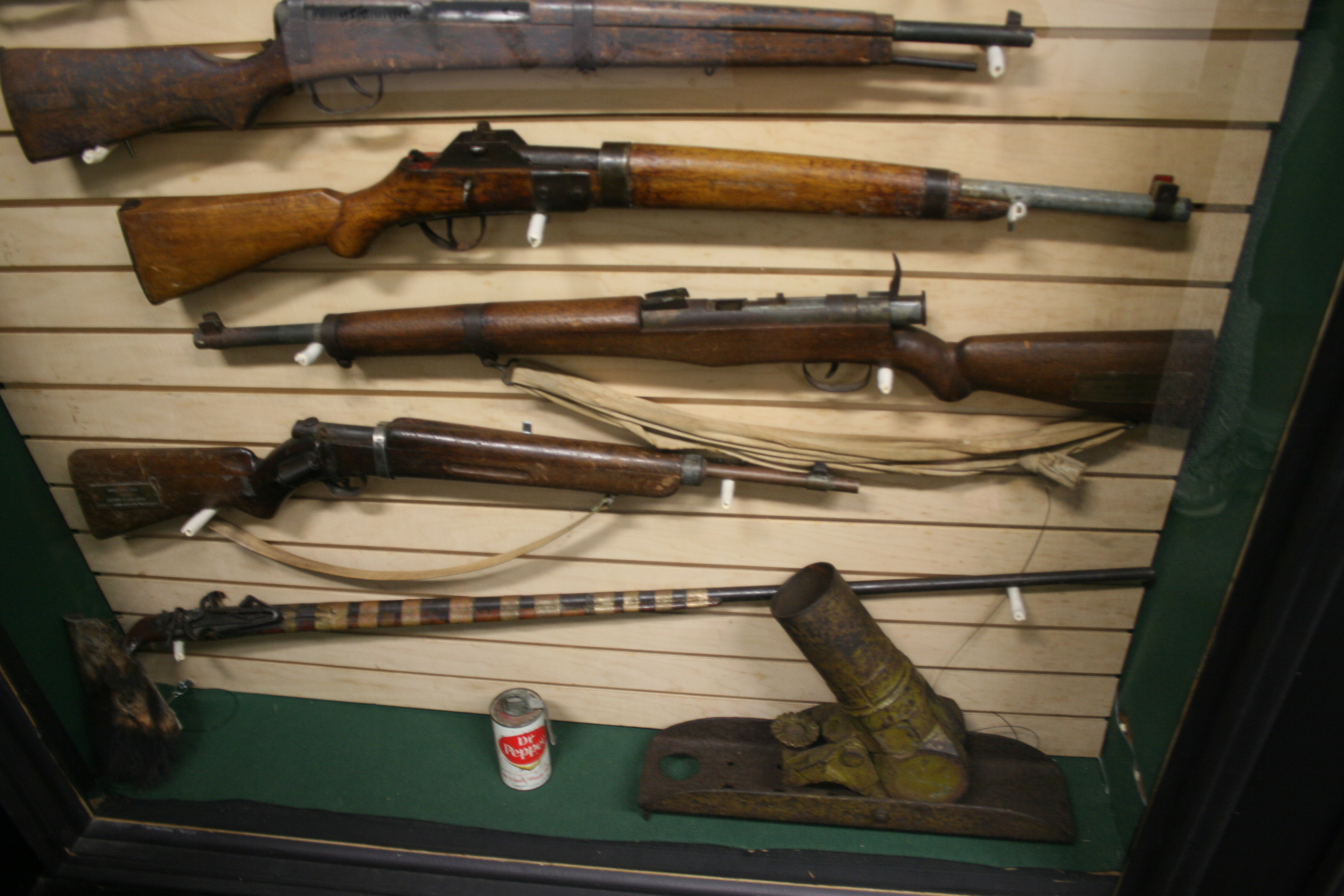
Alcune armi artigianali costruite durante la Guerra del Vietnam (1955-1975): cinque fucili, un mortaio leggero, una granata.

Soprattutto all’inizio delle loro operazioni i membri delle organizzazioni clandestine – guerrigliere o terroristiche che siano – sono solitamente male armati e male equipaggiati. Per questa ragione essi, oltre a ricorrere alla strategia della cattura delle armi nemiche, allestiscono varie industrie clandestine (laboratori e officine segrete) adibite alla produzione artigianale di armi, munizioni, ordigni esplosivi e incendiari, sistemi d’innesco, uniformi, calzature, buffetteria, conserve alimentari, materiale propagandistico, eccetera. Secondo Mao:
(Mao Tse-tung, FMFRP 12-18 Mao Tse-tung on Guerrilla Warfare)
Secondo ‘Che’ Guevara:
(Ernesto 'Che' Guevara, Guerrilla)
Alcune delle organizzazioni più note per le loro industrie clandestine, soprattutto per quanto riguarda la produzione artigianale di armi e munizioni, furono i Viet Cong durante la Guerra del Vietnam e l’IRA nel periodo del conflitto nordirlandese (in inglese The Troubles). I Viet Cong, oltre a ricevere armi e munizioni di produzione industriale da URSS e Repubblica Popolare Cinese, realizzarono una grande varietà di ordigni esplosivi improvvisati, trappole e sistemi d’innesco, che furono catalogati dall'intelligence statunitense in appositi manuali militari. Anche l’IRA produsse molti tipi di armi improvvisate, fra cui vari modelli di granate a mano antiuomo, un modello di granata a mano anticarro a carica cava, vari modelli di mortai, e due modelli di lanciagranate. Uno di questi modelli di lanciagranate fu di notevole ingegnosità; denominato Projected Recoilless Improvised Grenade (PRIG), era un lanciagranate a carica cava spalleggiabile anticarro senza rinculo, ispirato all’RPG-7 russo e al Crossbow (Armbrust) tedesco; nell’Armbrust il problema del rinculo veniva risolto bilanciando il lancio in avanti del proiettile con l’espulsione di una contromassa dalla parte posteriore dell’arma: nel PRIG, il proiettile era costituito da una lattina stabilizzata con alette contenente una carica cava esplosiva, e la contromassa era costituita da due pacchetti di biscotti digestivi avvolti in panni assorbenti.
Varie organizzazioni clandestine e gruppi d’insorti utilizzarono ordigni esplosivi improvvisati (in inglese Improvised Explosive Device, IED), ad esempio durante la Guerra in Iraq (2003-2011) e la Guerra in Afghanistan (2001-2021); fra gli ordigni usati in tali conflitti figurarono anche i cosiddetti proiettili autoforgianti o EFP (sigla inglese di Explosively Formed Penetrator o Explosively Formed Projectile, letteralmente "penetratore formato esplosivamente" o "proiettile formato esplosivamente"), ossia cariche cave anticarro di tipo speciale estremamente letali. Secondo resoconti giornalistici, ordigni di quest’ultima tipologia (EFP) sono stati utilizzati recentemente anche da organizzazioni clandestine quali Hamas (Brigate al-Qassam).

### Tunnel

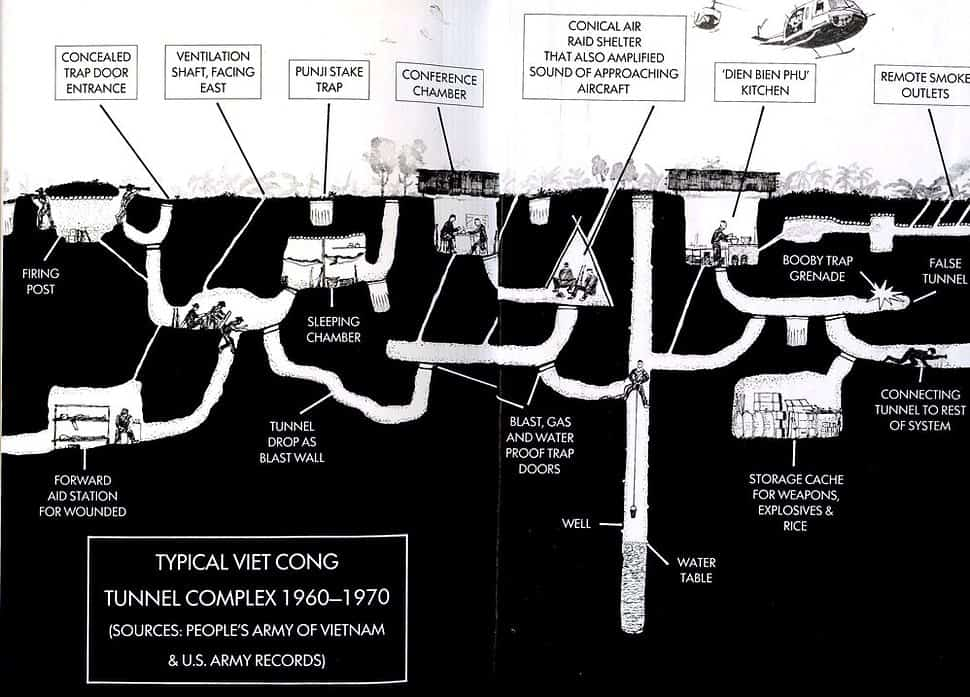
Diagramma in sezione di un tipico complesso di tunnel dei Viet Cong (1960-1970).

I militanti di alcune organizzazioni clandestine che combattono per anni su uno stesso territorio, possono costruire un sistema di tunnel sotterranei che fungono da campi base o “santuari”, allo scopo di proteggersi dalle armi pesanti nemiche – bombardamenti aerei e d’artiglieria – e di occultarsi più efficacemente.
Un esempio storico è dato dai tunnel costruiti dai Viet Cong, e dalla popolazione civile che collaborava con essi, durante la Guerra del Vietnam; tale vasta rete di tunnel era profonda, disposta su più livelli, dotata di postazioni di fuoco fortificate, centri di comando e controllo, magazzini, dormitori, cucine, locali trasmissioni, ospedali da campo, pozzi per l’acqua, sistemi di ventilazione, sistemi per sigillare le entrate in caso di attacco nemico mediante acqua o gas asfissianti, eccetera; la rete di tunnel serviva ai Viet Cong non solo a scopo difensivo ma anche offensivo, ovvero per condurre imboscate e raid per poi ripiegare prontamente.
Un esempio d’attualità è dato da una analoga rete di tunnel costruita da Hamas.

## Guerriglia e terrorismo nel diritto
Spesso giornali e mezzi di informazione confondono guerriglia e terrorismo, in sé fenomeni molto diversi. La guerriglia è diretta innanzitutto contro obiettivi militari: installazioni, strutture, depositi, presidi, vie di rifornimento, forze isolate e vulnerabili. Il terrorismo invece non ha un obiettivo tattico immediato, ma si limita a colpire a caso cercando specificamente di uccidere e ferire quanti più civili possibile, per indurre un clima di insicurezza e portare la popolazione in uno stato di malcontento tale da essere disposta ad accettare misure drastiche pur di porre fine a tale stato di cose. Nelle città la guerriglia prende spesso di mira obiettivi (alti ufficiali e funzionari, caserme, uffici, circoli, sabotaggio di industrie e infrastrutture) che la portano ad azioni non dissimili da quelle terroristiche e che spesso provocano vittime anche fra civili. La differenza con il terrorismo in questi casi diventa più sfumata e si possono verificare casi di contiguità fra terroristi e forze guerrigliere. Anche in questo caso però le azioni di guerriglia restano dirette verso obiettivi precisi e ben definiti, la cui eliminazione è funzionale alla sconfitta finale del nemico; le azioni terroristiche invece prendono di mira per lo più obiettivi simbolici (o date storiche, oppure anniversari e ricorrenze) e colpiscono in modo da creare il massimo allarme e la massima sensazione possibile, generalmente con un gesto crudele e militarmente insensato.
Terrorismo e guerriglia – sebbene presentino alcuni punti di contatto in prassi come l’attentato o il sabotaggio – sono quindi fenomeni ontologicamente diversi: il terrorismo è volto a creare un’atmosfera di disperazione e sfiducia tra la popolazione civile; viceversa, la guerriglia è volta a creare un’atmosfera di speranza, dimostrando alla popolazione civile che, attraverso azioni guerrigliere vittoriose, una forza armata popolare irregolare può opporsi efficacemente a un esercito regolare professionista.
Essendo fenomeni diversi, terrorismo e guerriglia trovano diversa considerazione e inquadramento nel diritto nazionale e internazionale.
Attualmente nessuna definizione di terrorismo ha ottenuto un consenso unanime, a causa della natura politicamente ed emotivamente carica del termine, dei doppi standard utilizzati nella sua applicazione, e dei disaccordi sulla natura degli atti terroristici. Nel 2006 si stimava che esistessero oltre 109 diverse definizioni di terrorismo.
Tuttavia, molte definizioni di terrorismo pongono l’accento sulla violenza esercitata contro civili inermi allo scopo di condizionare le loro azioni. Ad esempio, nel dicembre 1994 l'Assemblea Generale delle Nazioni Unite ha condannato gli atti terroristici utilizzando la seguente descrizione del terrorismo (Risoluzione dell’Assemblea Generale 49/60): 
(United Nations General Assembly, 49/60: Measures to Eliminate International Terrorism, UN Doc. A/Res/60/49)
In qualunque modo definito, il terrorismo non trova nessuna legittimazione nel diritto nazionale o internazionale, essendo condannato da ogni ordinamento giuridico.
La guerriglia – violenza di forze armate irregolari esercitata contro forze armate nemiche – trova invece parziale legittimazione negli ordinamenti giuridici nazionali e internazionali.
La guerriglia rivoluzionaria interna a un singolo Stato non trova legittimazione nel diritto positivo nazionale, poiché è impossibile concepire un ordinamento giuridico che contenga in sé una norma che ne consenta il totale sovvertimento con mezzi violenti. La guerriglia rivoluzionaria interna può auto-legittimarsi ex post. Se i guerriglieri, o insorti, o “partito insurrezionale” – dotati di personalità giuridica in itinere all’interno del fenomeno dinamico “guerra civile” – risultano vittoriosi, diventano nuovo potere costituente, istituiscono un nuovo ordinamento giuridico-politico-economico-sociale-istituzionale, anche formando uno Stato distaccato; se i guerriglieri risultano perdenti, vengono perseguiti in base alla legge penale dello Stato ove hanno operato. Ad oggi, il problema del riconoscimento di belligeranza degli insorti nei casi di guerriglia interna resta insoluto.
Le sole norme di diritto internazionale bellico vigenti in materia di conflitti non internazionali (guerre civili) sono l'art. 3 comune alle quattro Convenzioni di Ginevra del 1949, e il II° protocollo aggiuntivo del 1977 per gli Stati che vi sono vincolati, le quali contengono soltanto alcuni principi elementari d’umanità.
La resistenza volta al ripristino di un ordinamento giuridico nazionale violato da aggressori esterni o tiranni interni – che comprende, quindi, anche la resistenza attiva o guerriglia resistenziale – trova legittimazione nel diritto positivo nazionale di vari Stati. Uno dei primi esempi storici moderni viene dall’art. 2 della Dichiarazione dei Diritti dell’Uomo e del Cittadino del 1789. Dopo la Seconda Guerra Mondiale, nelle costituzioni di vari Paesi europei venne riconosciuto il diritto di resistenza: ad esempio, la Legge fondamentale della Repubblica Federale di Germania (in tedesco Deutsches Grundgesetz) riconosce ai cittadini il diritto di resistere contro i tentativi di abolizione della Carta costituzionale.
Le norme di diritto internazionale riguardanti i conflitti tra più nazioni, prendono in considerazione anche la personalità giuridica di enti diversi dagli Stati: insorti, Movimenti di Liberazione Nazionale, organizzazioni antisistema o guerriglieri. In particolare, l’art. 4 della IIIª Convenzione di Ginevra del 1949 e vari articoli del I° Protocollo aggiuntivo del 1977. L’art. 4 della IIIª Convenzione di Ginevra riconosce lo status di prigionieri di guerra in caso di cattura – e quindi lo status di combattenti legittimi – anche ai: 
a) that of being commanded by a person responsible for his subordinates;
b) that of having a fixed distinctive sign recognizable at a distance;
c) that of carrying arms openly;
a) essere comandati da una persona responsabile per i propri subordinati;
b) avere un segno distintivo fisso e riconoscibile a distanza;
c) portare le armi apertamente;
d) condurre le proprie operazioni conformemente alle leggi e agli usi di guerra.»
e agli: 
(Article 4, GENEVA CONVENTION RELATIVE TO THE TREATMENT OF PRISONERS OF WAR OF 12 AUGUST 1949)
L'art. 1 (§ 4), l'art. 43 e l'art. 96 (§ 3) del I° Protocollo aggiuntivo del 1977 riconoscono come soggetti di diritto internazionale «i popoli [che N.d.R.] lottano contro la dominazione coloniale e l'occupazione straniera e contro i regimi razzisti, nell'esercizio del diritto dei popoli di disporre di se stessi» – comprendendo con ciò i loro Movimenti di Liberazione Nazionale e le loro organizzazioni guerrigliere – e i loro apparati istituzionali e autorità rappresentative che possono gestire le loro relazioni internazionali al pari di uno Stato, anche se non riconosciuti da una parte avversaria in un conflitto.
La legittimità e legalità delle lotte armate – tipicamente guerre di guerriglia – condotte dai popoli a scopo di liberazione nazionale è stata riconosciuta anche da risoluzioni dell’Organizzazione delle Nazioni Unite, come ad esempio la Risoluzione 37/43 dell’Assemblea Generale dell’ONU, adottata nella 90ª seduta plenaria del 3 dicembre 1982.

### Pubblicazioni civili, studi storici
- Accademia delle Scienze dell'URSS, Storia universale, VIII, Milano, Teti Editore, 1975.
- (EN) Alexander Perry Biddiscombe, Werwolf! The History of the National Socialist Guerrilla Movement, 1944-1946, Toronto, Buffalo, University of Toronto Press, 1998, ISBN 0-8020-0862-3.
- (EN) Andrew Chatterton, Britain's secret defences: civilian saboteurs, spies and assassins during the Second World War, Casemate Publishers, 2022, ISBN 978-1-63624-100-5.
- Anthony Majanlahti e Amedeo Osti Guerrazzi, Roma occupata 1943-1944. Itinerari, storia, immagini, Milano, Il Saggiatore, 2010, ISBN 9788842816263.
- (EN) Baljit Singh e Ko-Wang Mei, Theory and practice of modern guerrilla warfare, New York, Asia Publishing House, 1971, ISBN 0210981695, LCCN 72175104.
- (EN) Barton Whaley, Guerrilla Communications (PDF), Cambridge, Massachusets, Center for International Studies - Massachusetts Institute of Technology, marzo 1967.
- (EN) Eran Zohar, Understanding Non-State Actors. How Rebels Acquire Their Weapons, Berlin - Boston, de Gruyter, 2023, ISBN 978-3-11-106537-3, LCCN 2023911863.
- Ezio Cecchini, Storia della guerriglia, Milano, Gruppo Ugo Mursia Editore, 1990, ISBN 978-8842507536.
- Gastone Breccia, L'Arte della guerriglia, Bologna, Società editrice il Mulino, 2013, ISBN 978-88-15-24440-6.
- (EN) Gérard Chaliand (a cura di), Guerrilla Strategies: An Historical Anthology from the Long March to Afghanistan, Berkeley - Los Angeles - London, University of California Press, 1982, ISBN 0-520-04444-4.
- Gilles Pécout, Il lungo Risorgimento. La nascita dell'Italia contemporanea (1770-1922), a cura di Roberto Balzani, Bruno Mondadori, 1999, ISBN 9788842493570.
- Gino Bambara, La guerra di liberazione nazionale in Jugoslavia (1941-1943), Mursia, 1988.
- Giorgio Bocca, Storia dell'Italia partigiana. Settembre 1943 - Maggio 1945, Milano, Arnoldo Mondadori Editore, 1995  [1966], ISBN 88-04-43056-7.
- Giovanni Pesce, Senza Tregua. La Guerra dei GAP (PDF), Milano, Feltrinelli, 1967.
- (EN) Gordon L. Rottman, Viet Cong and NVA Tunnels and Fortifications of the Vietnam War, illustrazioni di Lee Ray, Chris Taylor e Alex Mallinson, Oxford - New York, Osprey Publishing, 2006, ISBN 978-1-84603-003-1.
- La guerriglia in Italia. Documenti della resistenza militare italiana (PDF), Milano, Giangiacomo Feltrinelli Editore, marzo 1969.
- (EN) J. B. E. Hittle, Michael Collins and the Anglo-Irish War: Britain's counterinsurgency failure, Washington, D.C., Potomac Books, 2011, ISBN 978-1-59797-535-3.
- (EN) John A. Armstrong (a cura di), Soviet Partisans in World War II, prefazione di Philip E. Mosely, Madison, University of Wisconsin Press, 1964, LCCN 64-12729.
- (EN) John Ellis, A Short History of Guerrilla Warfare, New York, St. Martin's Press, 1976, LCCN 75-9479.
- (EN) Kumiko Kakehashi, So Sad to Fall in Battle: An Account of War Based on General Tadamichi Kuribayashi's Letters from Iwo Jima, New York, Presidio Press - Ballantine Books, 2007, ISBN 978-0-89141-917-4.
- T. E. Lawrence, Guerriglia-Guerrilla (PDF), a cura di Marco Dotti e Simonetta Franceschetti, (voce "Guerrilla" scritta per l'Enciclopedia Britannica MCMXXIX), Roma, Stampa Alternativa, 2002, ISBN 88-7226-726-9.
- T. E. Lawrence, I sette pilastri della saggezza, a cura di Fabrizio Bagatti, collana Tascabili, Bompiani, 2019, ISBN 9788845299810.
- (EN) Lawrence W. Myers, SPYCOMM: Covert Communication Techniques of the Underground (PDF), Boulder, Colorado, USA, Paladin Press, 1991, ISBN 0-87364-643-6.
- (EN) Leonid D. Grenkevich e David M. Glantz, The Soviet partisan movement 1941-1944: a critical historiographical analysis, collana Cass series on Soviet (Russian) military experience, Frank Cass & Co. Ltd, 1999, ISBN 0-7146-4874-4.
- (EN) Mao Tse-Tung, Selected Works of Mao Tse-Tung (PDF), vol. 2, Peking, Foreign Language Press, 1965 (archiviato dall'url originale il 23 dicembre 2024).
- (EN) Michael Collins, The Path to Freedom, Dublin, Talbot Press, 1922.
- (EN) Michael Sayers e Albert E. Kahn, The Great Conspiracy Against Russia, New York, Boni & Gaer, 1946.
- (RU) Н. В. Огарков [N. V. Ogarkov] e М. Воениздат [M. Voenizdat] (a cura di), Советская военная энциклопедия [Enciclopedia militare sovietica], vol. 6, 1978.
- (EN) A. R. Oppenheimer, IRA: The Bombs and the Bullets: A History of Deadly Ingenuity, Dublin - Portland, OR, Irish Academic Press, 2008, ISBN 978-0-7165-2895-1.
- Paolo Spriano, Storia del Partito Comunista Italiano, vol. V La Resistenza, Torino, Einaudi, 1975.
- (EN) Robert B. Asprey, War in the Shadows: The Guerrilla in History, New York, William Morrow and Company, Inc., 1994, ISBN 0-688-12815-7.
- (EN) Robert Service e Silvio Pons (a cura di), A Dictionary of 20th-Century Communism, Princeton University Press, 2010, ISBN 9781400834525.
- (EN) Robert Taber, War of the Flea: The Classic Study of Guerrilla Warfare, prefazione di Bard E. O'Neill, Washington, D.C., Potomac Books, Inc., 2002  [1965], ISBN 978-1-57488-555-2.
- Santo Peli, Storie di Gap. Terrorismo urbano e Resistenza, Torino, Giulio Einaudi editore, 2014, ISBN 978-88-06-22285-7.
- (EN) Thomas M. Leonard (a cura di), Encyclopedia of the Developing World, vol. 2, New York - London, Routledge - Taylor & Francis Group, 2006, ISBN 9780415976633.
- Tommaso Argiolas, La guerriglia: storia e dottrina, Firenze, Sansoni Editore, 1967.
- Tommaso Pedìo, Brigantaggio meridionale (1806-1863), collana Borbonici e liberali, Edizioni Federico Capone, 1987.
- (EN) Tom Barry, Guerrilla Days in lreland (PDF), Cork, Mercier Press, 2011, ISBN 978 0 947962 340 (archiviato dall'url originale il 26 maggio 2024).
- (EN) Victor Suvorov, Spetsnaz: The Inside Story of the Soviet Special Forces, New York, W.W.Norton & Company, 1988.
- (EN) Walter Laqueur, Guerrilla Warfare: A Historical & Critical Study, Transaction Publishers, 1976, ISBN 978-0-7658-0406-8.
- Werner Hahlweg, Storia della guerriglia (PDF), collana I nuovi testi, traduzione di Maria Attardo Magrini, Milano, Giangiacomo Feltrinelli Editore, 1973  [1968].
- (EN) William Hinton, FANSHEN. A Documentary of Revolution in a Chinese Village, New York, Monthly Review Press, 2008  [1966], ISBN 978-1-58367-175-7.

### Pubblicazioni militari, manuali di guerriglia
- (EN) Abdul Haris Nasution, Fundamentals of Guerilla Warfare, introduzione di Otto Heilbrunn, London, Pall Mall Press, 1965  [1953].
- Alberto Bayo, Teoria e pratica della guerra di guerriglia. 150 consigli ai guerriglieri del maestro militare di Castro, Milano, Pgreco, 2019  [1955], ISBN 978-8868022594.
- (EN) Alexander Orlov, Handbook of Intelligence and Guerrilla Warfare, 2ª ed., Ann Arbor, University of Michigan Press, 1965  [1963], LCCN 63-9900.
- (EN) Andrew R. Molnar, Jerry M. Tinker e John D. LeNoir, DA PAM 550-104 Human Factors Considerations of Undergrounds in Insurgencies, Washington, D. C., Special Operations Research Office - American University (Operating Under Contract With The Department of the Army), 1º dicembre 1965.
- Carl von Clausewitz, L’arte di attaccare, a cura di Gastone Breccia, Milano, Mondadori, 2016, ISBN 978-88-04-66164-1.
- Carlo Bianco, Della guerra nazionale d'insurrezione per bande, applicata all'Italia, Malta, 1830.
- Carlos Marighella, Piccolo manuale della guerriglia urbana (PDF), traduzione di Laboratorio Marxista, AUTOPRODUZIONI, febbraio 2004  [giugno 1969] (archiviato dall'url originale il 17 giugno 2024).
- (EN) Colin Gubbins, The Art of Guerrilla Warfare, 1939.
- (EN) Department of the Navy, FMFRP 12-43 Professional Knowledge Gained from Operational Experience in Vietnam, 1969, Special Issue, Mines and Boobytraps (PDF), Washington, D.C., 1969.
- (EN) Edgar M. Howell, DA PAM 20-244 The Soviet Partisan Movement, 1941-1944, Washington, D. C., U.S. Department of the Army, agosto 1956.
- Ernesto 'Che' Guevara, Guerrilla (PDF), traduzione di Adele Faccio, Milano, Mondadori, 1996  [1961], ISBN 88-04-41979-2.
- Col. a. s.SM Fabrizio Fiorita, Documenti - Pubblicazione SGE-G-001 - Doc. n. 6 "La Guerriglia", Civitavecchia, Scuola di Guerra dell'Esercito, 1995.
- (EN) Maj. George Westmoreland, USMC Ret., PM 8--94 How to Start and Train a Militia Unit, 1994.
- Giuseppe Mazzini, Della guerra d'insurrezione conveniente all'Italia (PDF), a cura di Francesco Ingravalle, Edizioni di Ar, 2010  [1833], ISBN 978-8889515921.
- (RU) Governo dell'URSS, Спутник партизана - Sputnik partizana [Compagno del partigiano] (PDF), 1941 (archiviato dall'url originale il 12 febbraio 2024).
- (RU) Governo dell'URSS, Спутник партизана - Sputnik partizana [Compagno del partigiano], Издательство ЦК ВЛКСМ «Молодая гвардия», 13 novembre 1942 (archiviato dall'url originale il 15 agosto 2024).
- (RU) Governo dell'URSS, Спутник партизана - Sputnik partizana [Compagno del partigiano] (PDF), 1943 (archiviato dall'url originale il 27 febbraio 2024).
- (EN) Hans von Dach, Total Resistance: Swiss Army Guide to Guerrilla Warfare and Underground Operations, Boulder, CO, USA, Paladin Press, 1992, ISBN 978-0-87364-021-3.
- (EN) Headquarters, Department of the Army, Department of the Army Pamphlet No. 30–40 Communist Guerrilla Tactics (PDF), Washington 25, D.C., 1º ottobre 1962 (archiviato dall'url originale il 10 luglio 2025).
- (EN) Headquarters, Department of the Army, FM 30-104 Handbook on Aggressor Insurgent War (PDF), Washington D.C., settembre 1967 (archiviato dall'url originale il 19 settembre 2019).
- (EN) Headquarters, Department of the Army, FM 31-21 Guerrilla Warfare and Special Forces Operations (PDF), Washington D. C., 29 settembre 1961 (archiviato dall'url originale l'8 dicembre 2023).
- (EN) Headquarters, Department of the Army, TC 5-31 Viet Cong Boobytraps, Mines, and Mine Warfare Techniques (PDF), Washington, D.C., dicembre 1969 (archiviato dall'url originale il 3 gennaio 2023).
- (EN) Headquarters, Department of the Army, TM 31-201-1 Unconventional Warfare Devices and Techniques - Incendiaries (PDF), Washington D.C., United States Department of War, 20 maggio 1966. URL consultato il 9 gennaio 2024 (archiviato dall'url originale il 3 gennaio 2023).
- (EN) Headquarters, Department of the Army, TM 31-210 Improvised Munitions Handbook (PDF), Washington D.C., United States Department of War, 1969. URL consultato il 28 febbraio 2024 (archiviato dall'url originale il 19 ottobre 2021).
- (EN) Headquarters, United States Military Assistance Command, Vietnam, DJSM-545-66 Viet Cong Improvised Explosive Mines and Booby Traps (PDF), San Francisco, 29 settembre 1966 (archiviato dall'url originale il 3 aprile 2023).
- (EN) Joseph P. Martino, Resistance to Tyranny: A Primer, CreateSpace Independent Publishing Platform, 2010, ISBN 978-1450574280.
- (EN) Kwame Nkrumah, Handbook of Revolutionary Warfare (PDF), New York, International Publishers, 1969  [1968] (archiviato dall'url originale il 25 maggio 2024).
- (EN) Mao Tse-tung, FMFRP 12-18 Mao Tse-tung on Guerrilla Warfare, traduzione di Brigadier General Samuel B. Griffith, USMC (Ret.), U.S. Department of the Navy, 5 aprile 1989  [1937].
- (EN) Mao Tse-tung, Selected military writings of Mao Tse-tung, Peking, Foreign Language Press, 1966.
- A. Neuberg, L'insurrezione armata, collana Il pensiero socialista, traduzione di Raffaele Petrillo, Milano, Giangiacomo Feltrinelli Editore, 1970  [1928].
- (EN) Office of Strategic Services (OSS), STRATEGIC SERVICES FIELD MANUAL No. 3 - Simple Sabotage Field Manual (PDF), Washington, D. C., OSS Reproduction Branch, 17 gennaio 1944.
- (EN) Scott Wimberley, Special Forces Guerrilla Warfare Manual (PDF), Paladin Press, 1997, ISBN 978-0-87364-921-6 (archiviato dall'url originale il 16 agosto 2025).
- Stato Maggiore R. Esercito, Ufficio Addestramento, Circolare n. 36.000 Combattimenti Episodici ed Azioni di Guerriglia, 21 ottobre 1942-XX.
- Stella Rossa (a cura di), In caso di golpe: Manuale teorico-pratico per il cittadino, di resistenza totale e di guerra di popolo, di guerriglia e di controguerriglia (PDF), BNI 778621, Roma, Savelli, 1975.
- Sun Tzu, L’arte della guerra (PDF), Milano, Mondadori, 2016, ISBN 978-88-04-51778-8 (archiviato dall'url originale il 10 dicembre 2024).
- I Trentasei stratagemmi, Milano, Mondadori, 2016, ISBN 978-88-04-66193-1.
- (EN) United States Army Special Operations Command, Casebook on Insurgency and Revolutionary Warfare, vol. II: 1962–2009, 27 aprile 2012.
- (EN) United States Army Special Operations Command, Human Factors Considerations Of Undergrounds In Insurgencies (PDF), 2ª ed., 25 gennaio 2013 (archiviato dall'url originale il 14 marzo 2025).
- (EN) United States Army Special Operations Command, Undergrounds in Insurgent, Revolutionary, and Resistance Warfare (PDF), 2ª ed., 25 gennaio 2013 (archiviato dall'url originale il 25 febbraio 2025).
- (EN) Urbano, Fighting in the Streets: A Manual of Urban Guerilla Warfare, Barricade Books, 1991, ISBN 0-942637-47-X.
- (EN) U.S. Army Foreign Science and Technology Center, FSTC 381-5012 Typical Foreign Unconventional Warfare Weapons (U) (PDF) (archiviato dall'url originale l'11 febbraio 2024).
- (EN) U.S. Department of the Army, FM 31-21 Organization and Conduct of Guerilla Warfare, Washington, D.C., United States Government Printing Office, 5 ottobre 1951.
- (EN) U.S. Department of the Army, Special Forces Operations U.S. Army Doctrine, Washington, D.C., U.S. Government Printing Office, 14 febbraio 1969.
- (EN) U.S. Department of the Navy, MCWP 3-11.3 Scouting and Patrolling, Washington, D.C., 17 aprile 2000.
- Võ Nguyên Giáp, Guerra del popolo, esercito del popolo, traduzione di Mario Antomelli, Milano, Giangiacomo Feltrinelli Editore, 1968  [1961].
- (DE) Werwolf: Winke für Jagdeinheiten, Karl-Heinz Dissberger, 1985  [1945], ISBN 3-924753-07-5.
- (EN) “Yank” Bert Levy, Guerrilla Warfare (PDF), Boulder, Colorado, Paladin Press, 1964  [1941], ISBN 0-87364-020-9.